# Grande Commande

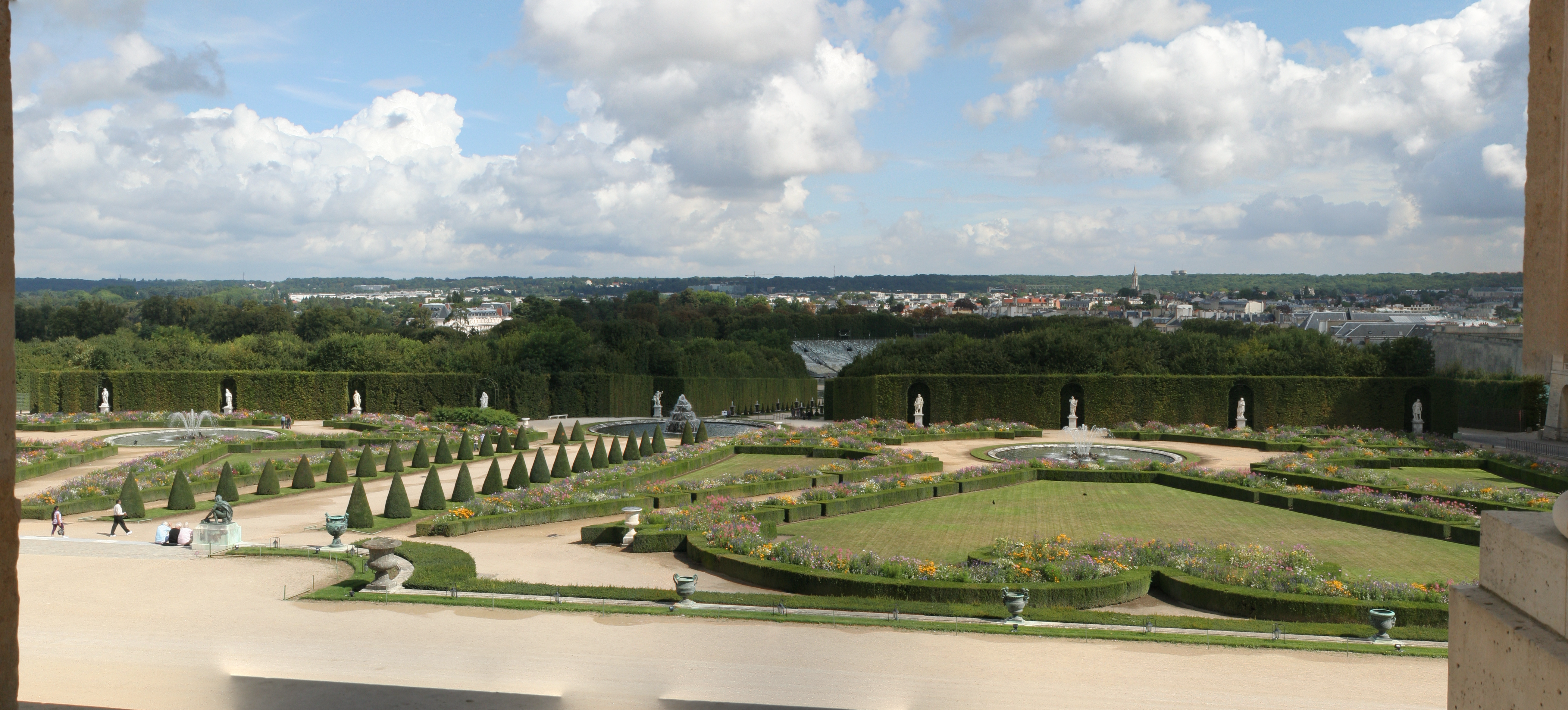

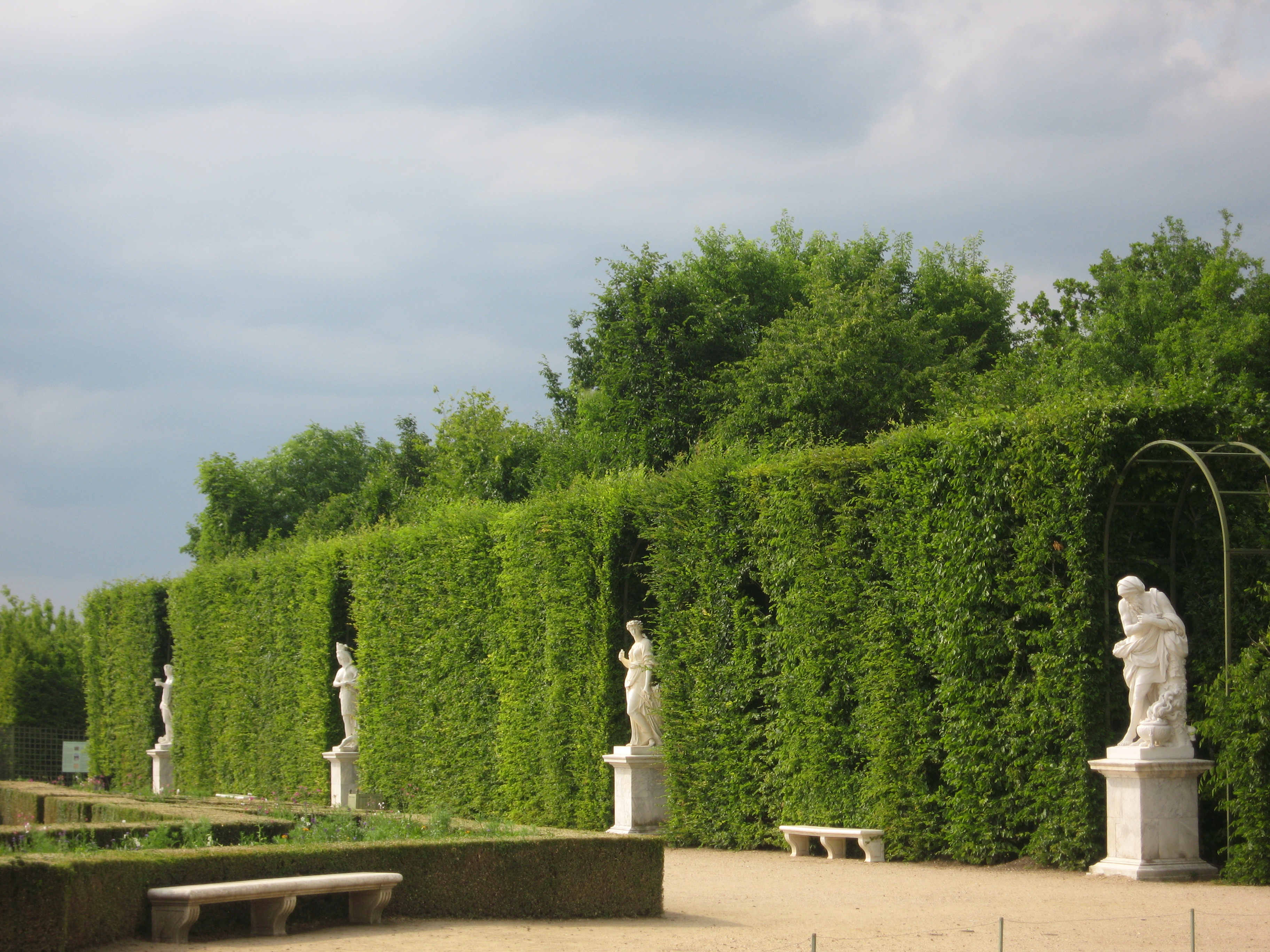
Des copies des statues de la Grande Commande sont entre autres visibles autour du parterre nord, le long de la haie.

La « Grande Commande » est un ensemble de sculptures commandé par le roi Louis XIV en 1674 pour le parc du château de Versailles, plus spécialement pour le Parterre d'eau, et dont la réalisation s'étala sur une vingtaine d'années. Le projet initial n'ayant pas vu le jour, qui visait à réaliser un parnasse au pied du château, les statues réalisées ont été dispersées dans les jardins du château de Versailles.

## Projet initial
La « Grande Commande », commencée en 1674, est dominée par la signification apollinienne et solaire. Cet ensemble, destiné au Parterre d'eau, fut « conçu comme un large commentaire des effets du dieu solaire sur l’ordre du monde et sur les arts, fondé sur l’unité de l’homme et de la nature ». Charles Le Brun réalisa les dessins préparatoires destinés aux sculpteurs. Ce thème des Éléments influencés par la course du Soleil devait s’inscrire dans le prolongement du décor des Grands appartements, établi autour du mythe d’Apollon. Le Brun retint plusieurs figures allégoriques inspirées de l’Iconologia de Cesare Ripa. 
Le décor sculpté devait comprendre huit enlèvements symbolisant les quatre éléments (l’eau, la terre, l’air, le feu), et vingt-quatre statues représentant les quatre parties du monde, les quatre heures du jour, les quatre saisons, les quatre éléments, les quatre tempéraments de l’Homme et les quatre poèmes. 

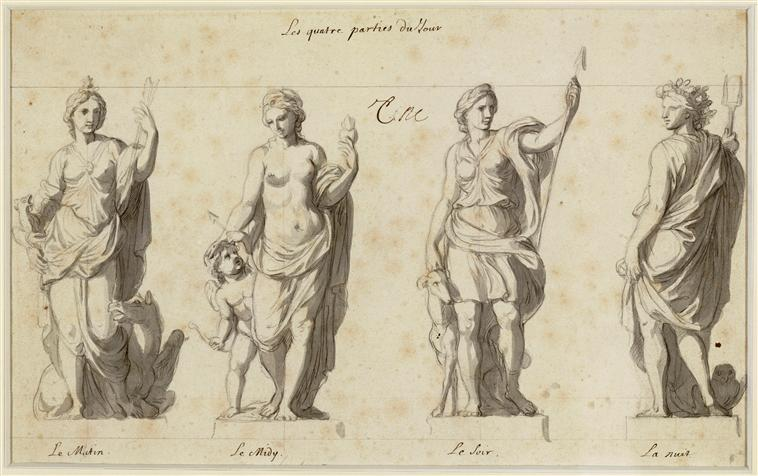
Charles Le Brun, Les Quatre parties du jour
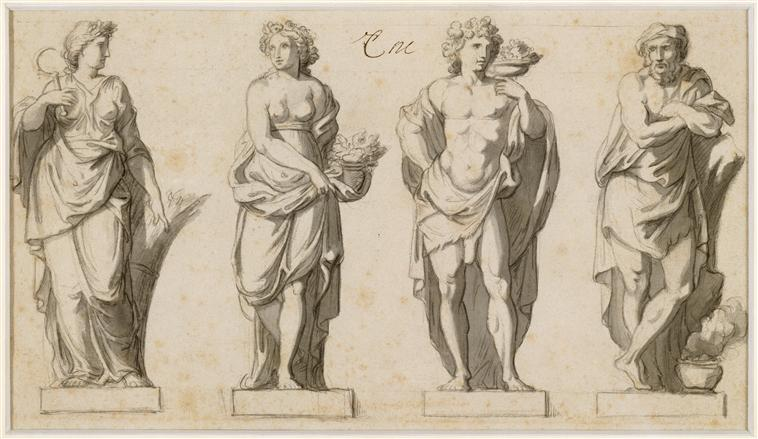
Le Brun, Les Quatre saisons
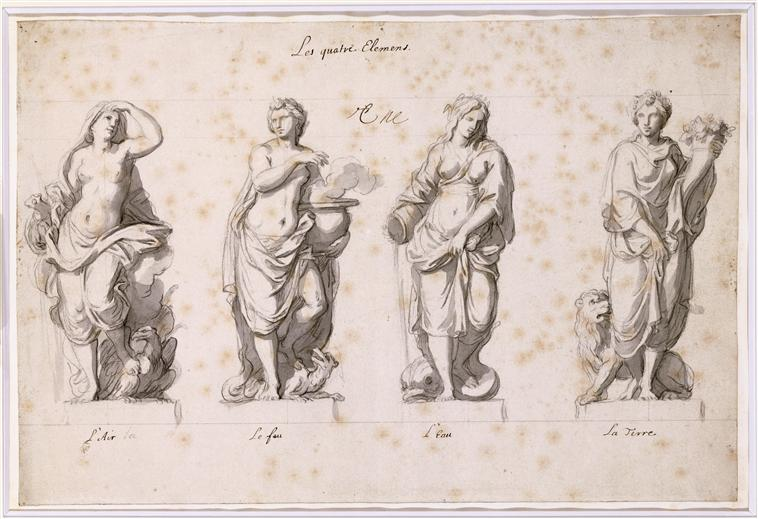
Le Brun, Les Quatre éléments
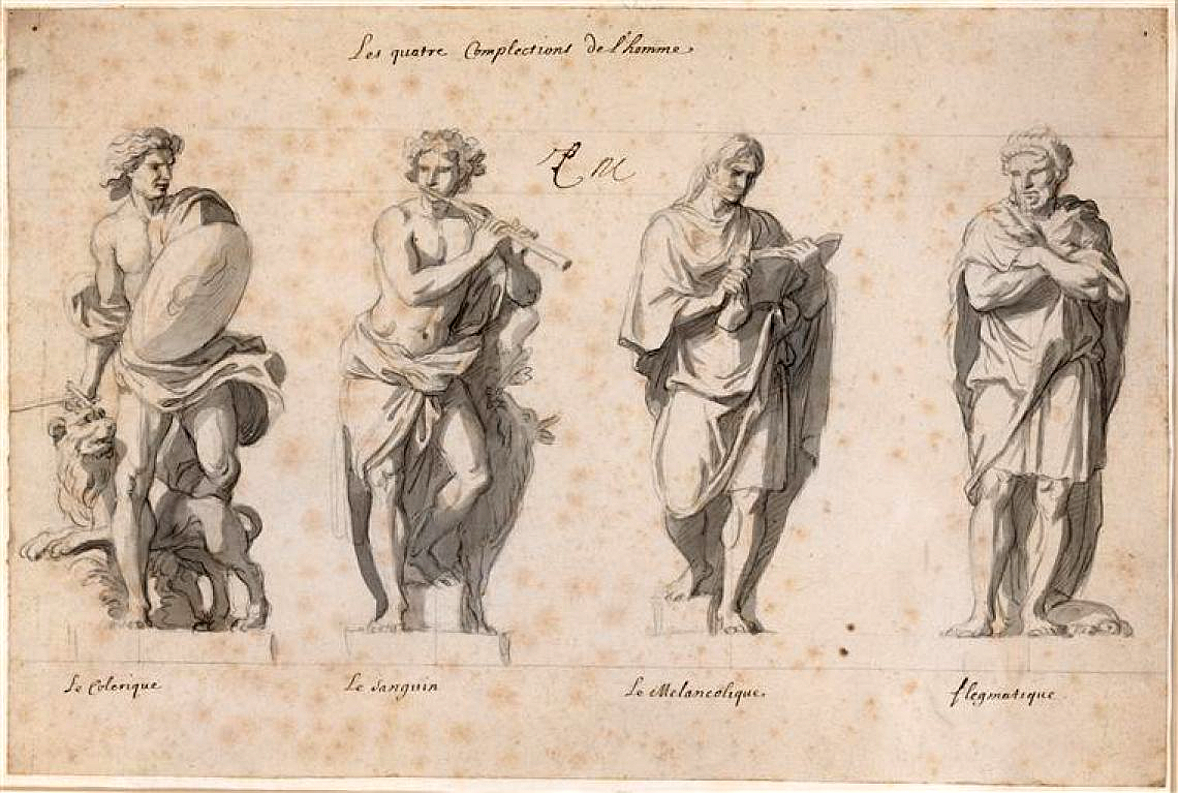
Le Brun, Les Quatre complexions de l'homme
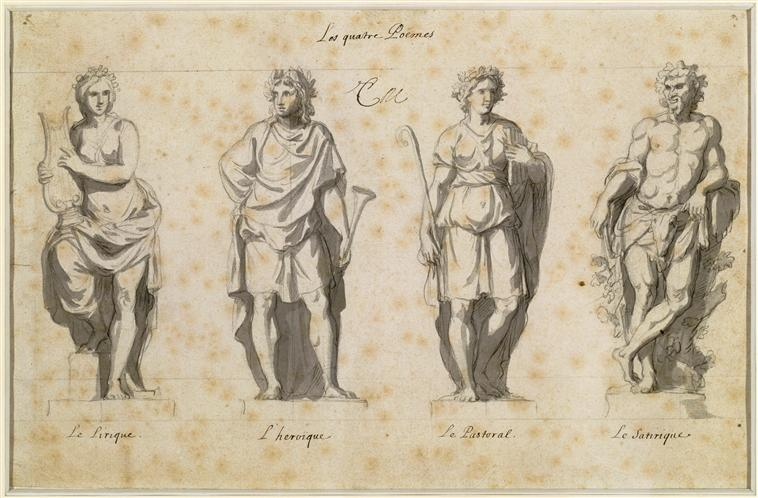
Le Brun, Les Quatre poèmes

La livraison de la Grande Commande s’étala sur une vingtaine d’années, le projet initial fut ainsi largement modifié. 
Au centre de la perspective, à l’ouest, un vaste globe de marbre devait être installé entre deux sphinx surmontés par des amours. Cet ensemble devait sans doute offrir un commentaire à cette énigme de l’univers. « Le programme d’origine, très ambitieux, devait prendre place au centre et autour d’un bassin de forme complexe, selon une scénographie qui eût aussi permis au visiteur de pénétrer au cœur même de l’œuvre, conçue comme un tout. La Grande Commande correspondait à l’apogée de l’âge du marbre. Sa partielle réalisation et sa dispersion avant même son achèvement témoignent d’un considérable changement de parti concernant la place et la signification de la sculpture dans les jardins du château. »
Le nom de Grande Commande fait référence à une « Petite Commande » de huit statues faite vers 1664, et sculptée par Louis Lerambert et Philippe de Buyster, destinée à orner le Grand Rondeau, aujourd'hui remplacé par le bassin du Dragon. La Petite Commande a à présent entièrement disparu.

## Les éléments de la Grande Commande

### Influence du Soleil sur l'ordre du monde
Les thématiques présentes dans la Grande commande sont toutes liées au chiffre quatre et à la représentation quaternaire de certains éléments ou idées. Sont ainsi présents les quatre éléments, la vision cosmique avec les quatre parties du monde, les quatre saisons et les quatre heures du jour, tout comme la dimension humaine, par la présence des quatre tempéraments de l’Homme et des quatre genres poétiques. 

#### Les quatre éléments
La Terre

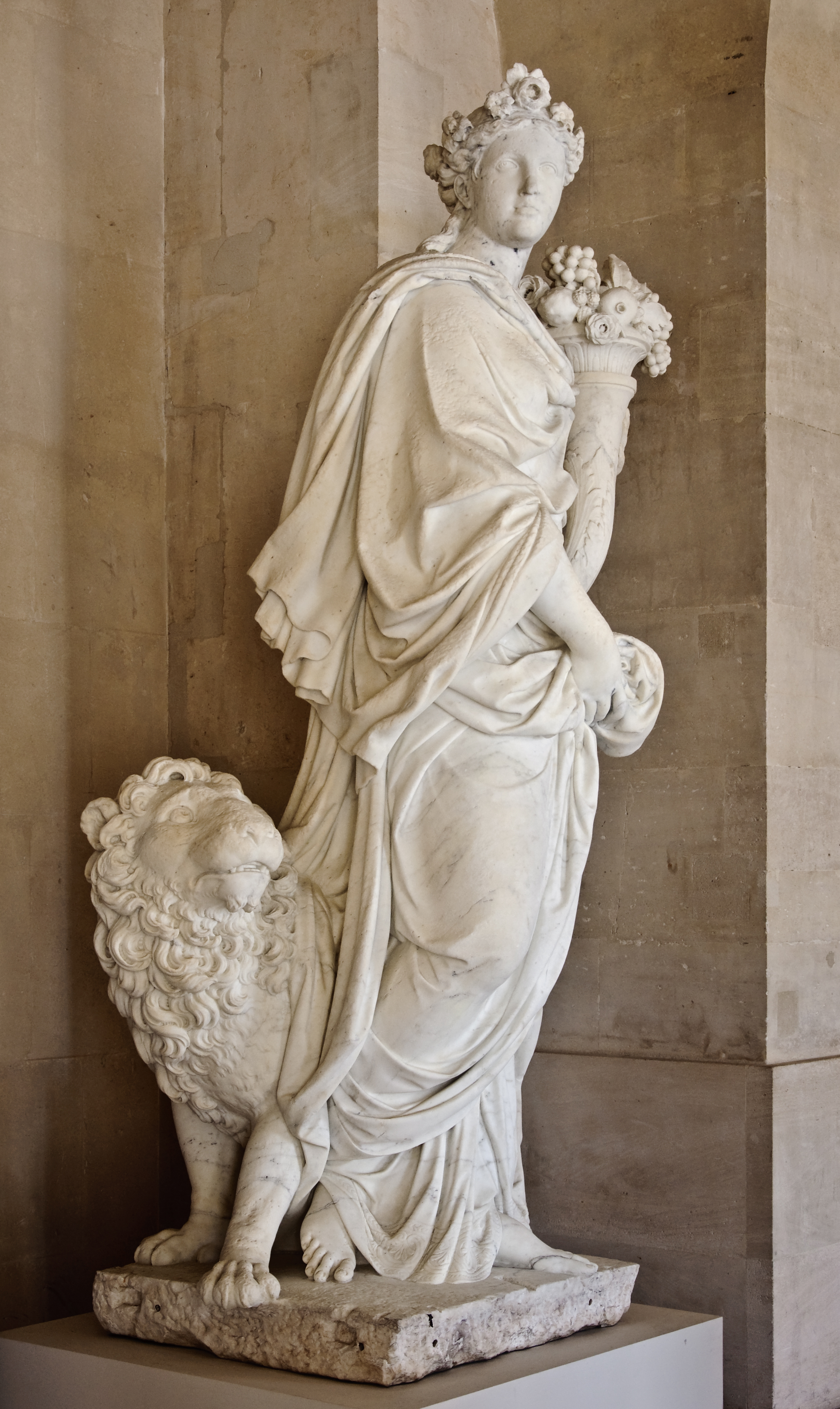
La Terre de Massou - Original, dans la galerie basse du château de Versailles

Sculpture réalisée par Benoît Massou. Elle représente une figure allégorique de la Terre, portant à gauche une corne d'abondance. À côté de sa jambe droite se trouve un lion, symbolisant le roi des animaux. Elle est par ailleurs couronnée de fleurs et fruits.  Depuis 2008, c’est une copie qui se trouve dans le jardin.

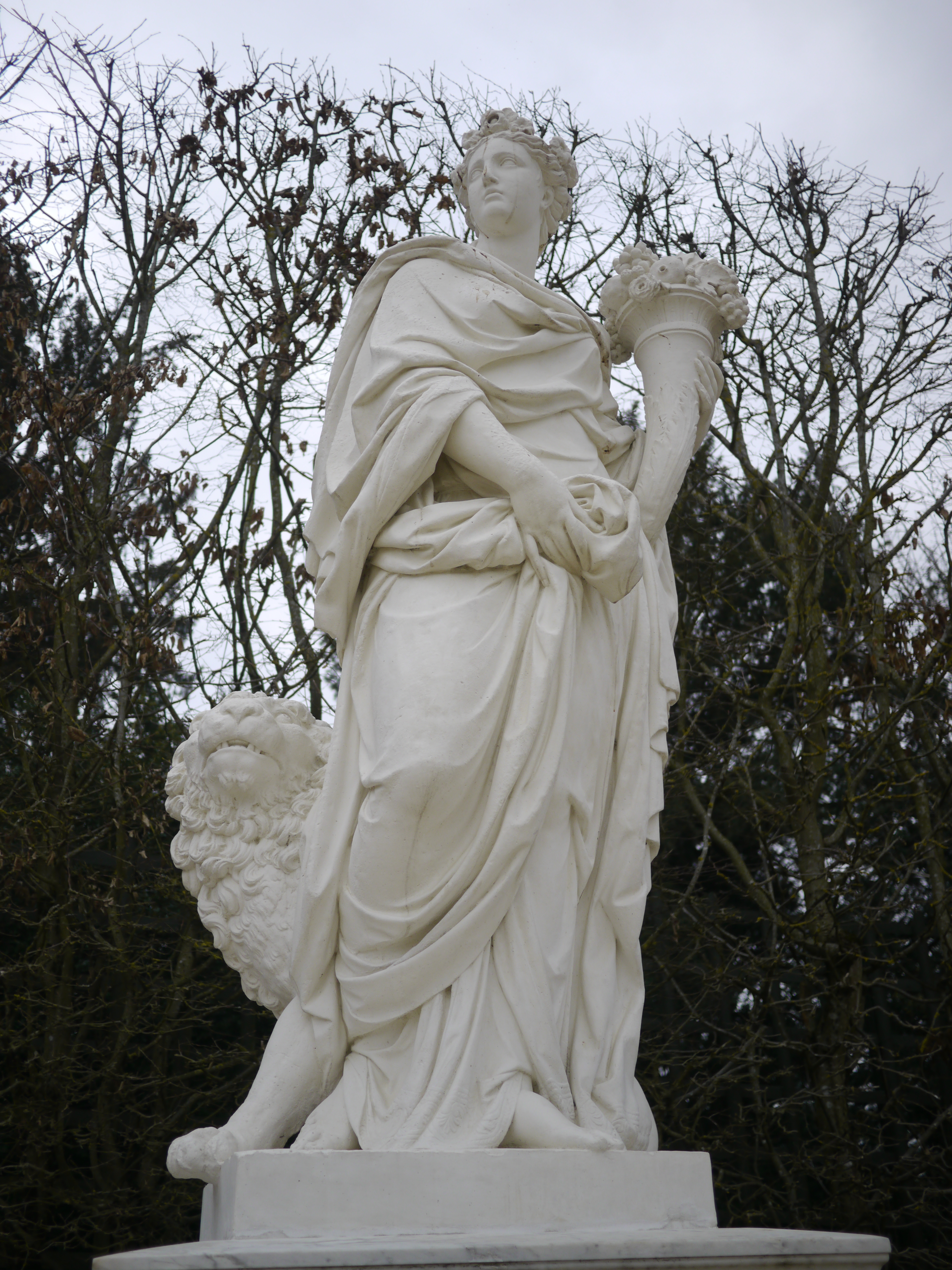
La copie de La Terre dans le jardin
48° 48′ 23″ N, 2° 07′ 10″ E

L'Air

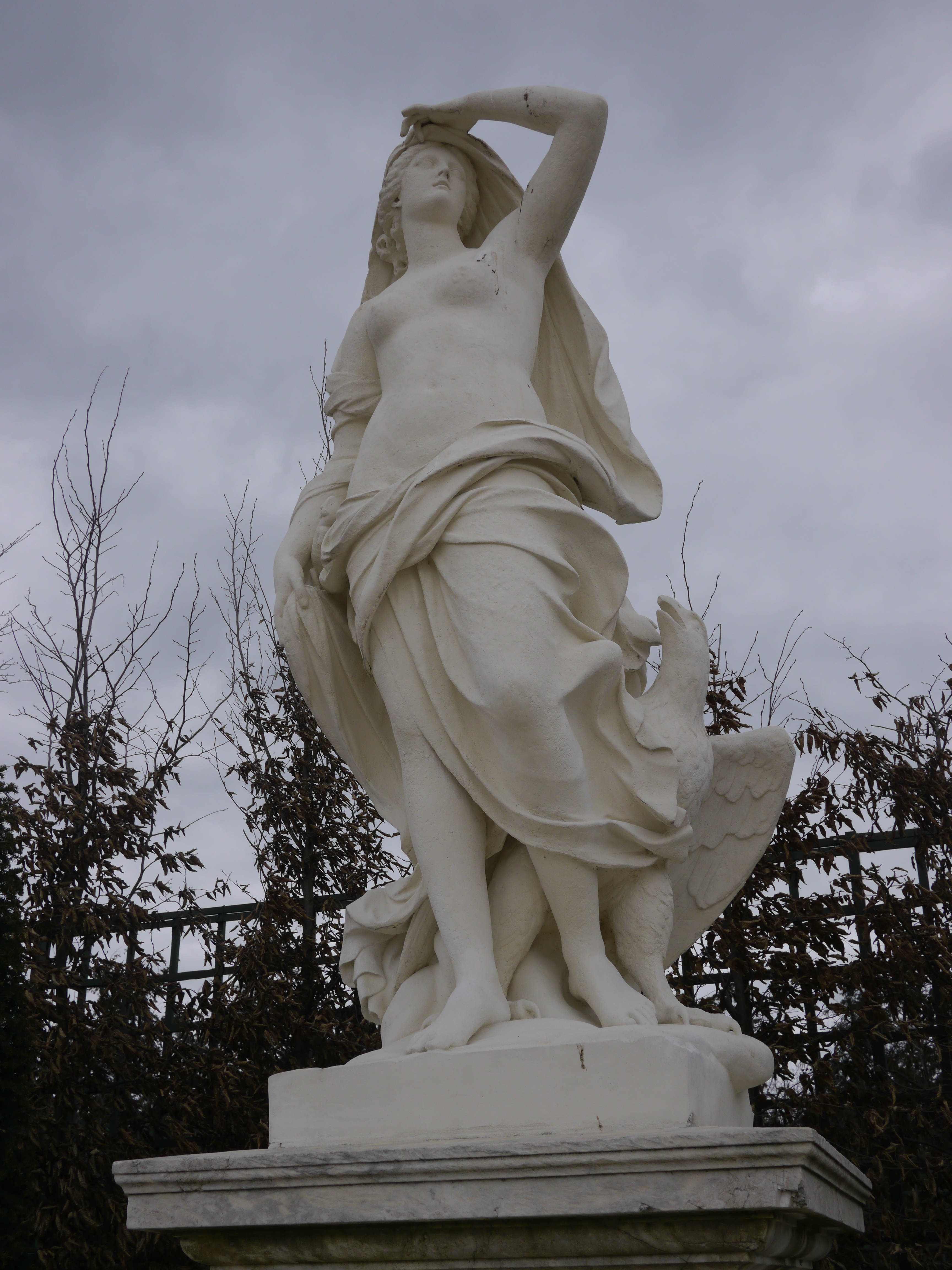
L’Air de le Hongre

Sculpture réalisée par Étienne le Hongre. Elle représente une figure allégorique de l'Air, drapée d'un long voile. À côté de sa jambe gauche se trouve un aigle, symbolisant le roi des cieux. Dans sa main droite se cache un caméléon, animal dont on pensait qu'il ne se nourrissait que d'air. La statue est restaurée, l'original est abrité dans la galerie basse, une copie la remplaçant dans les jardins.
Le Feu

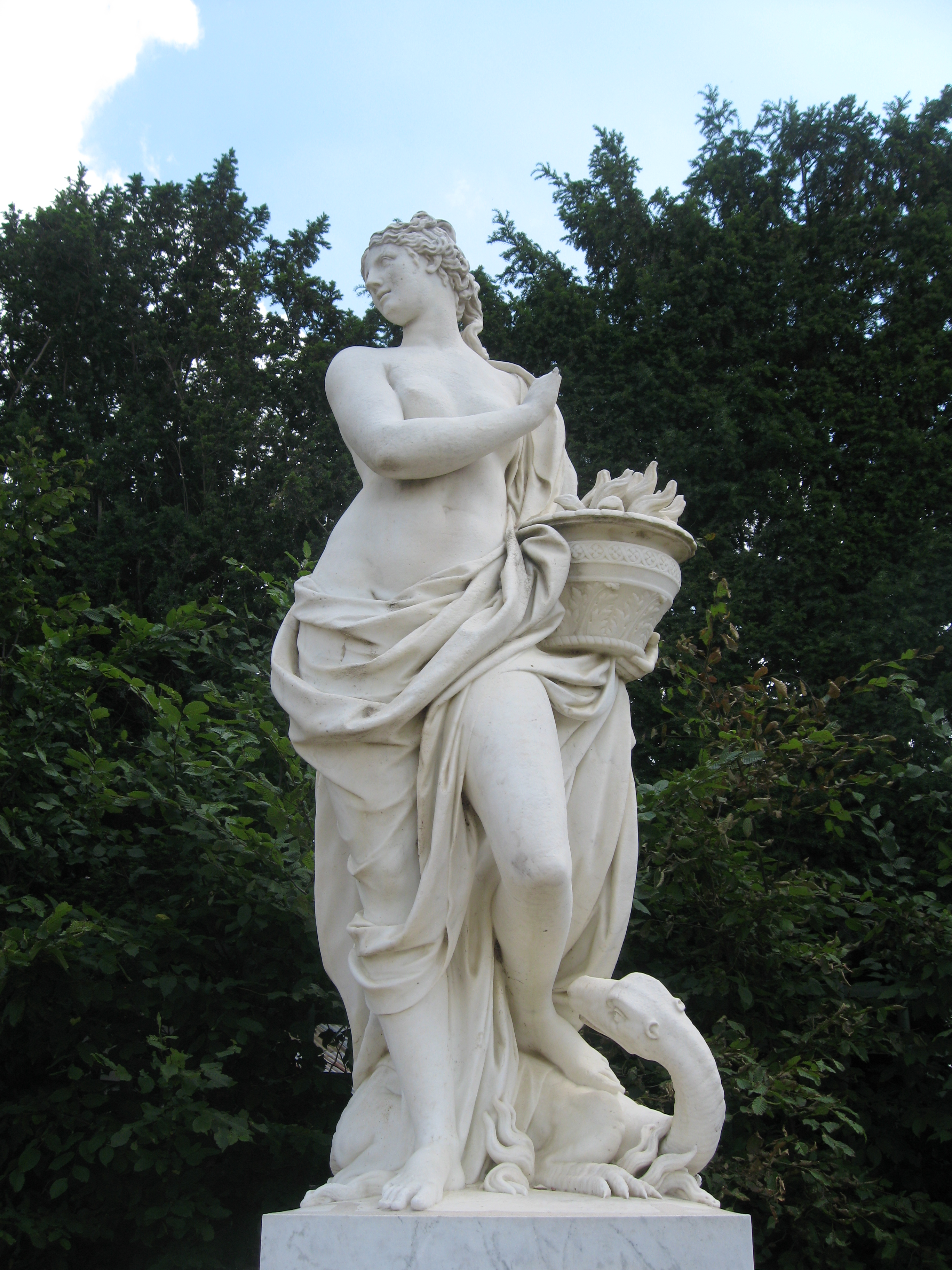
Le Feu de Dossier

Sculpture de Nicolas Dossier. Le Feu porte sur son bras gauche un brasero d'où échappent des flammes. Sa main droite, brisée, protège de feu. À côté de sa jambe gauche se trouve une salamandre symbolisant le feu. L'original se trouve toujours dans le jardin, restauration et copie étant à faire.
L'Eau

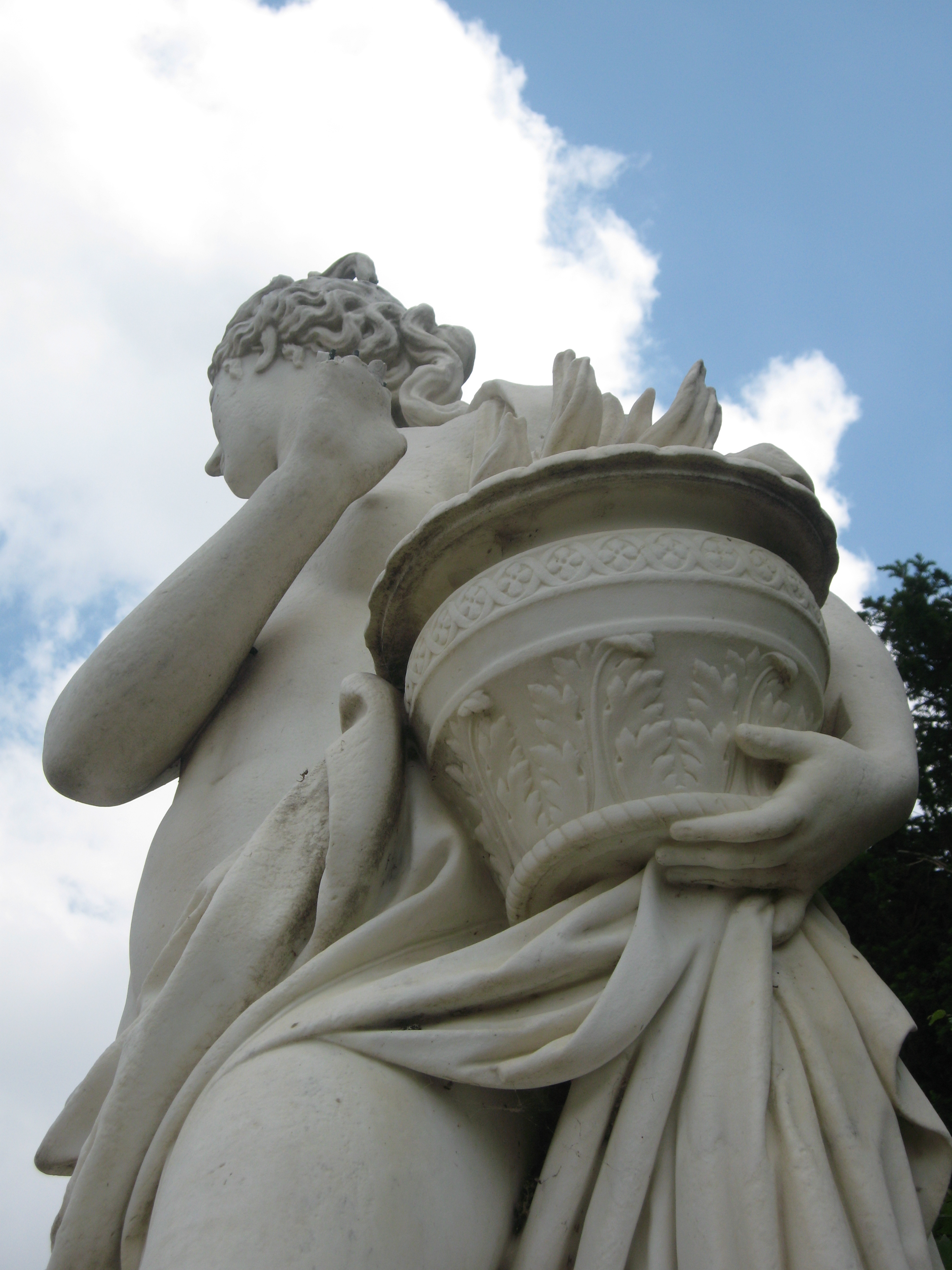
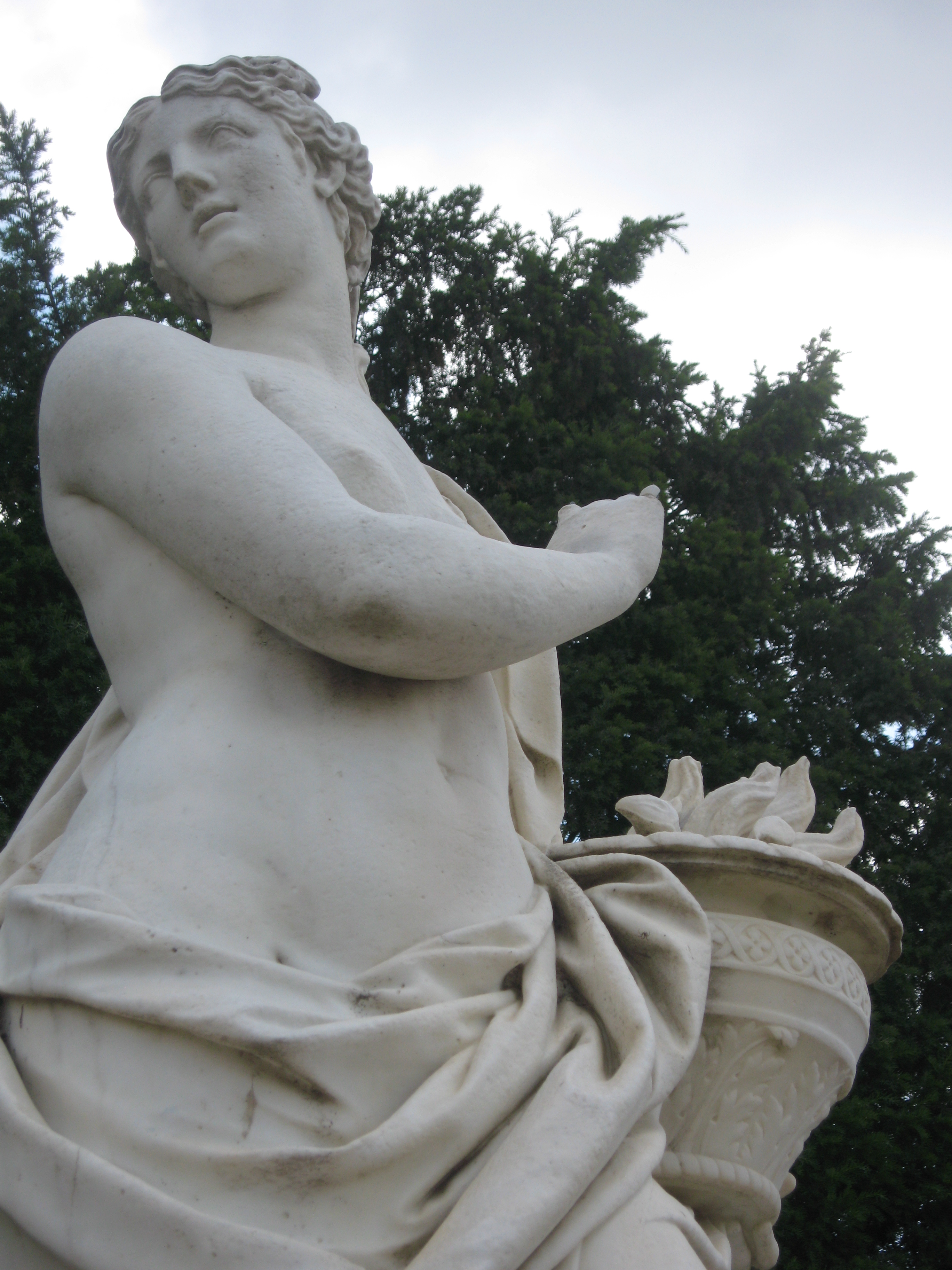
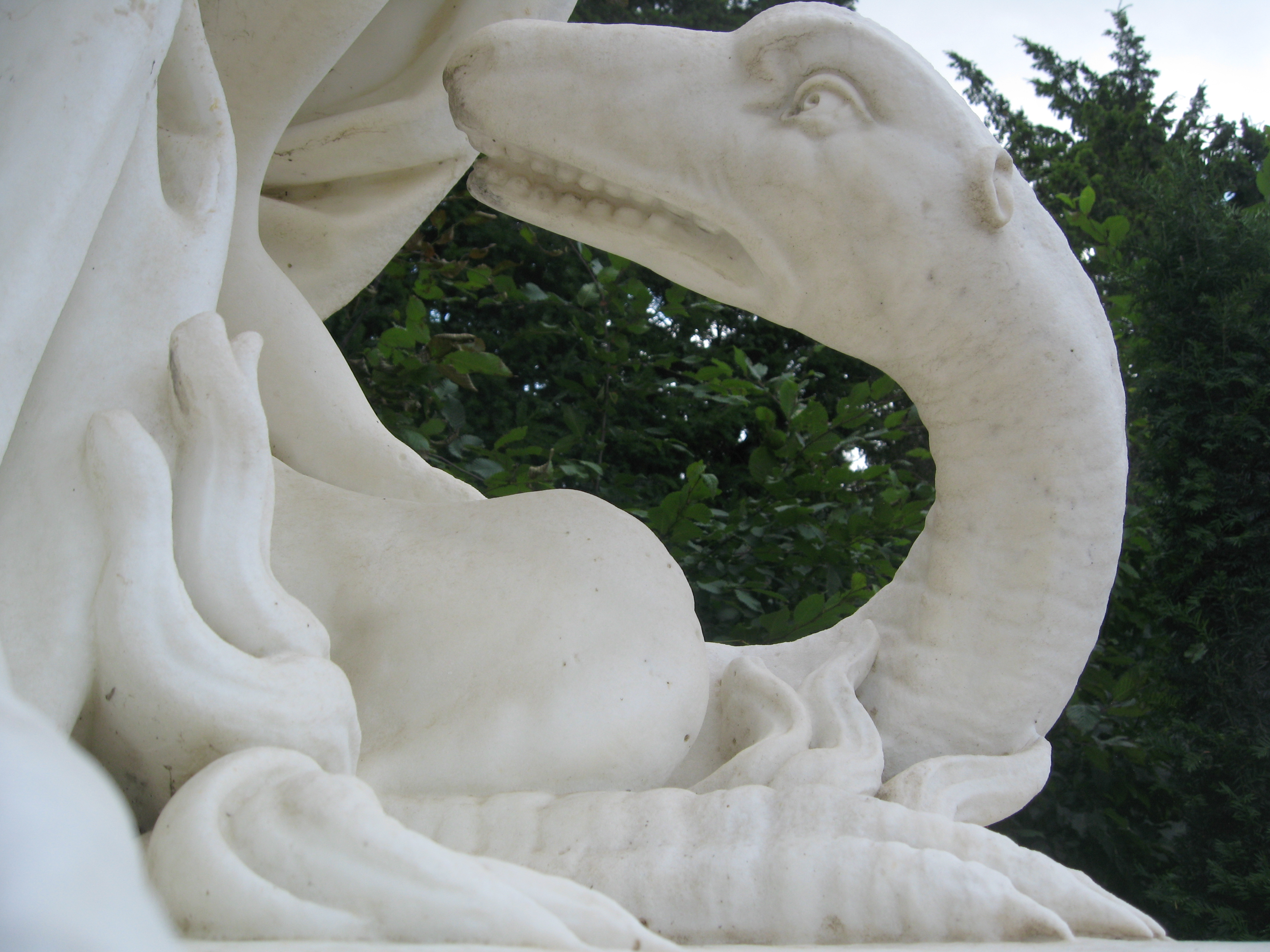

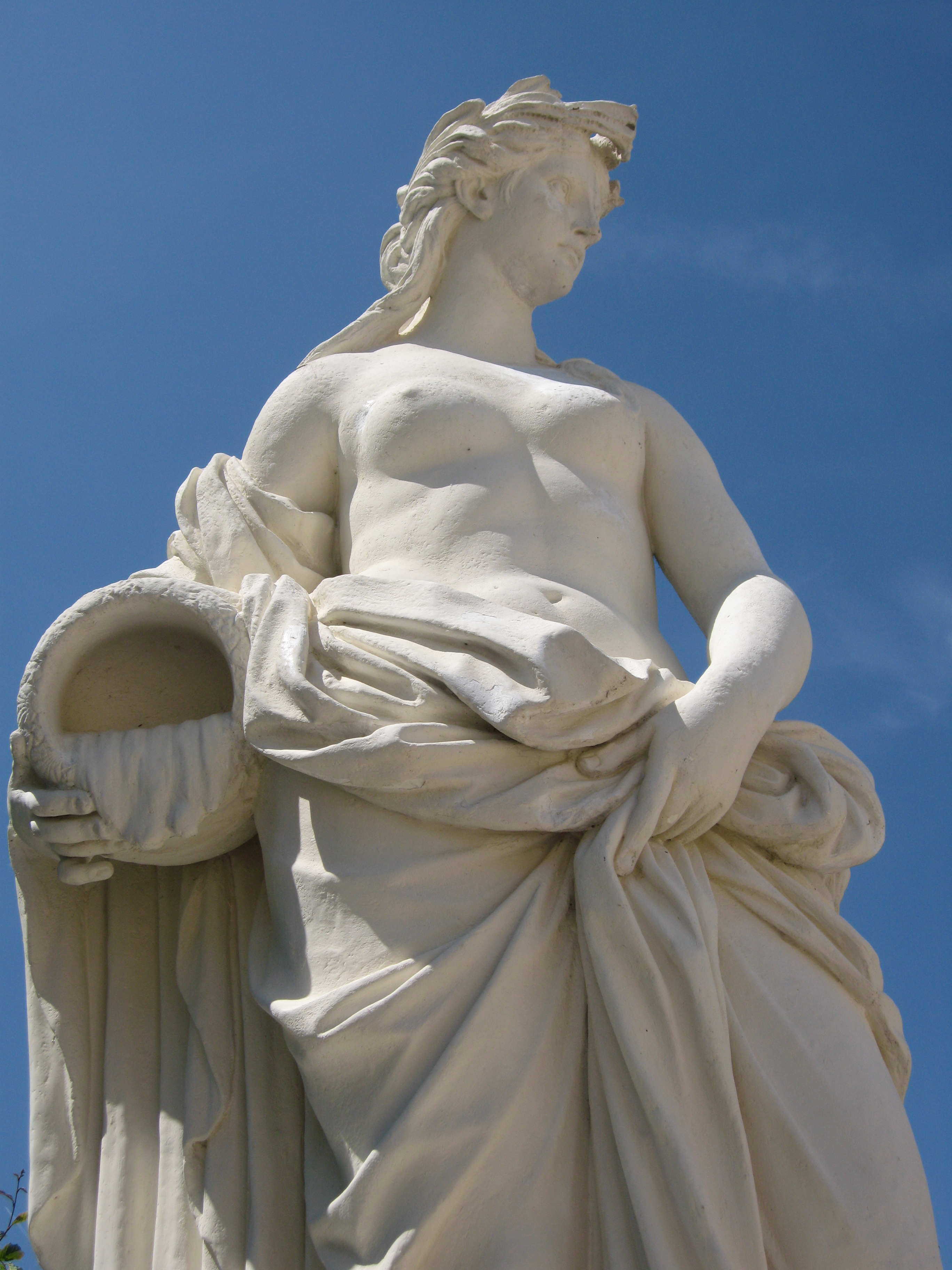
L’Eau de Legros

Sculpture de Pierre Ier Legros. Le Eau porte sous son bras droit un pot d'eau s'écoulant. Elle passe par-dessus un dauphin, symbolisant les océans, en tenant son vêtement pour en pas le mouiller. C’est une copie qui se trouve dans les jardins.

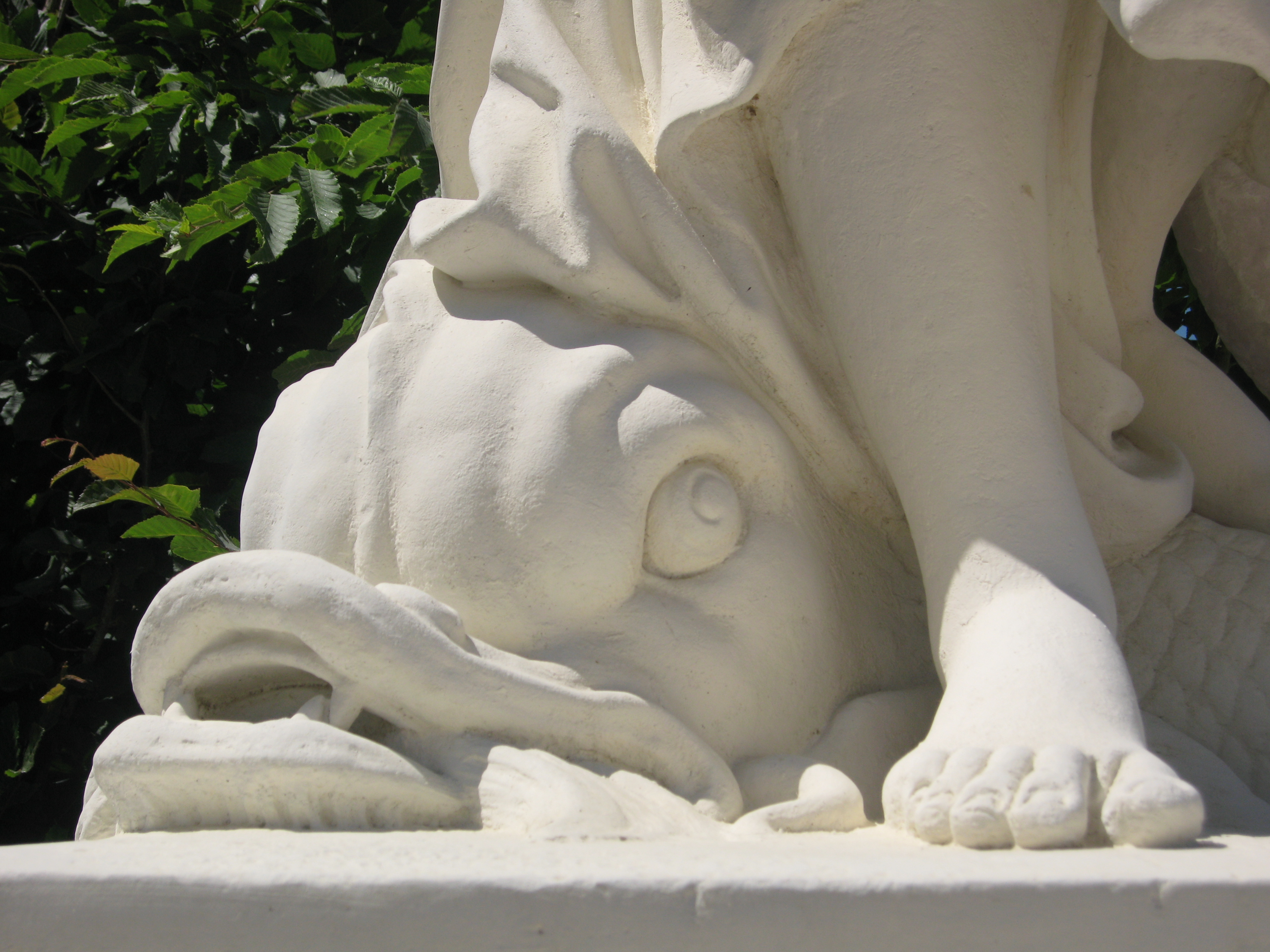
Le Dauphin

#### Les quatre parties du monde
L'Europe

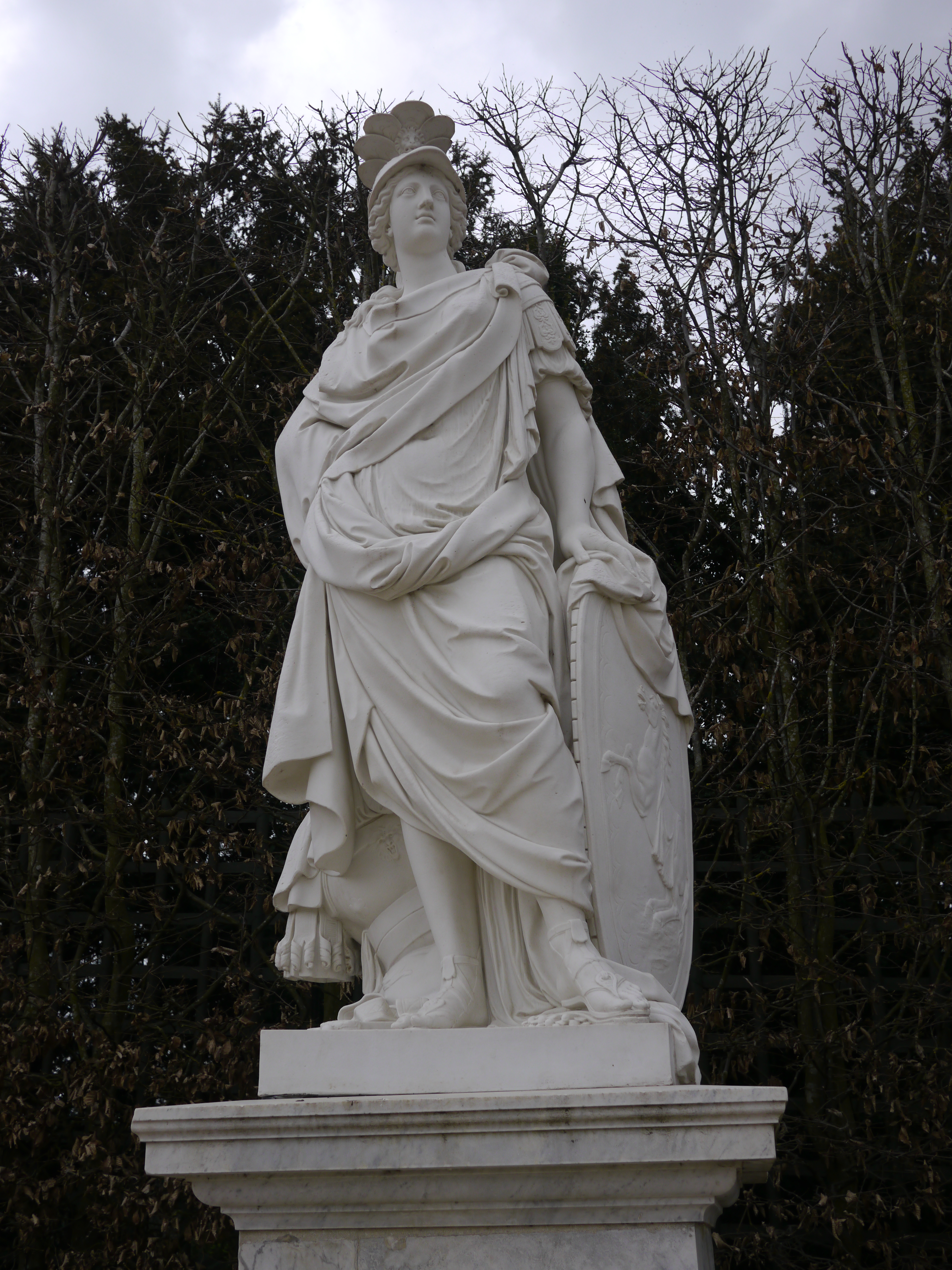
L’Europe de Mazeline

Statue de Pierre Mazeline. L'Europe est représentée par une femme vêtue à la romaine, drapée et casquée, avec des trophées d'armes à ses pieds. Regardant vers l'horizon, elle s'appuie sur un bouclier sur lequel est figuré un cheval, son emblème. C'est donc la bravoure et la valeur guerrière qui sont mises en avant. Les productions végétales européennes sont représentées à l’arrière de la statue : artichaut, courges, blé, raisin, etc. Une copie remplace l'original dans les jardins, ce dernier étant à l’abri de la galerie basse.

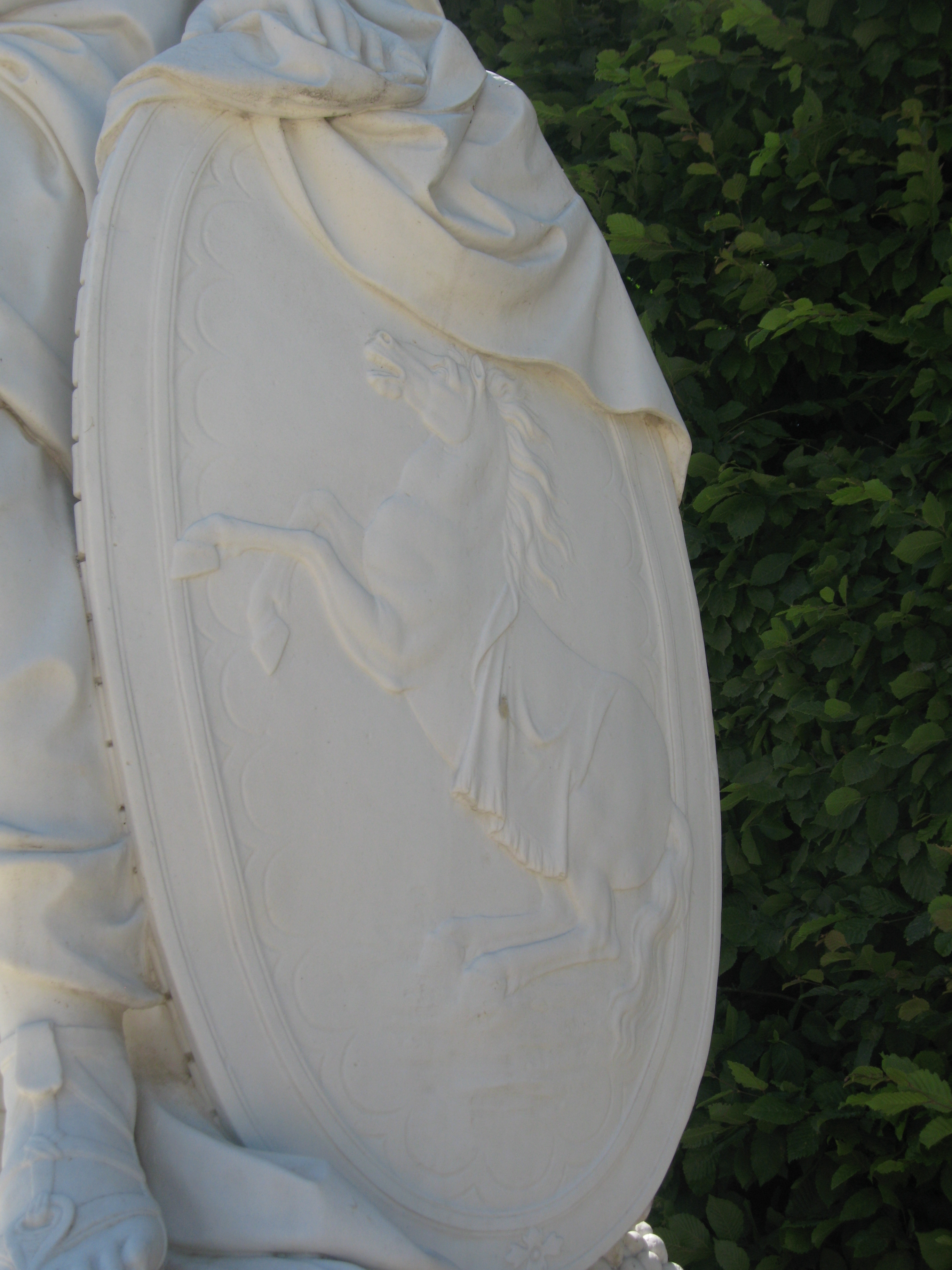
Le bouclier et son cheval
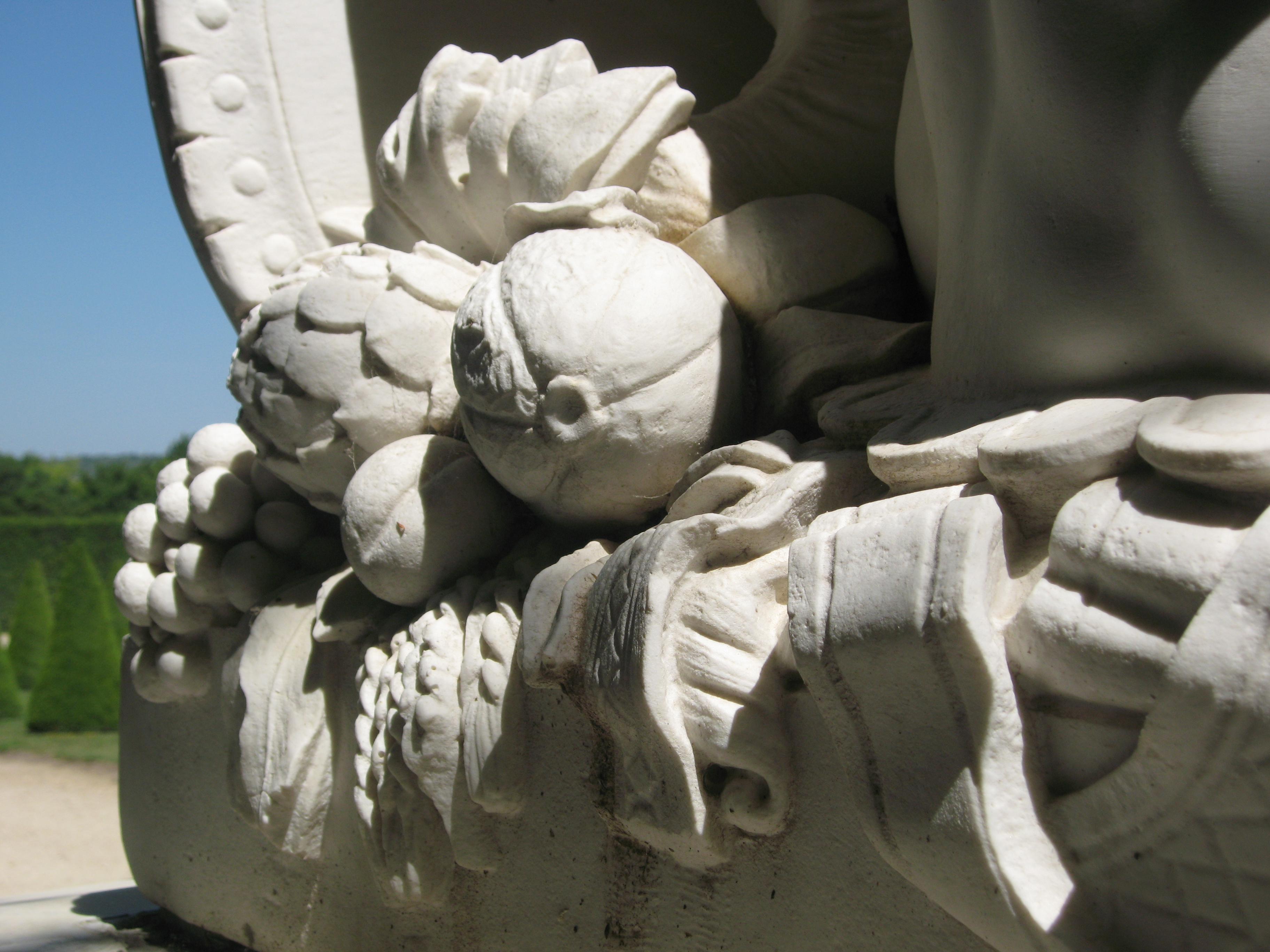
Produits européens à l'arrière de la statue
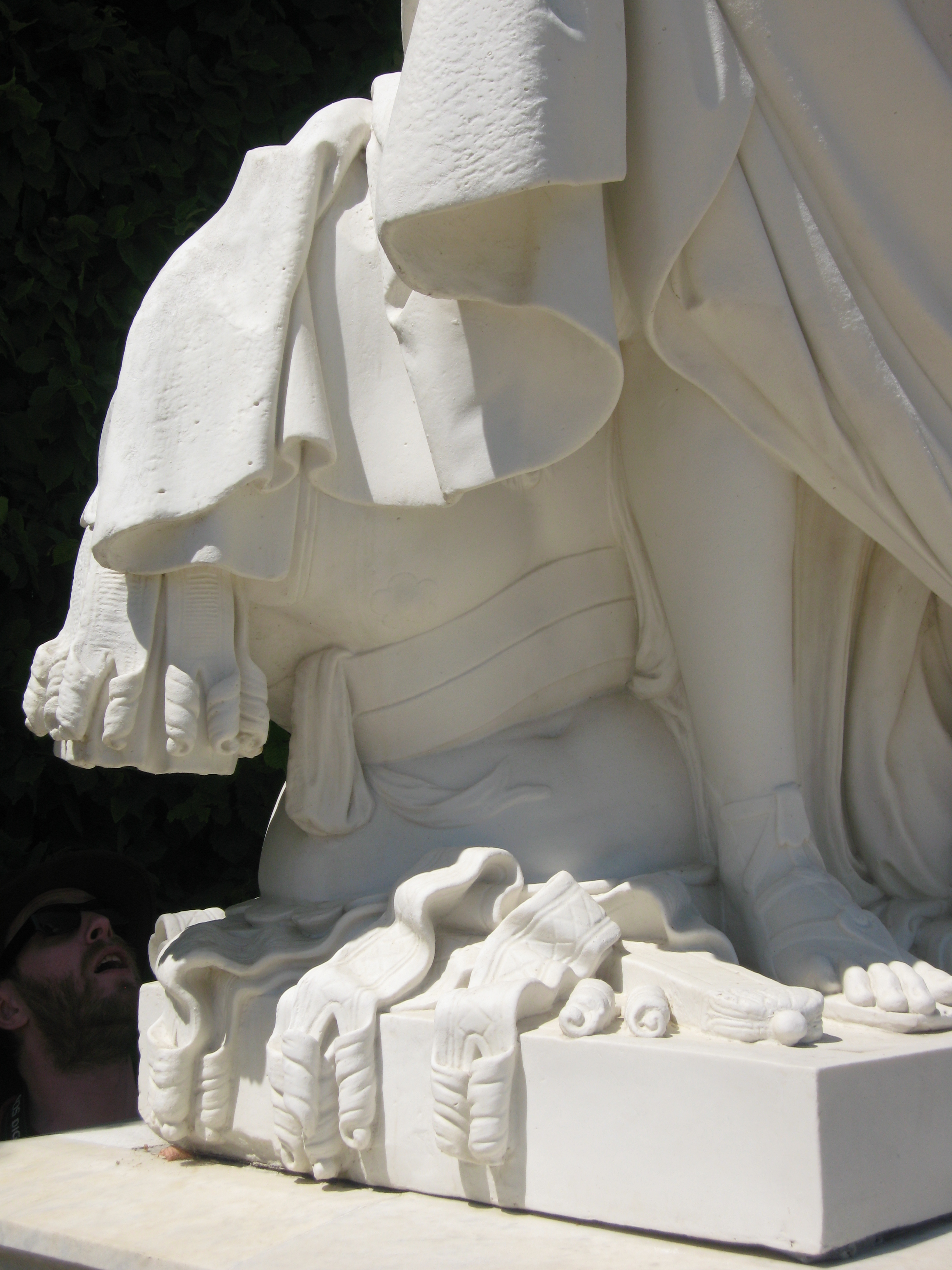
Armure
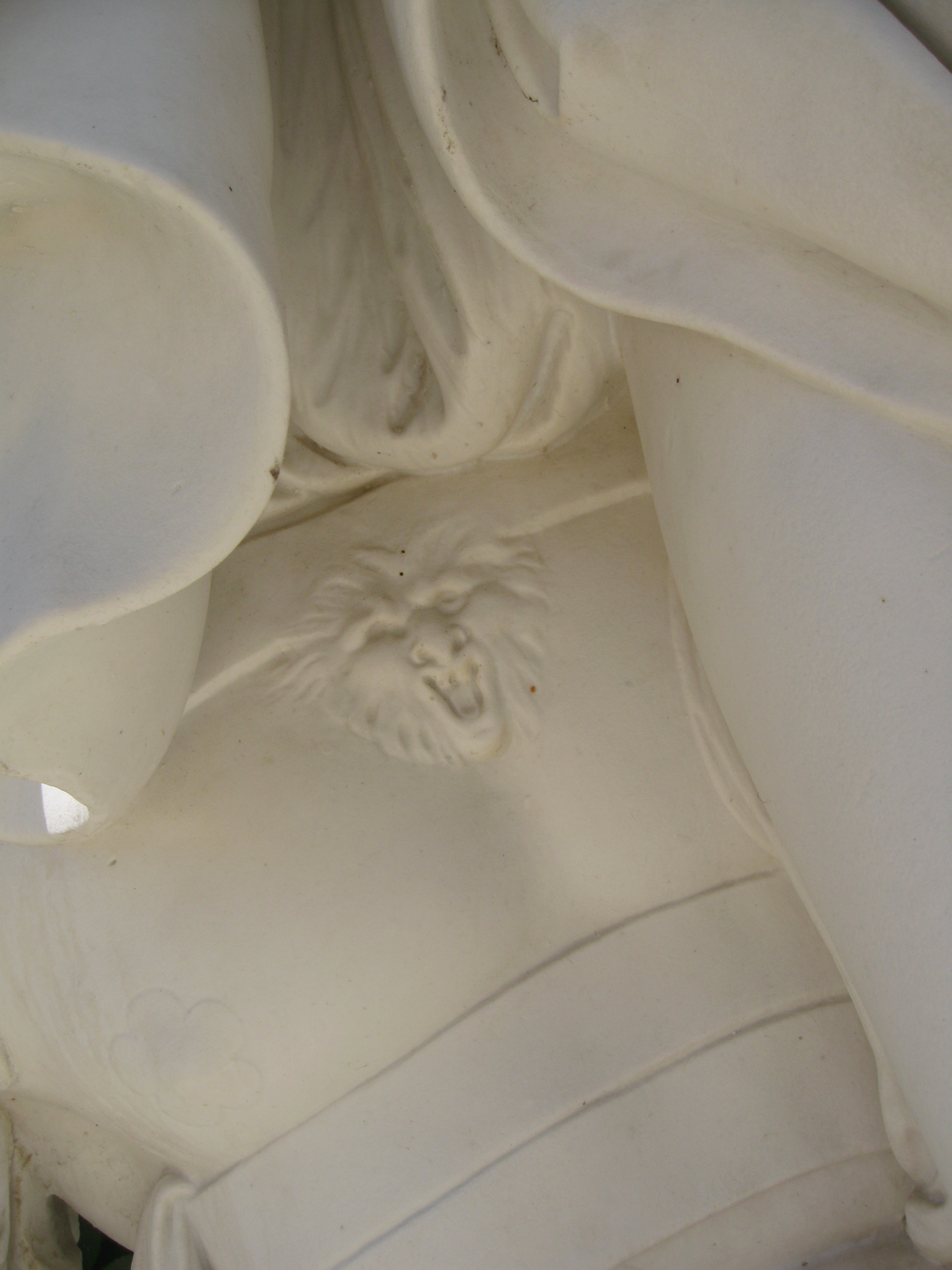
Tête de lion sur l'armure
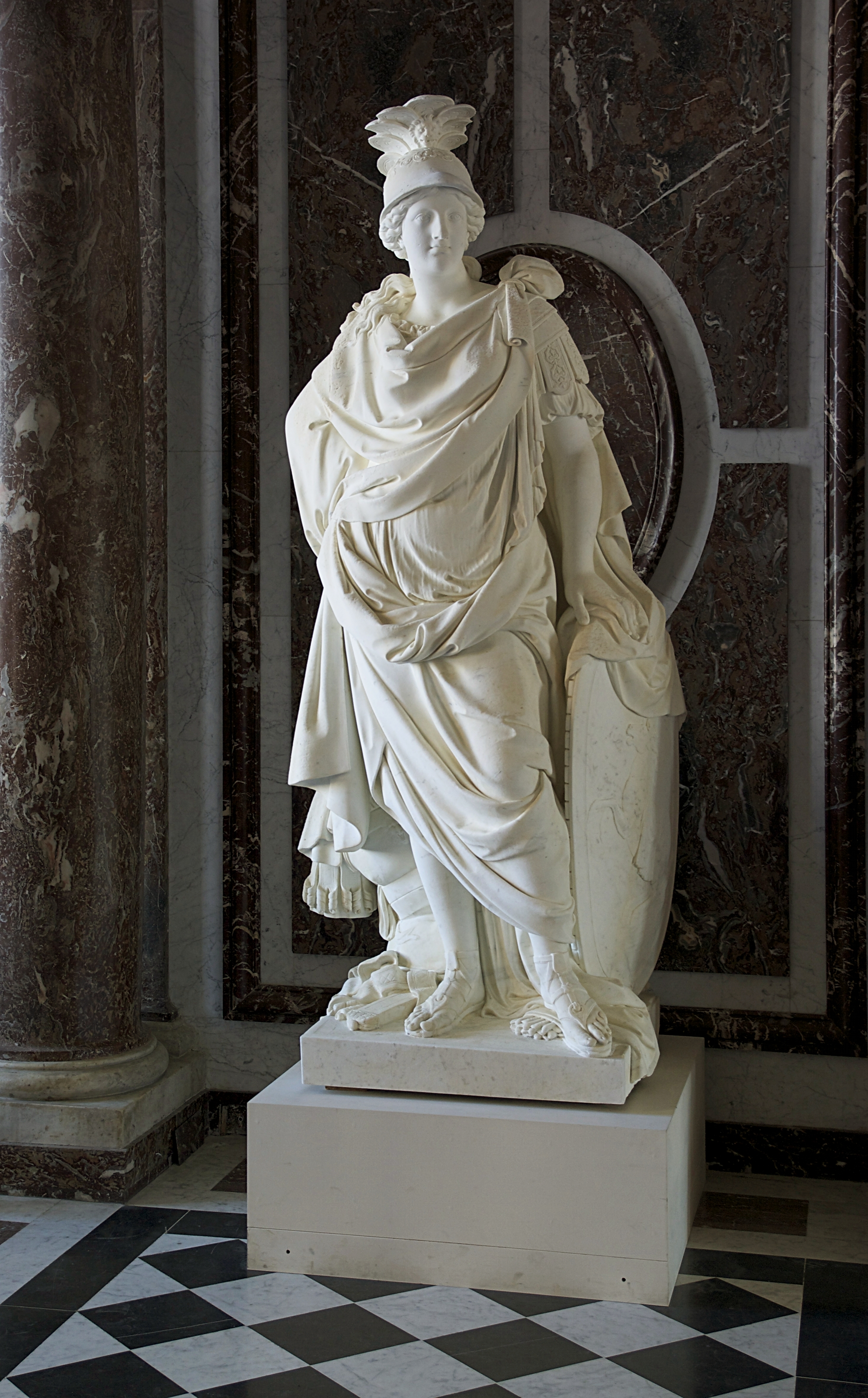
L'original à l'abri dans le vestibule de Marbre
48° 48′ 17″ N, 2° 07′ 14″ E

L'Asie

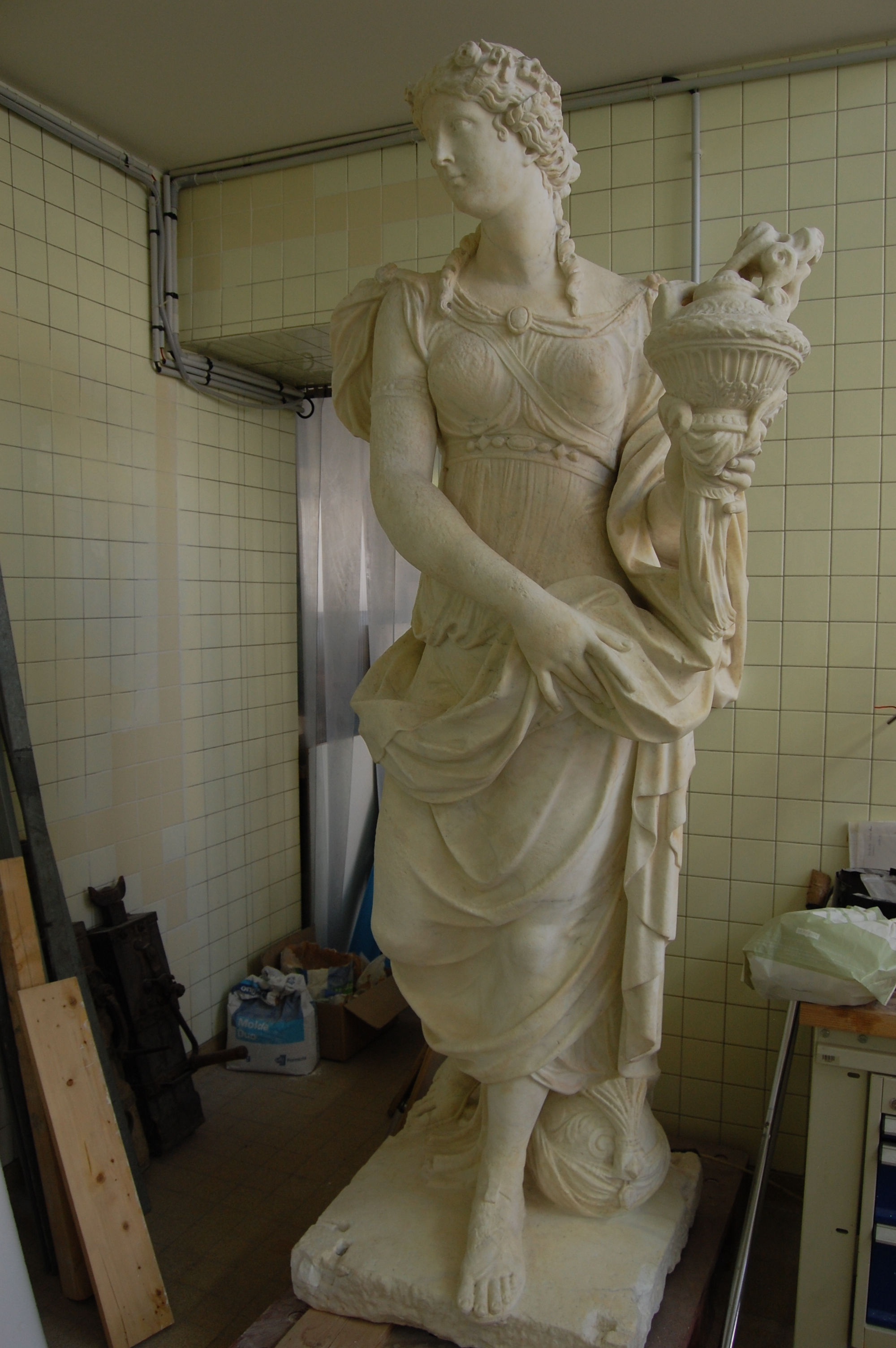
L’Asie de Roger dans les ateliers de restauration.

Cette statue de Léonard Roger est vêtue à l'orientale et porte à sa gauche un pot d'encens fumant qui évoque tous les épices et les parfums venant de ces lointaines contrées. À ses pieds se trouve un turban. L'œuvre a été presque totalement détruite lors de la tempête de 1999 et est aujourd'hui remplacée par un moulage.
L'Afrique

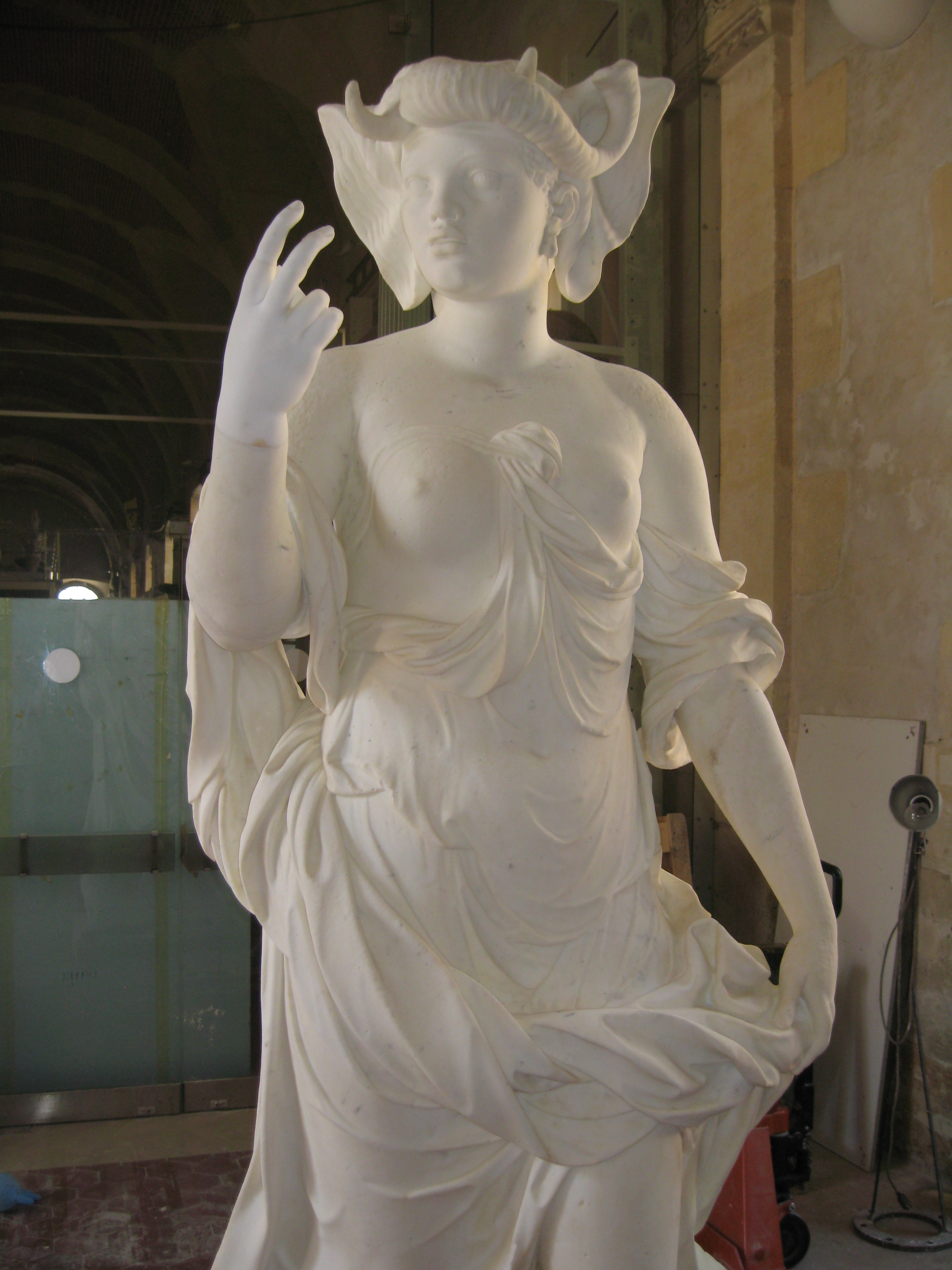
L’Afrique de Sibrayque et Cornu ; copie réalisée par les ateliers de restauration.

Statue de Georges Sibrayque et Jean Cornu. L'Afrique est figurée par une femme drapée et coiffée d'une tête d'éléphant, levant le bras droit duquel elle tient un morceau d'ivoire. Un lion couché au sol lui lèche le pied. Les deux animaux signalent la richesse de la faune africaine qui fascine les européens de l'époque et dont on peut alors admirer certains spécimens à la ménagerie de Versailles. La statue a été restaurée et une copie a été réalisée.
L'Amérique

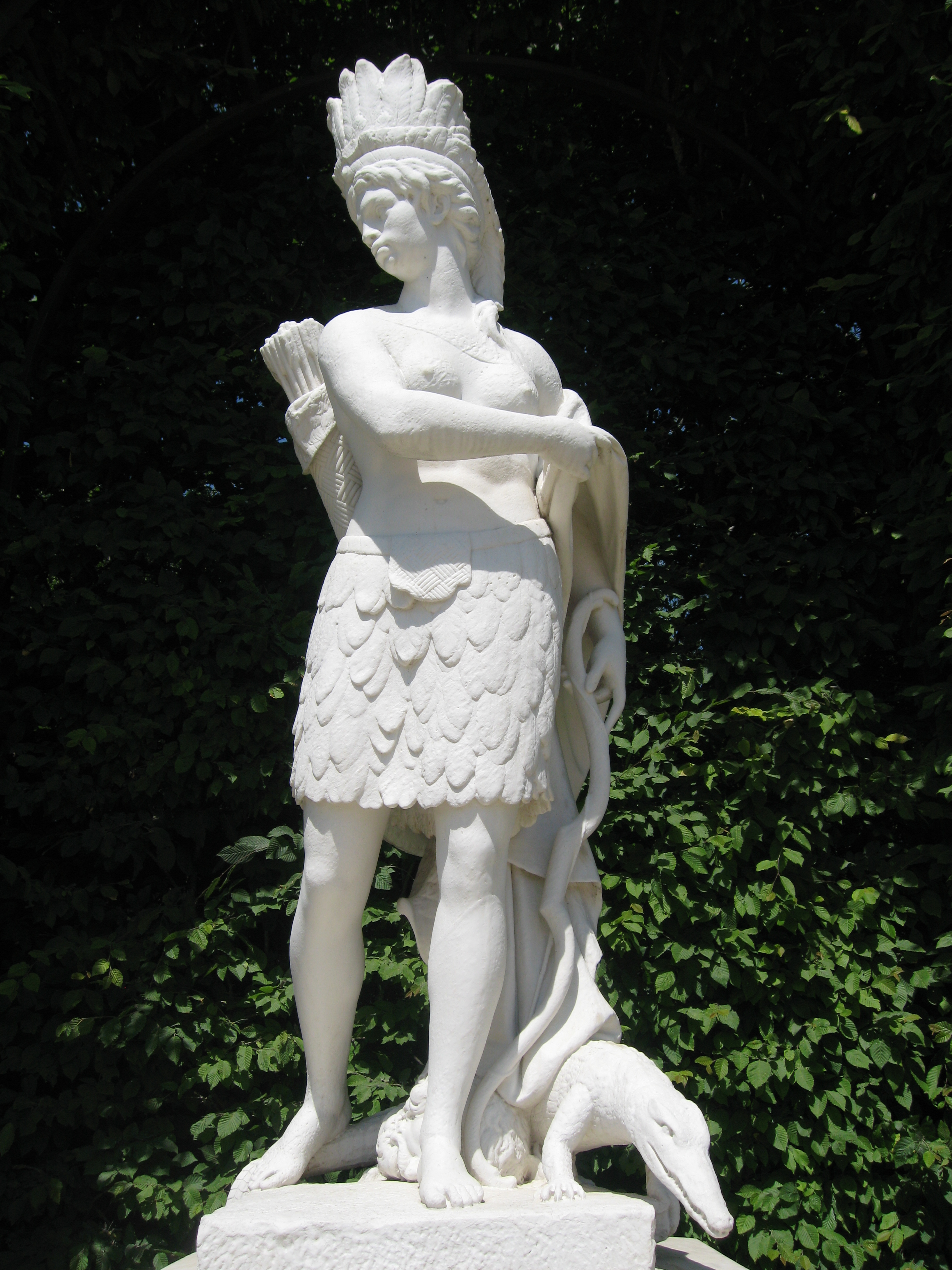
L’Amérique de Guérin

Statue de Gilles Guérin, coiffée de plumes et vêtue d'un pagne, elle porte un carquois au dos et un arc à la main. À ses pieds, un alligator symbolise la nouvelle colonie française qu'est la Louisiane, alors qu'une tête coupée représente la barbarie des habitants. L'original est à l’abri de la galerie basse et une copie est à présent présentée dans les jardins.

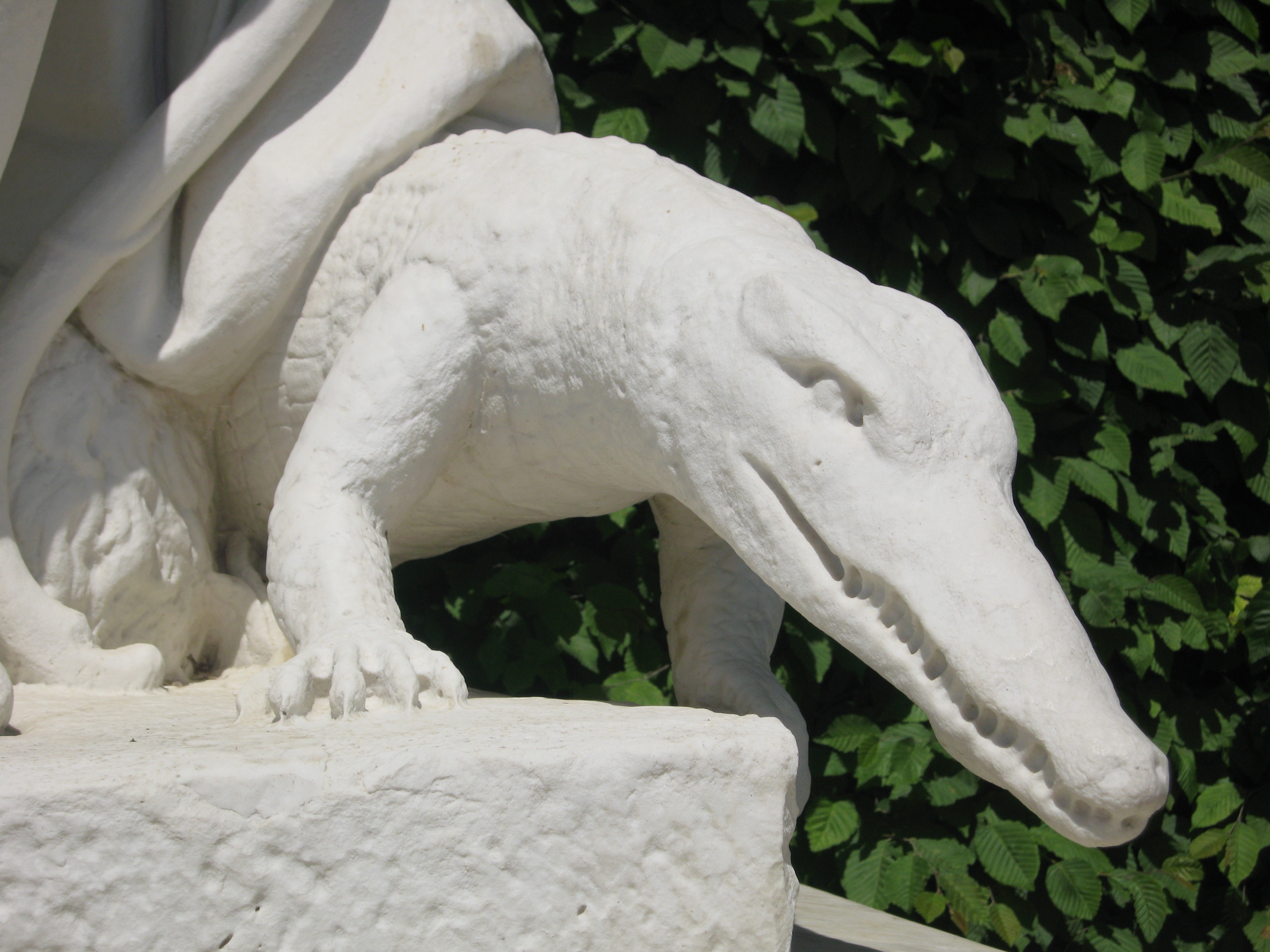
L'alligator
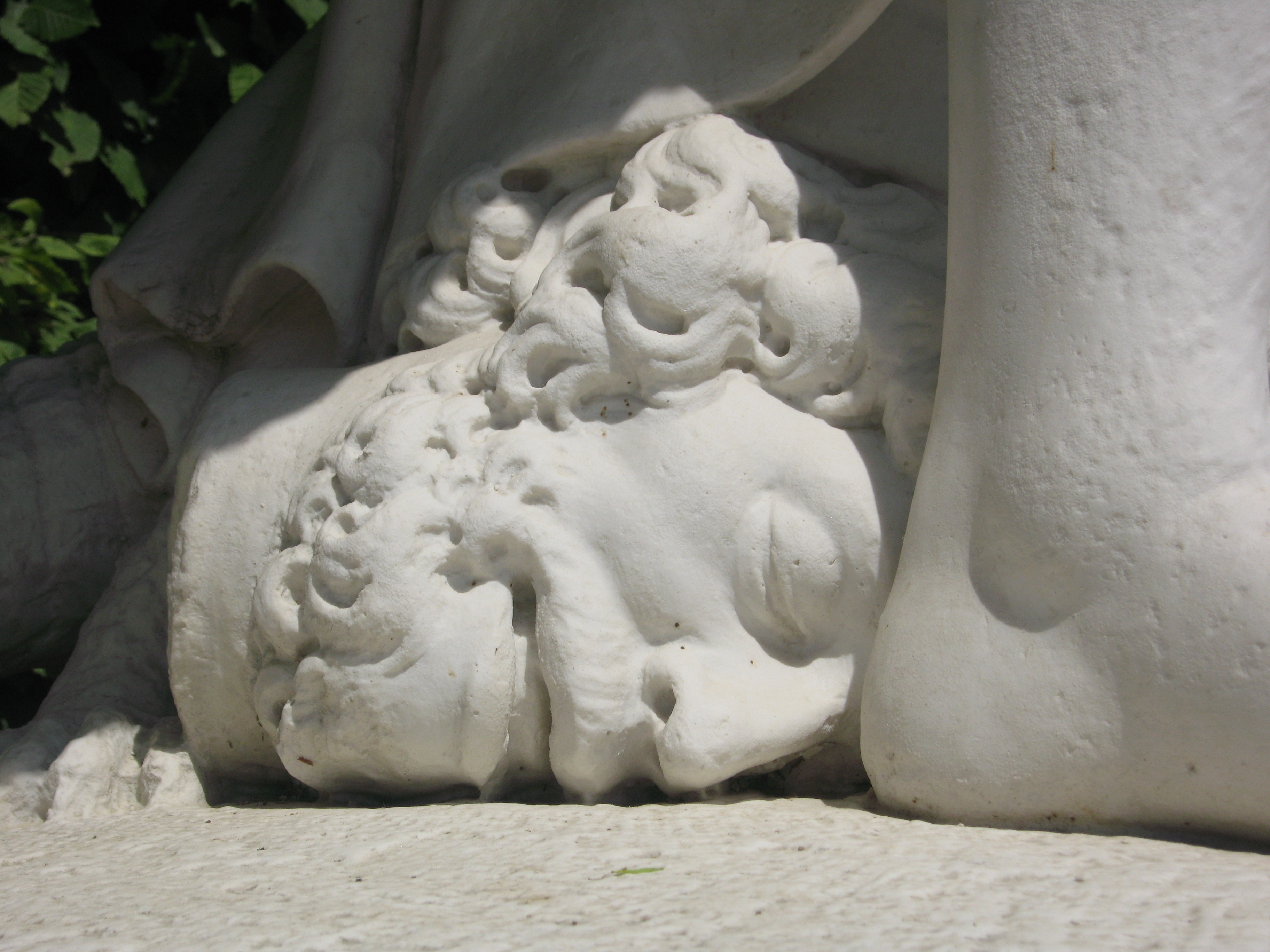
La tête coupée
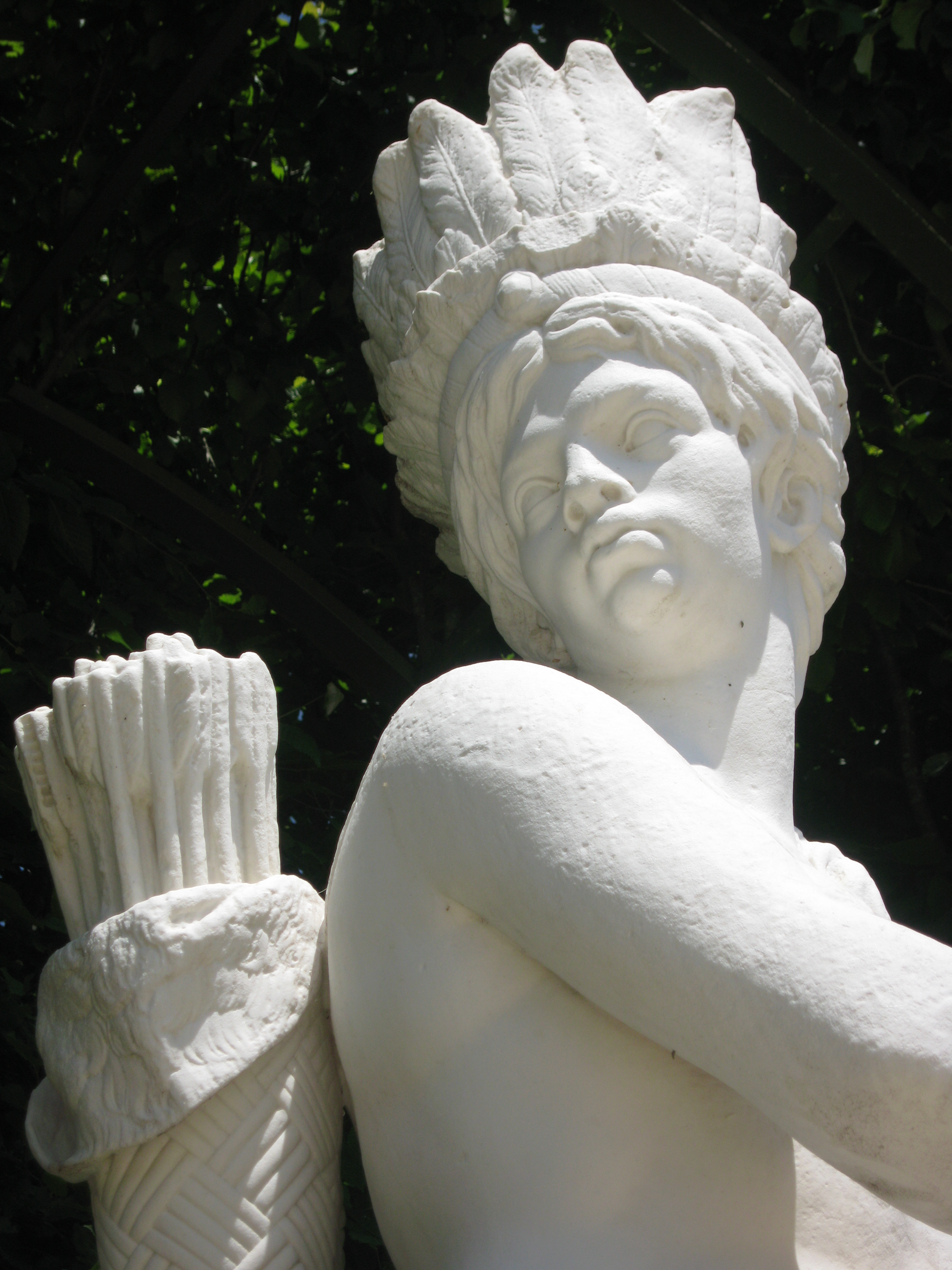
Détail de la tête
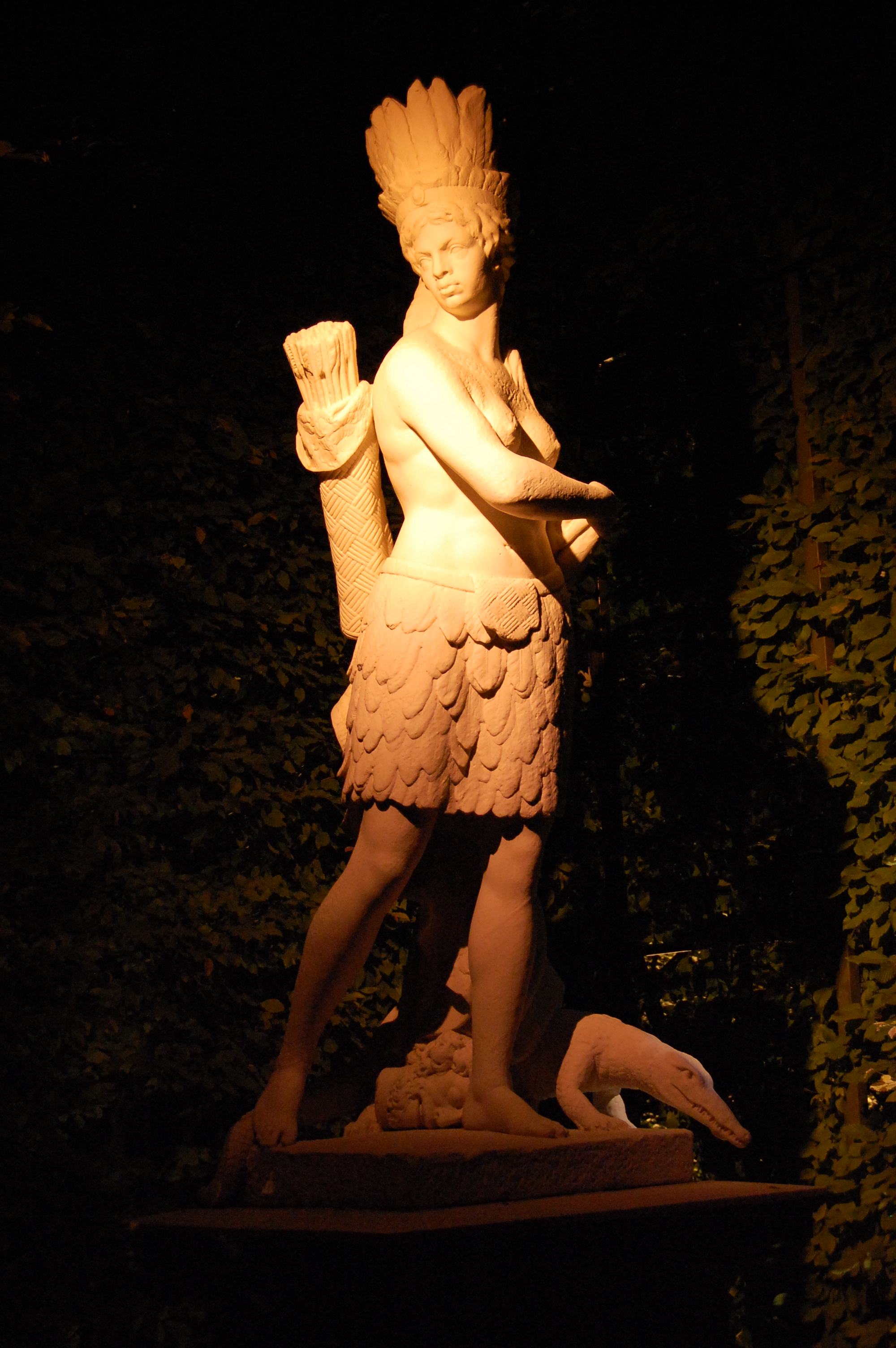
Vue de nuit
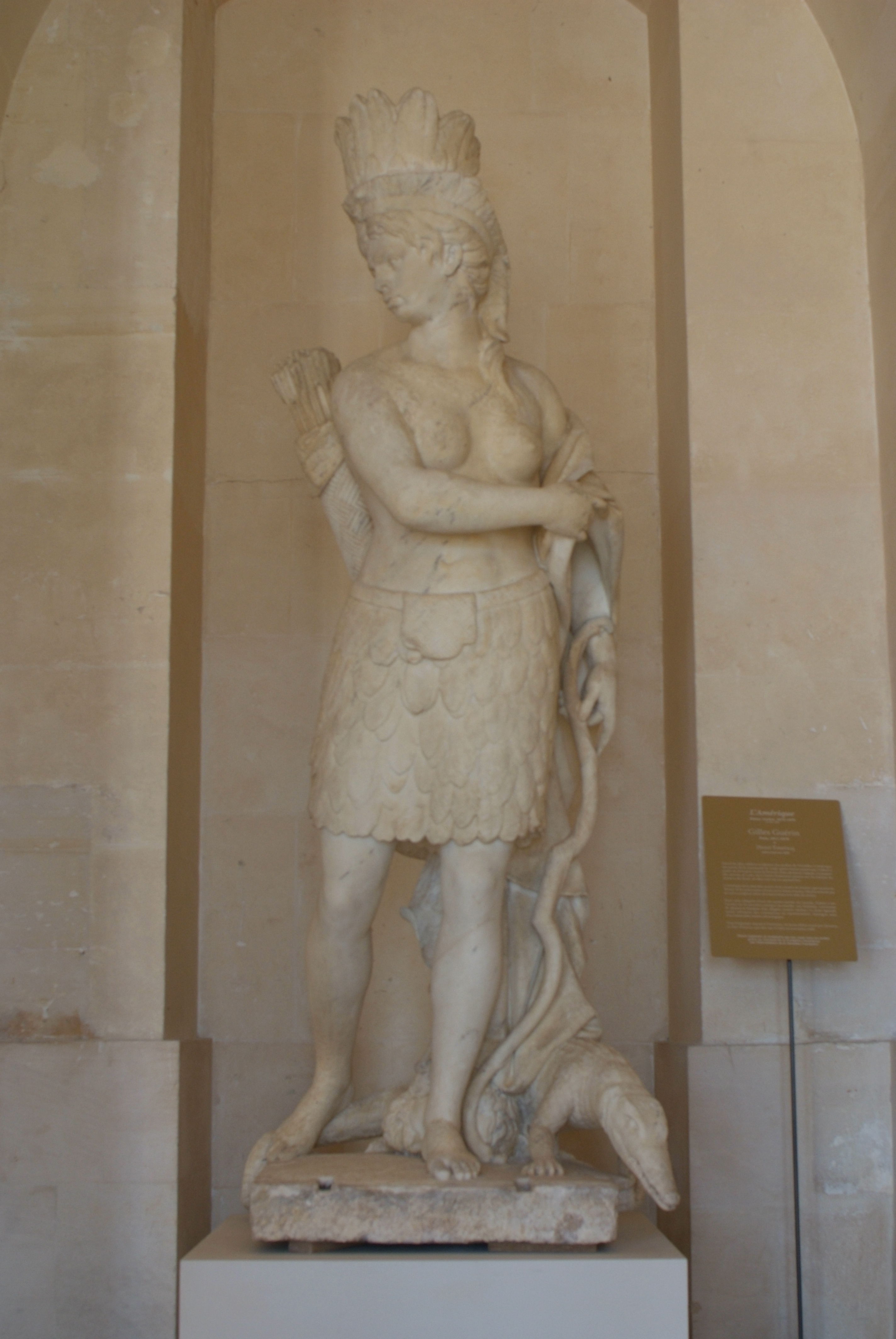
Sculpture originale, dans la Galerie basse
48° 48′ 17″ N, 2° 07′ 13″ E

#### Les quatre saisons
Le Printemps

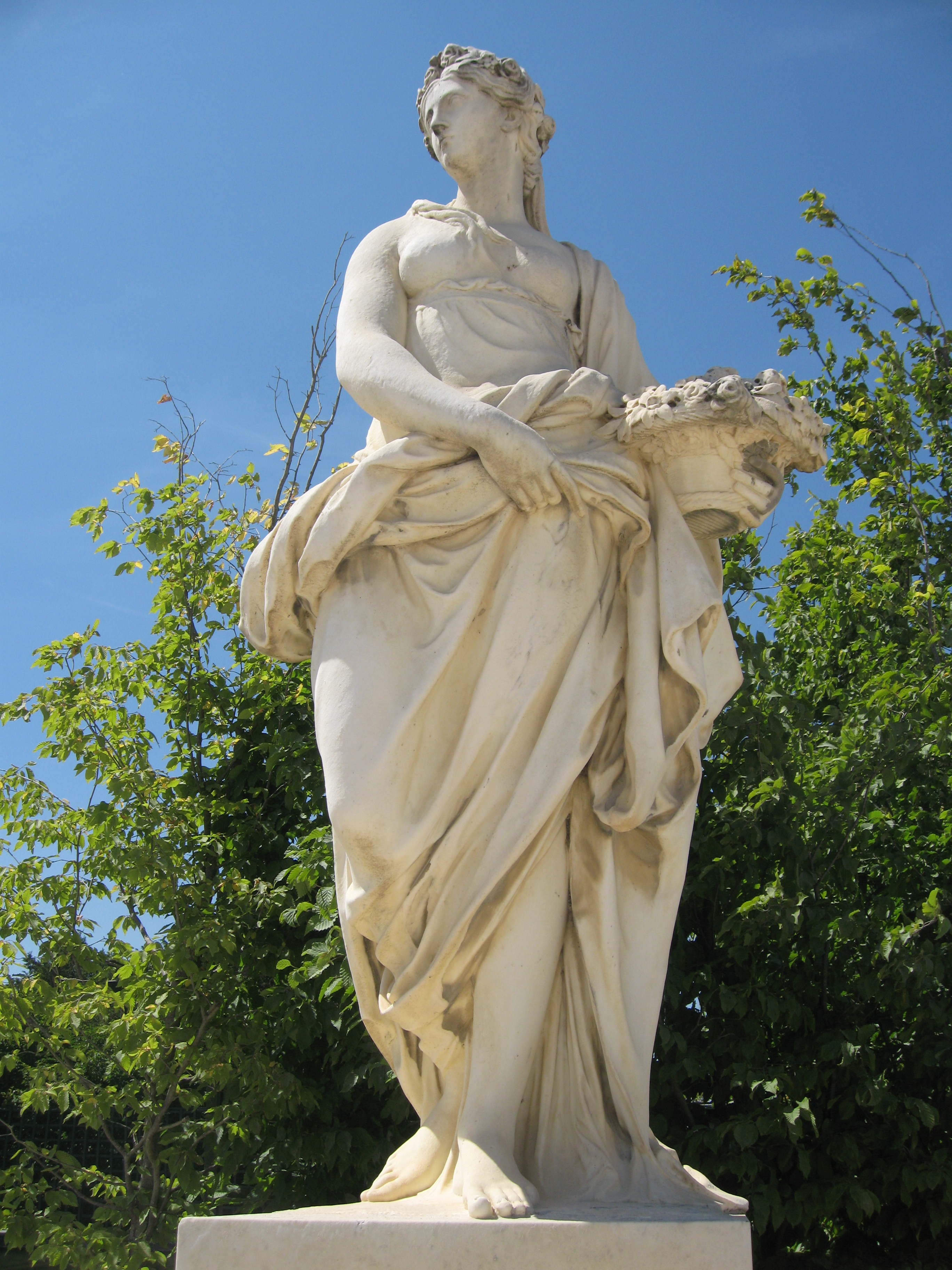
Le Printemps de Magnier

Statue de Philippe Magnier. Le Printemps, dit aussi Flore, est figuré par une femme tenant une corbeille de fleurs qui évoque celles que les Sabines utilisaient pour honorer la déesse aux premiers temps de Rome. Elle est également couronnée de fleurs et retient sa draperie qui lui découvre le buste, signalant le climat plus doux de cette saison. C’est l'original qui se trouve dans les jardins, sa restauration est prévue, tandis que sa copie reste à planifier.

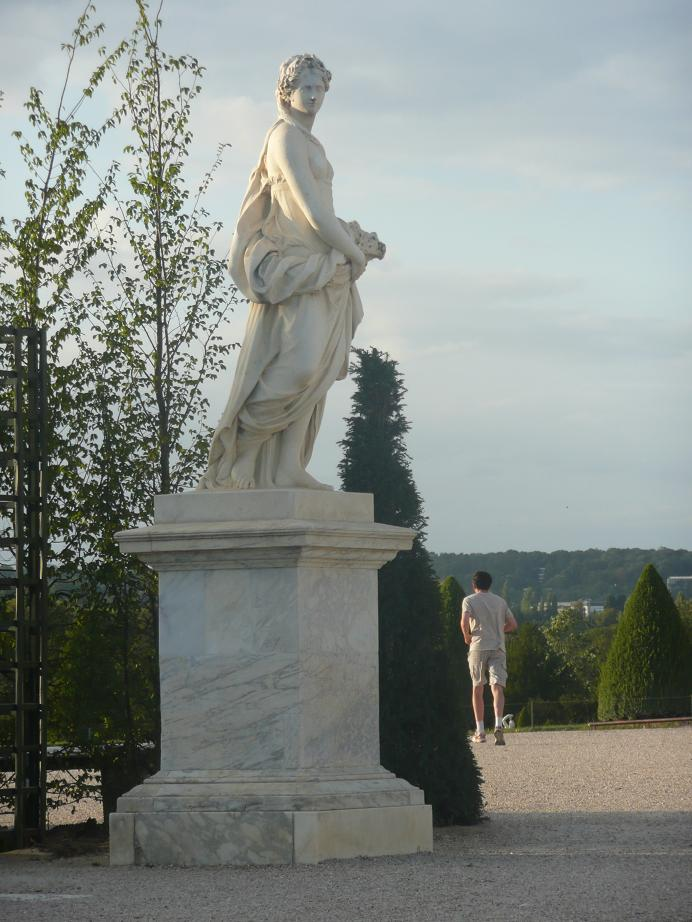
Vue de profil
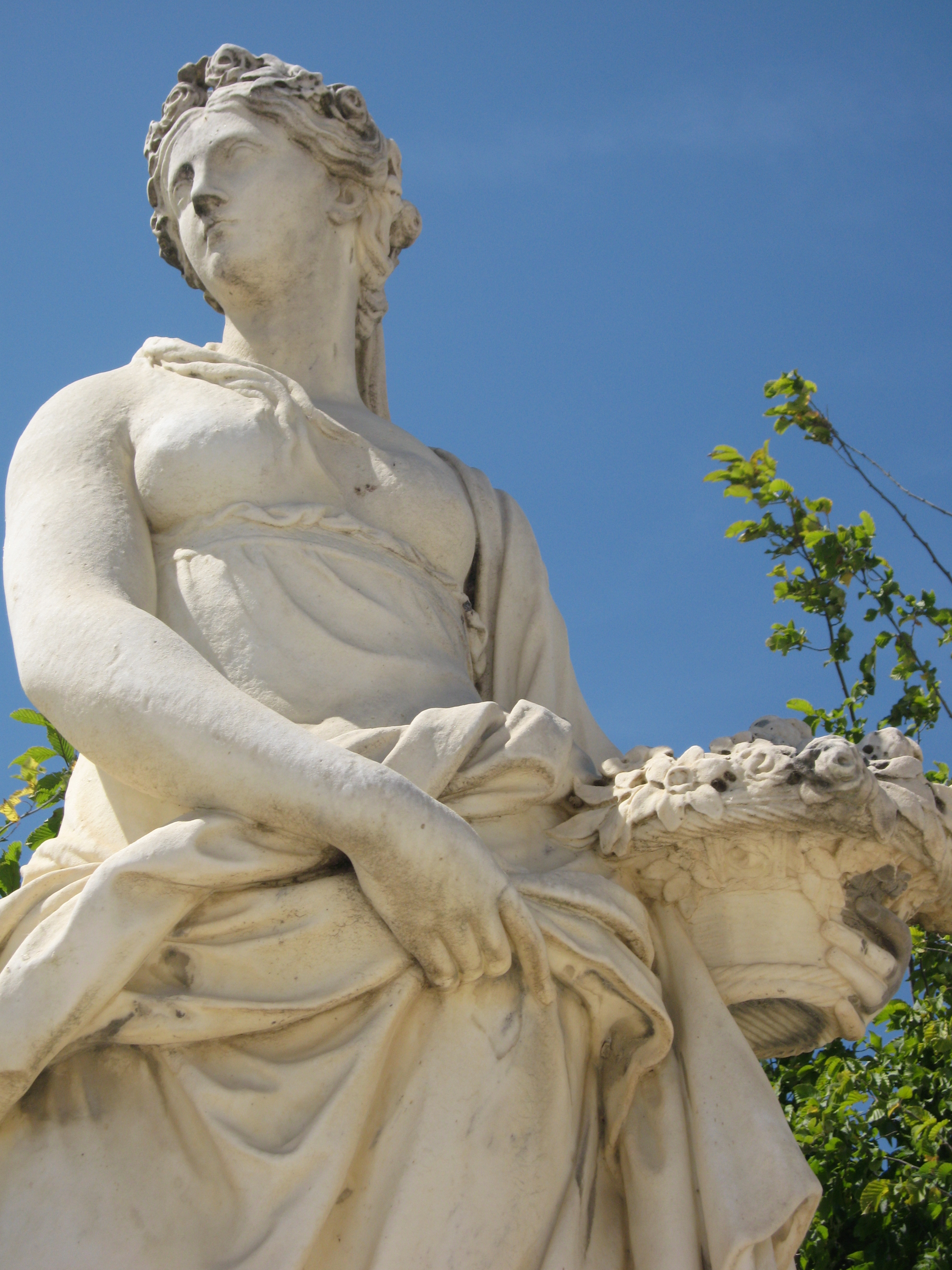
La tête et la corbeille

L’Été

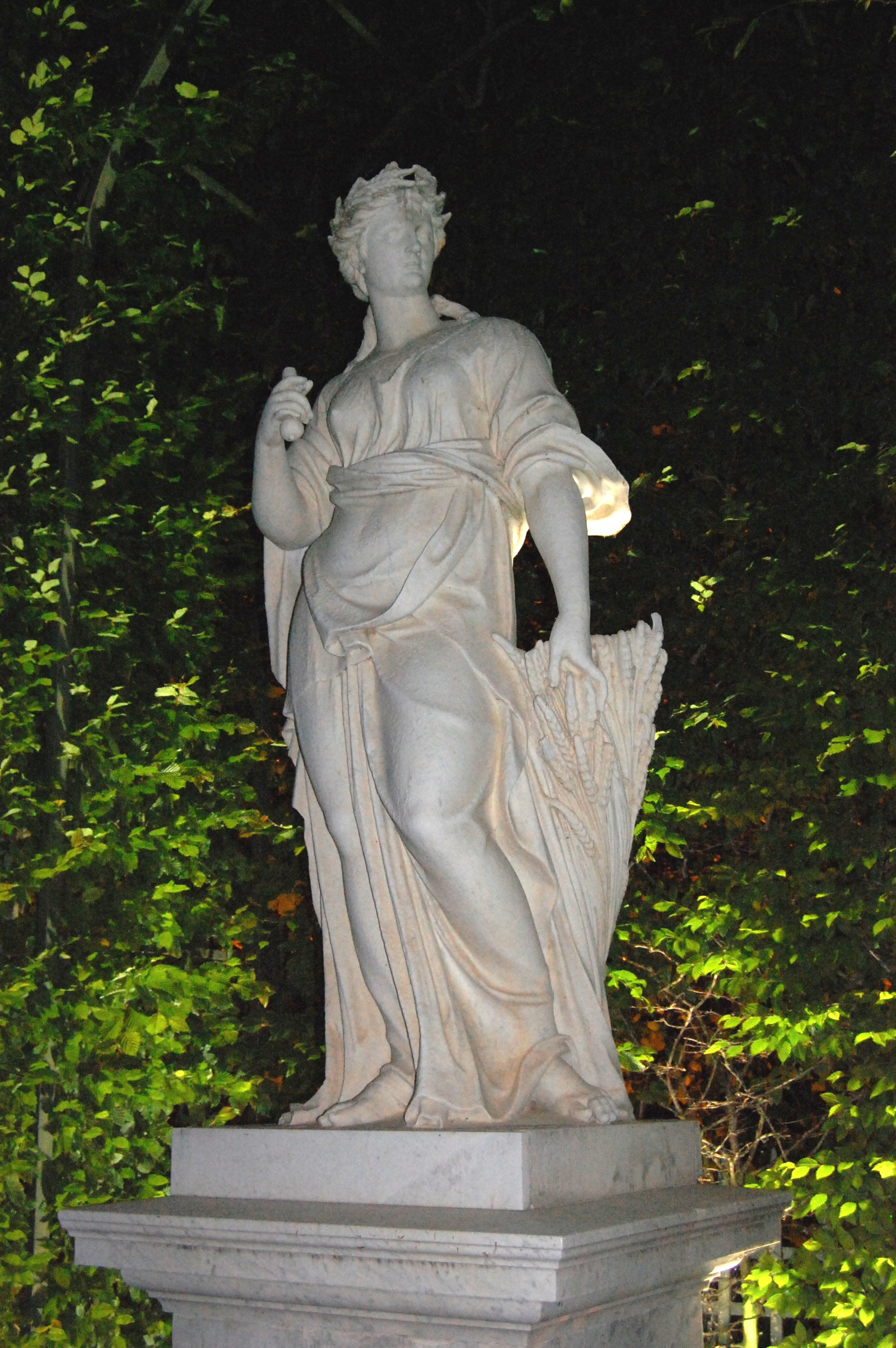
L’Été de Hutinot

Statue de Pierre Hutinot. L'Eté est figurée par une femme tenant à ses pieds une gerbe de blé, symbolisant la moisson et est couronnée d'épis. Elle devait tenir une faucille, aujourd'hui cassée. L'original présenté dans les jardins est à restaurer et copier.
L’Automne

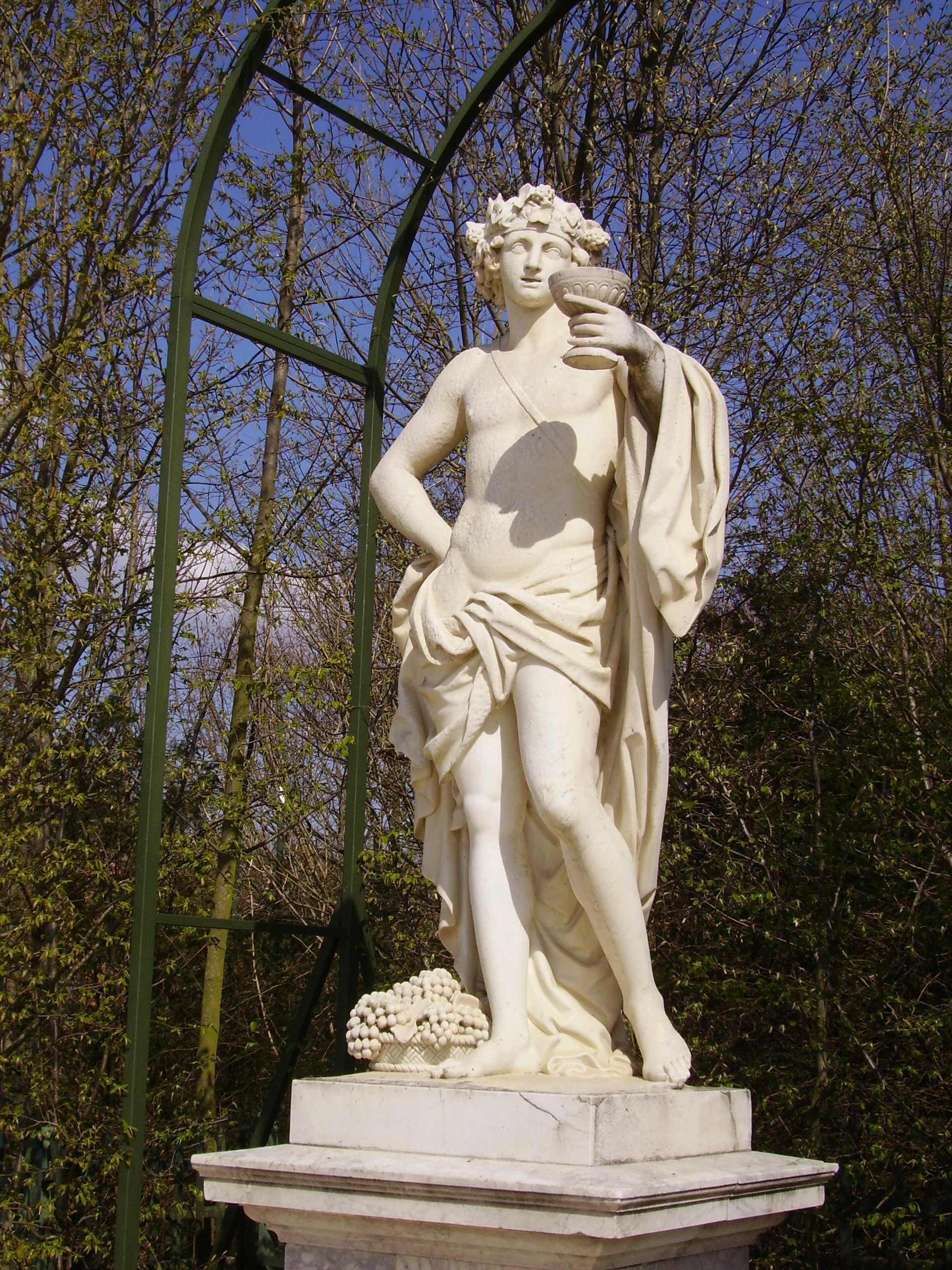
L’Automne de Regnaudin

Statue de Thomas Regnaudin. L'Automne est figurée par Bacchus couronné de pampres et de lierres, tenant une coupe de vin de la main gauche, une corbeille de raisins à ses pieds. La statue originale, restaurée, est présente dans le jardin.
L’Hiver

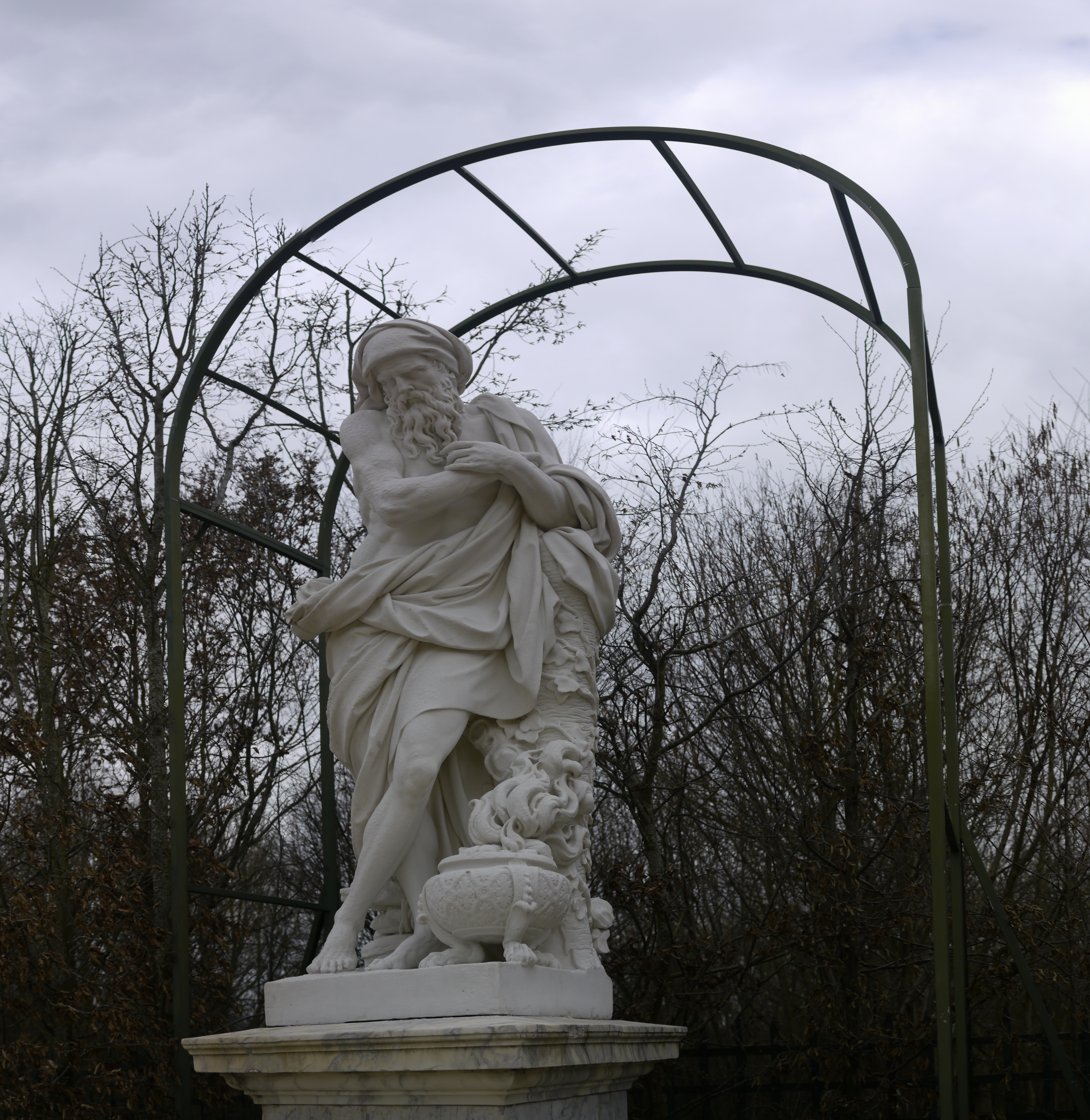
L’Hiver de Girardon

Statue de François Girardon représentant l'Hiver. Il s'agit d'une statue d'homme, enroulé dans un vêtement. Il est accoudé à un tronc coupé ; à ses pieds se trouve un pot à feu ; derrière lui une réserve de bois. Ce sont les tourments de l'Hiver qui sont ici représentés comme le signale le corps du vieillard en torsion, bien que ce dernier ait une musculature assez étonnante qui symbolise la rigueur des frimas. L'original est conservé dans la galerie basse du château de Versailles, une copie étant présentée dans le jardin.

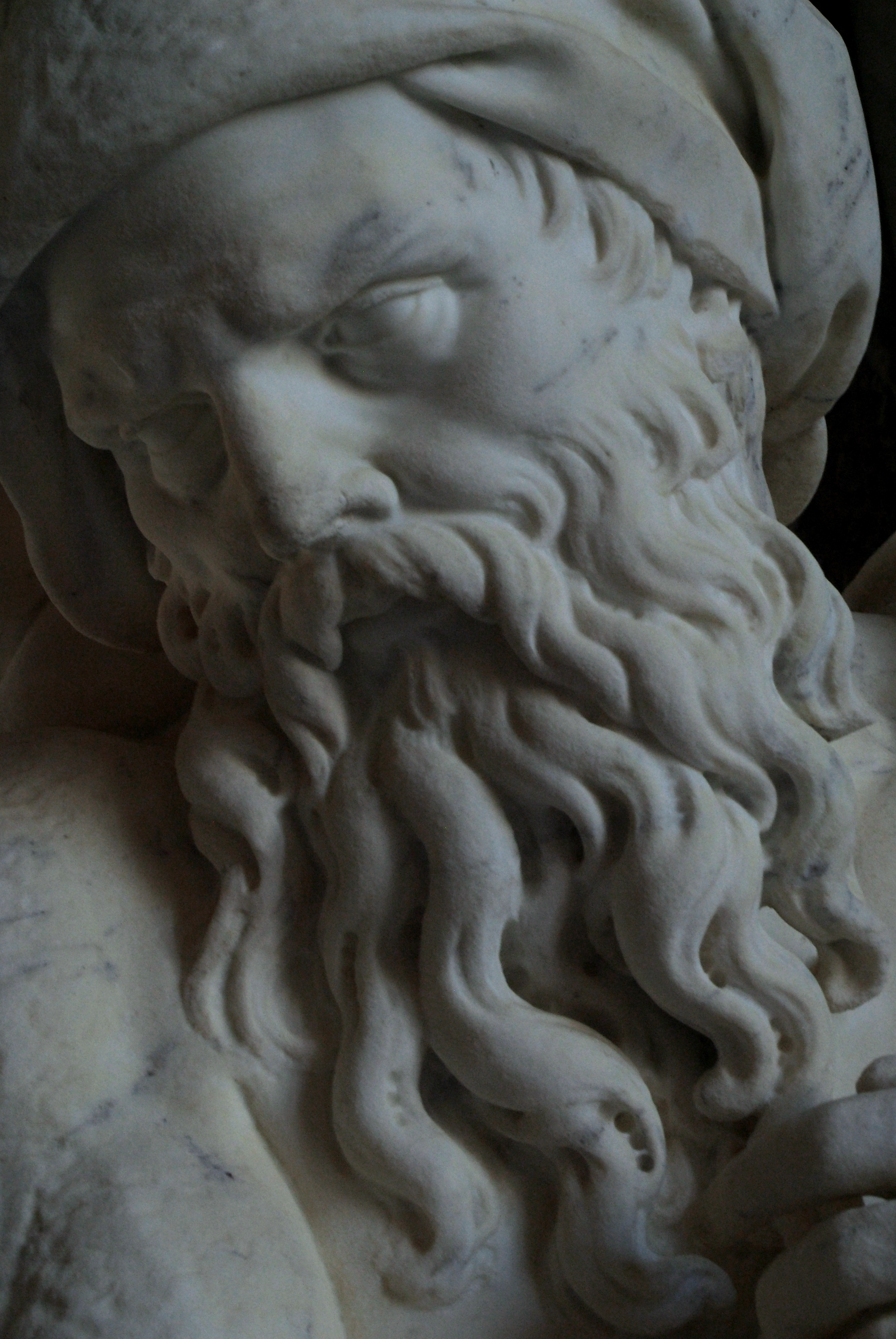
Détail de la tête sur l'original

#### Les quatre heures du jour
Le Point du jour

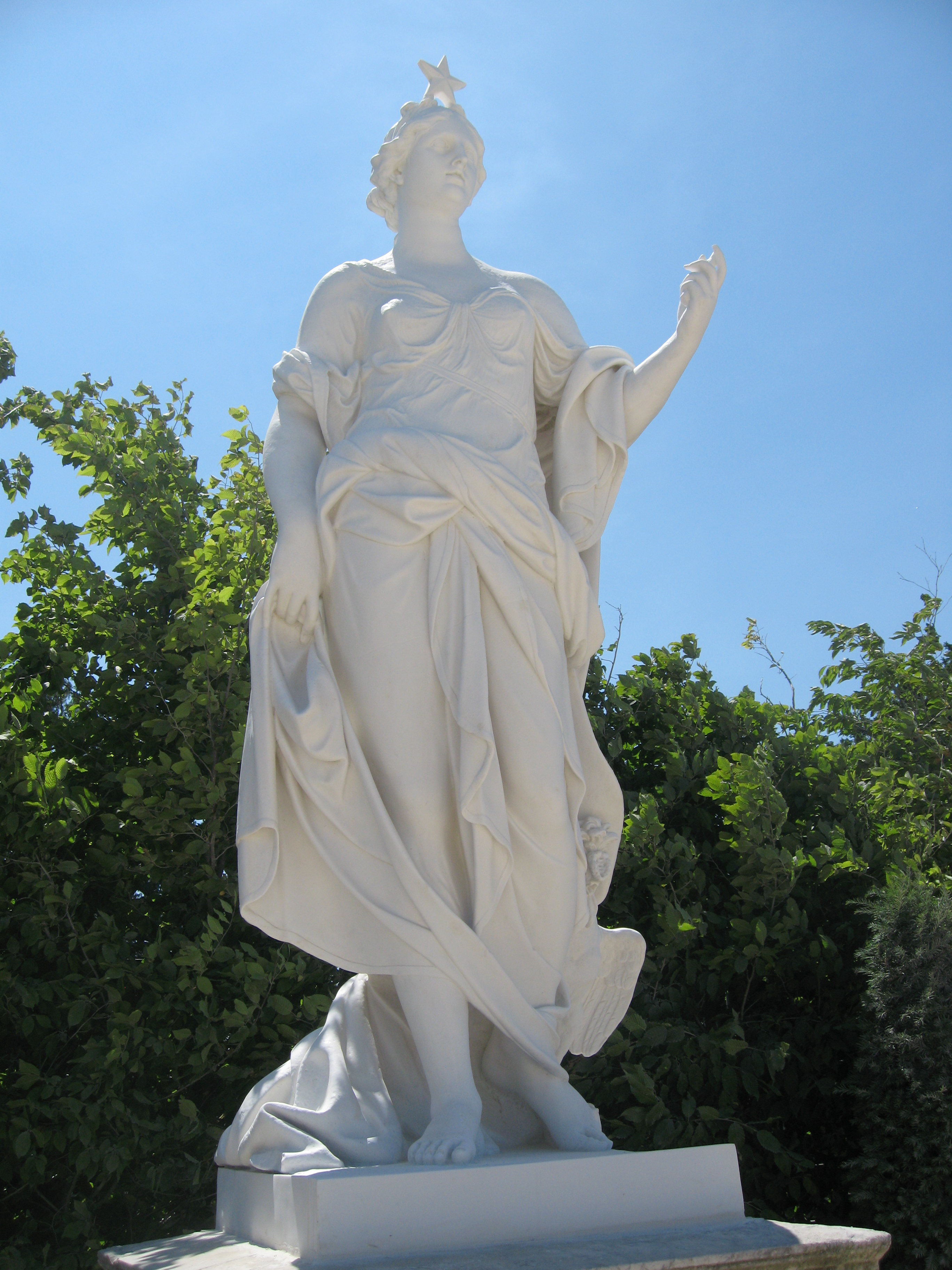
Le Point du Jour de Marsy

Sculpture de Gaspard Marsy représentant une femme coiffée de l'étoile du matin. À ses côtés se trouve un coq.

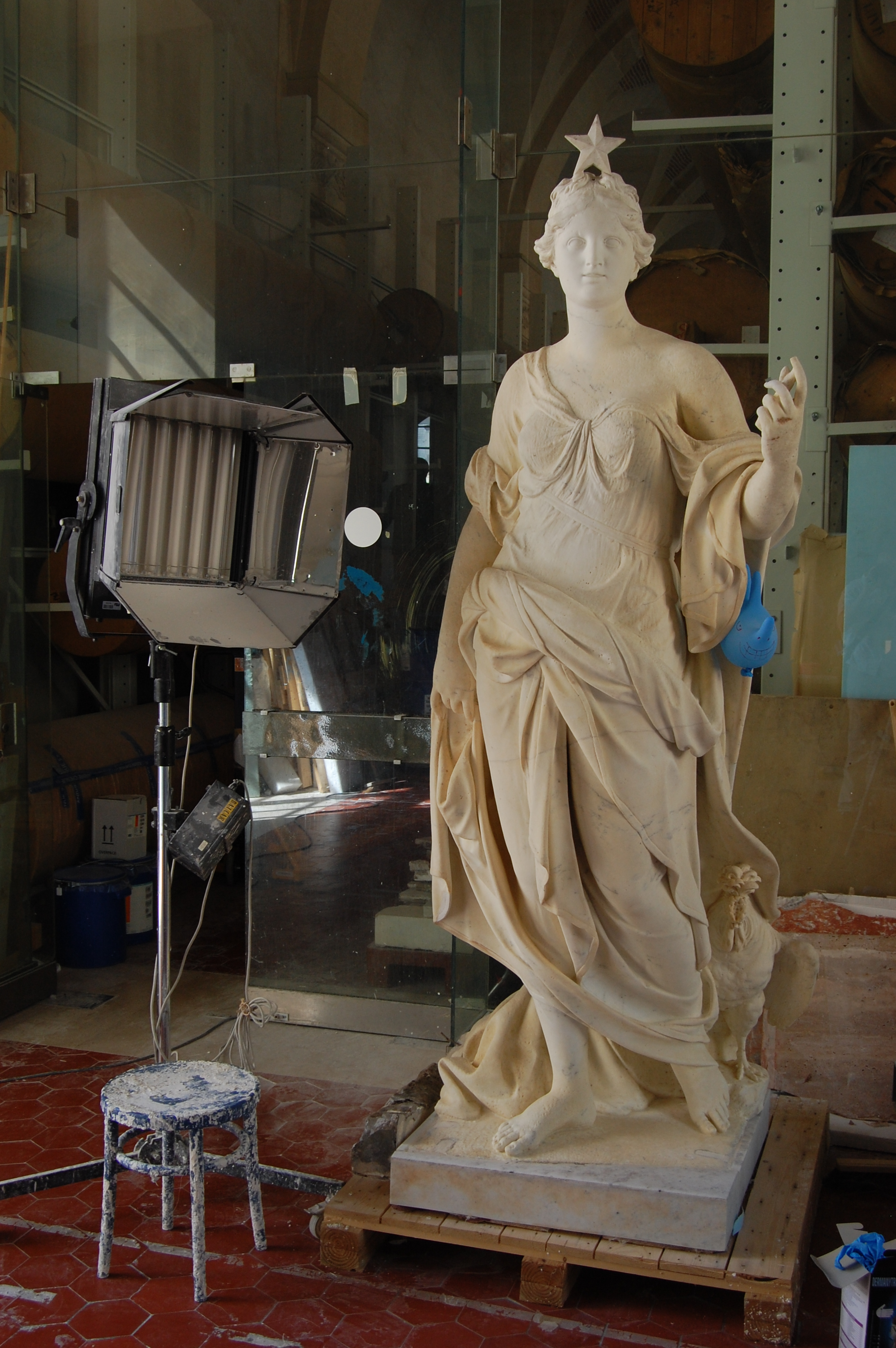
L'original de la statue dans l’atelier de restauration des sculptures du château de Versailles.
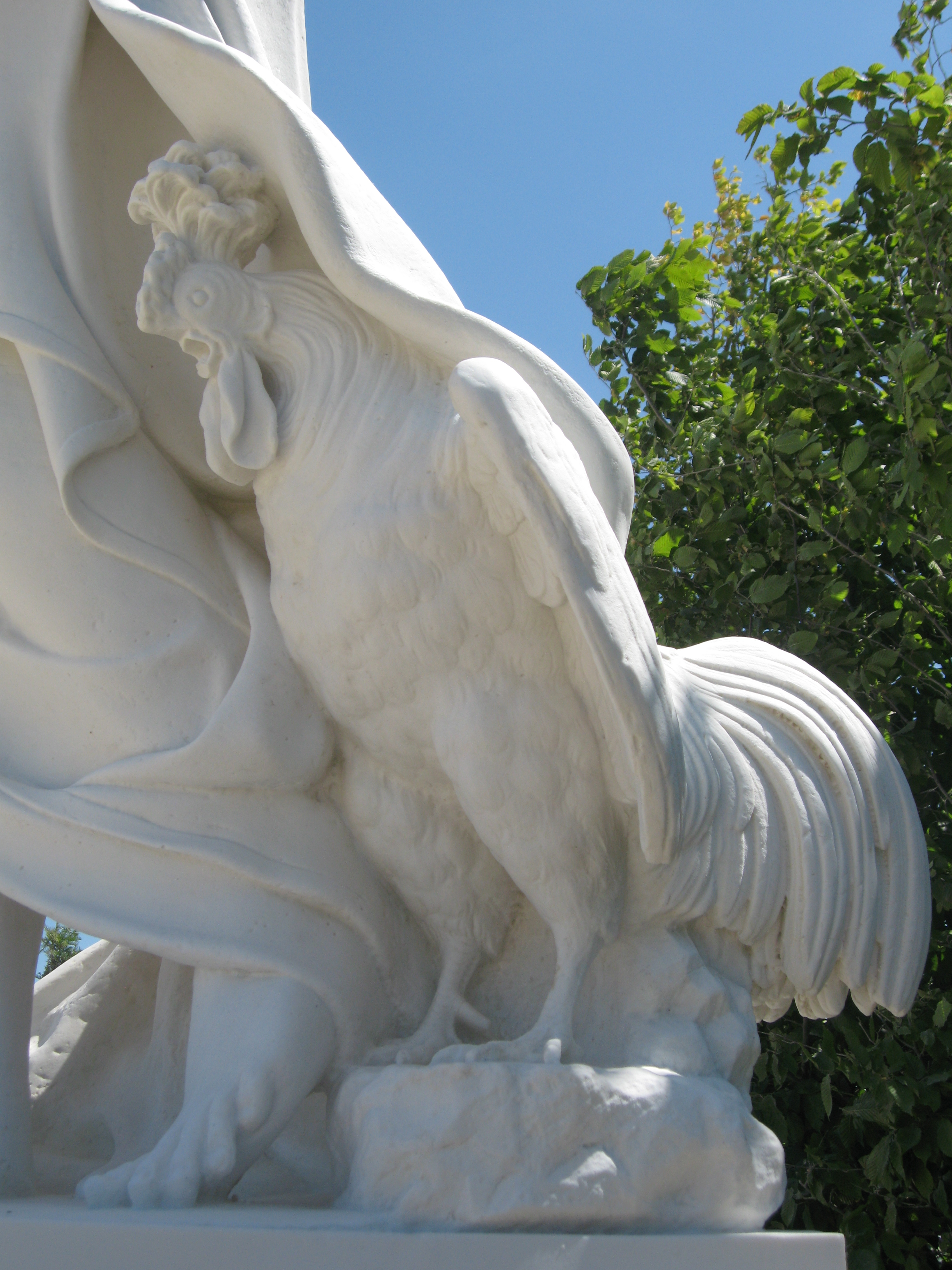
Détail du coq.

L’Heure de Midi
Sculpture de Gaspard Marsy.

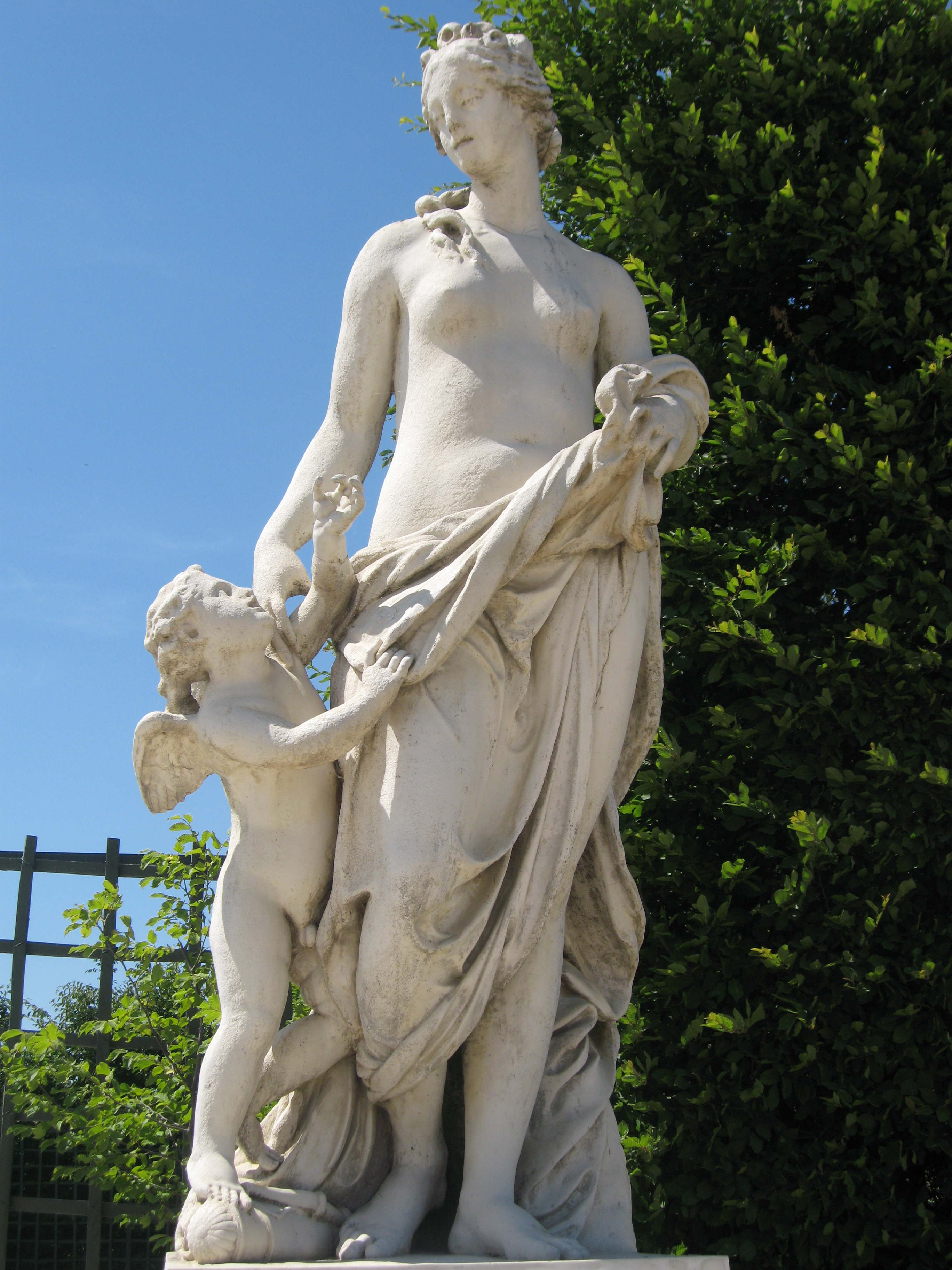
L’Heure de Midi de Marsy

L'Heure de Midi est figurée sous les traits de Vénus et de Cupidon pour suggérer l'heure brûlante du soleil à son zénith. En effet l'Amour brûle comme le soleil et blesse ceux qu'il atteint de ses flammes. Une copie, placée en 1985, se trouve dans le jardin.
Le Soir

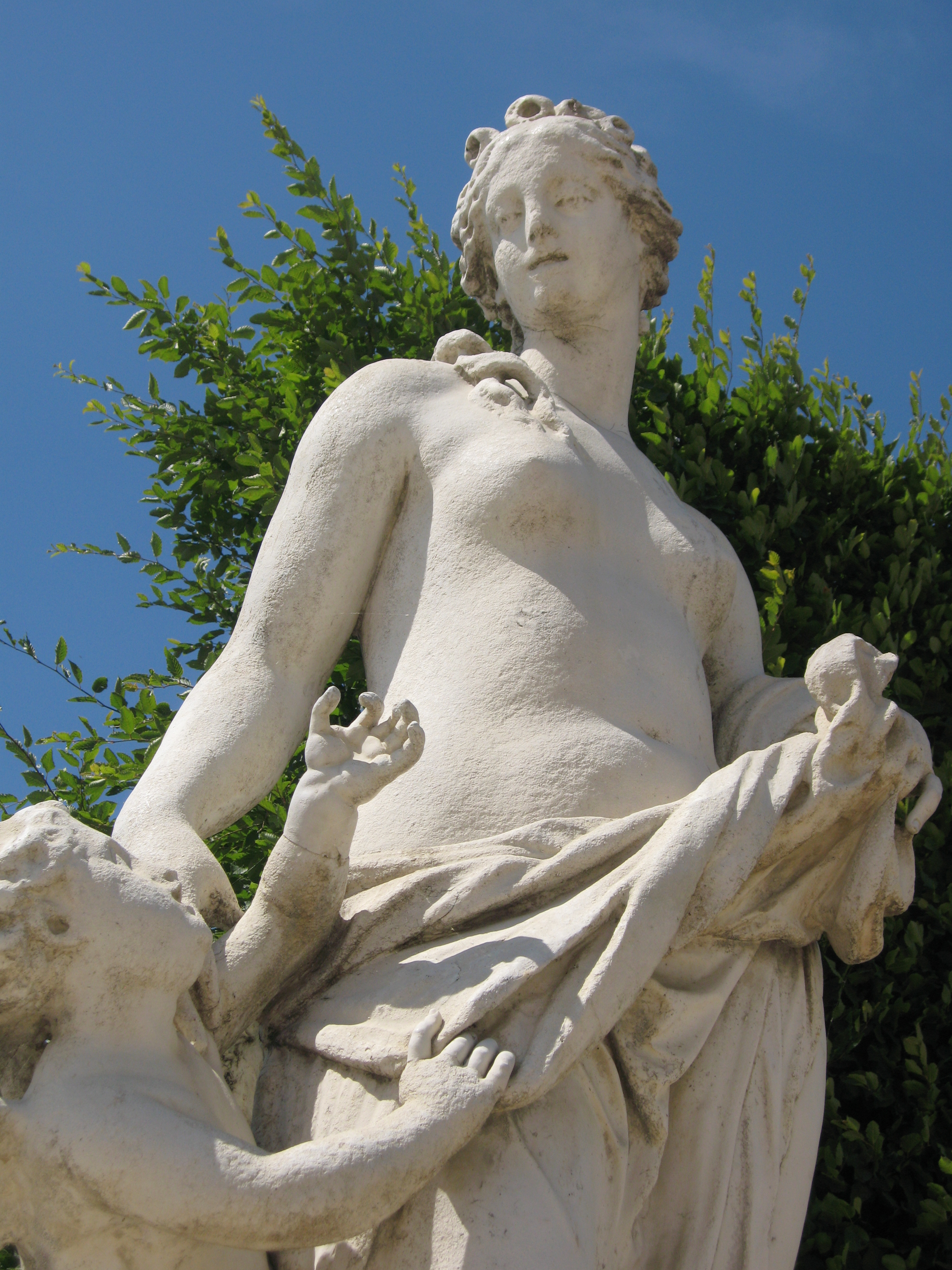
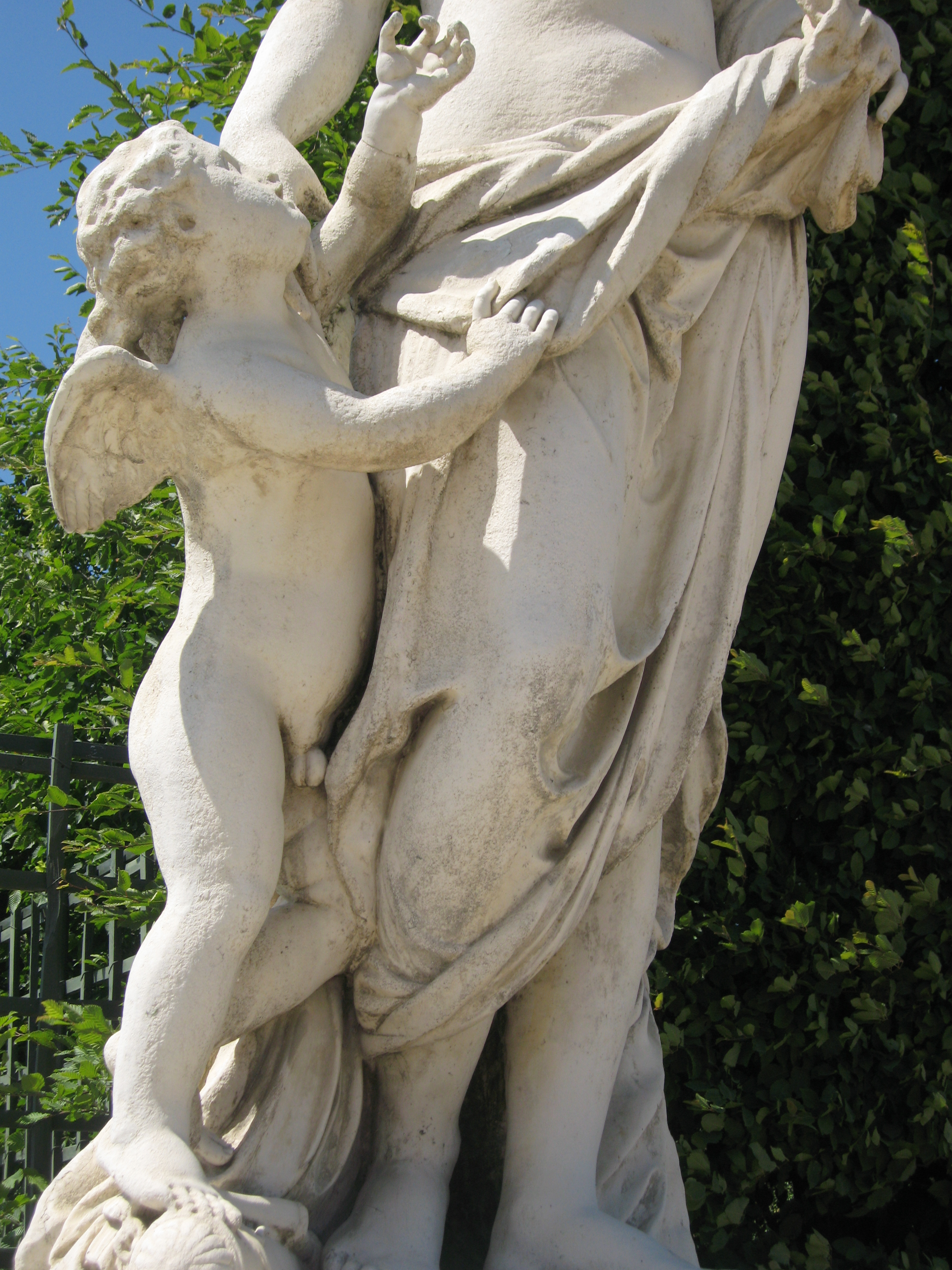
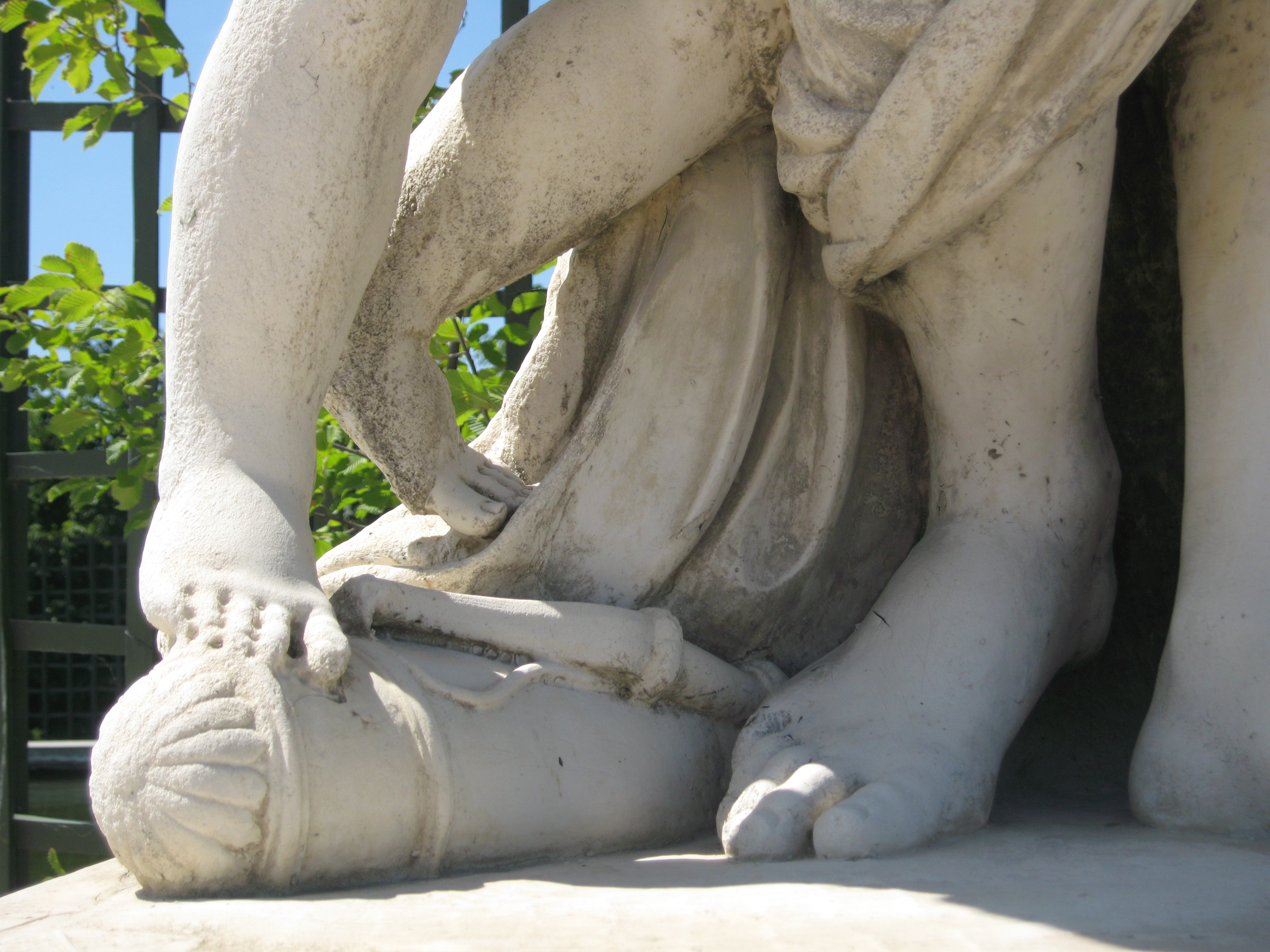

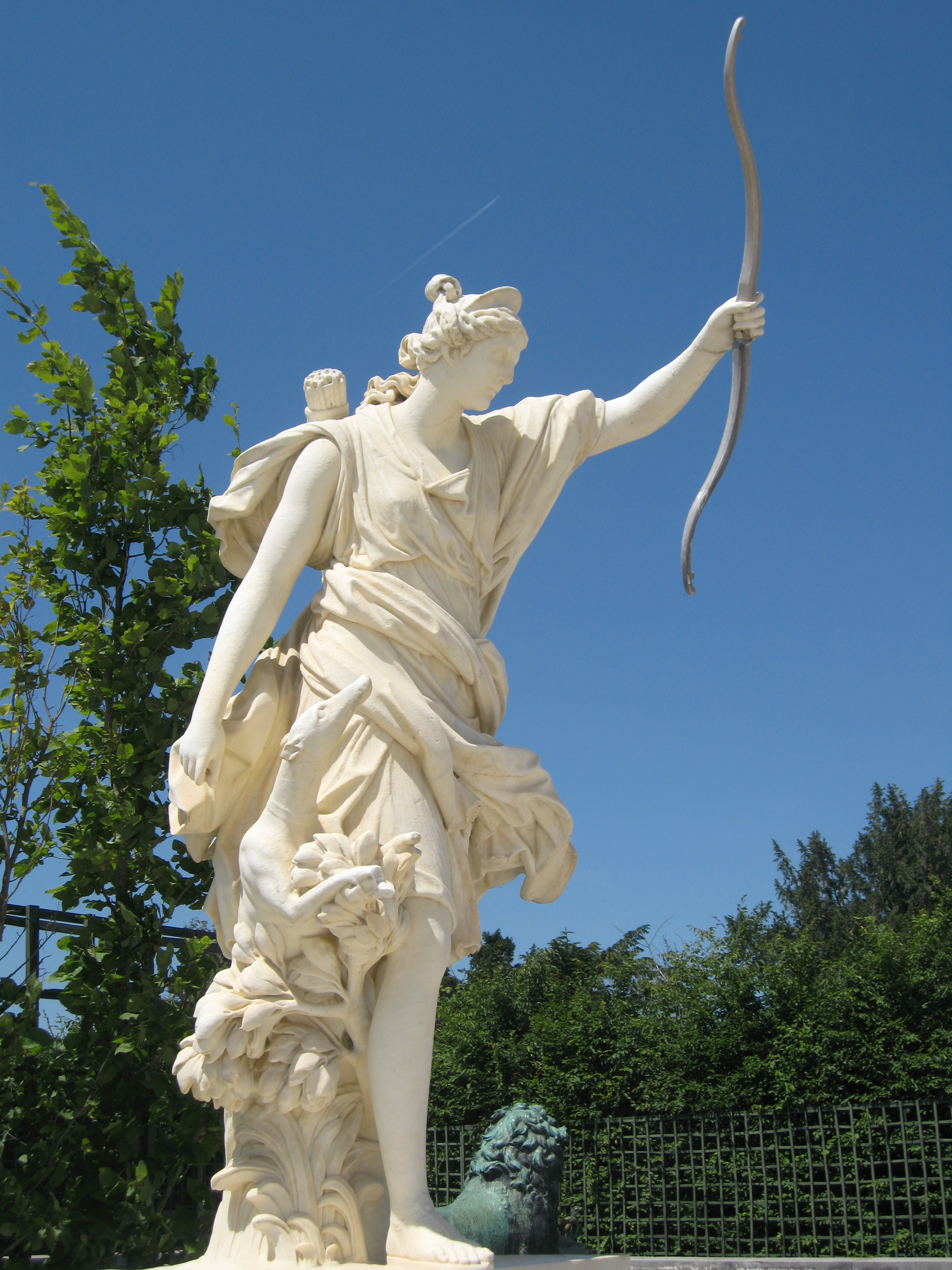
Le Soir de Desjardins

Dit aussi le Soir sous les traits de Diane, statue de Gaspard Marsy représentant Diane en chasse, accompagnée de son lévrier. L'arc que tient la statue est en plomb. L'Heure du Soir est censée être favorable aux chasseurs, la déesse s'élance donc vers les forêts à la poursuite du gibier.

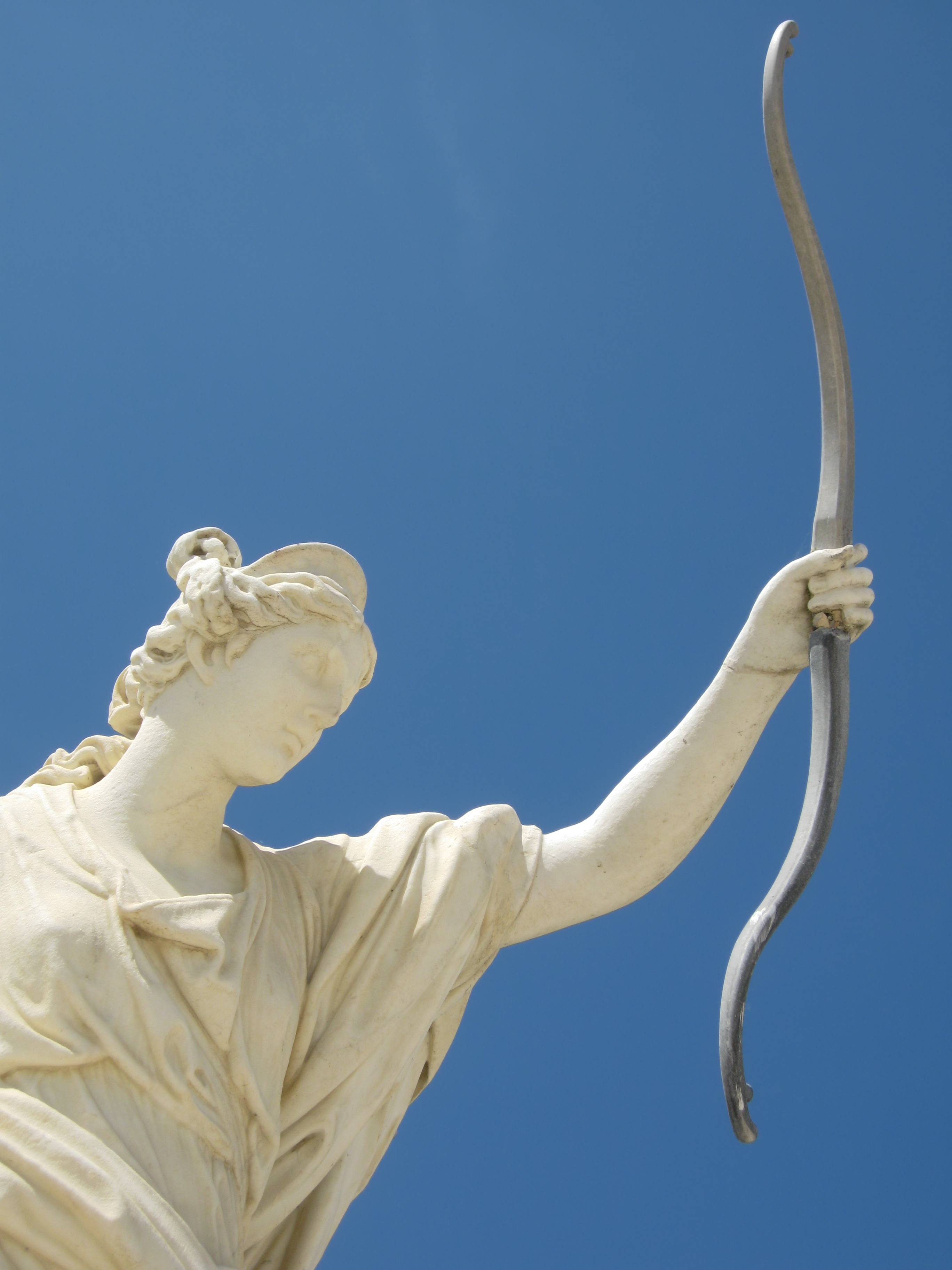
L'arc
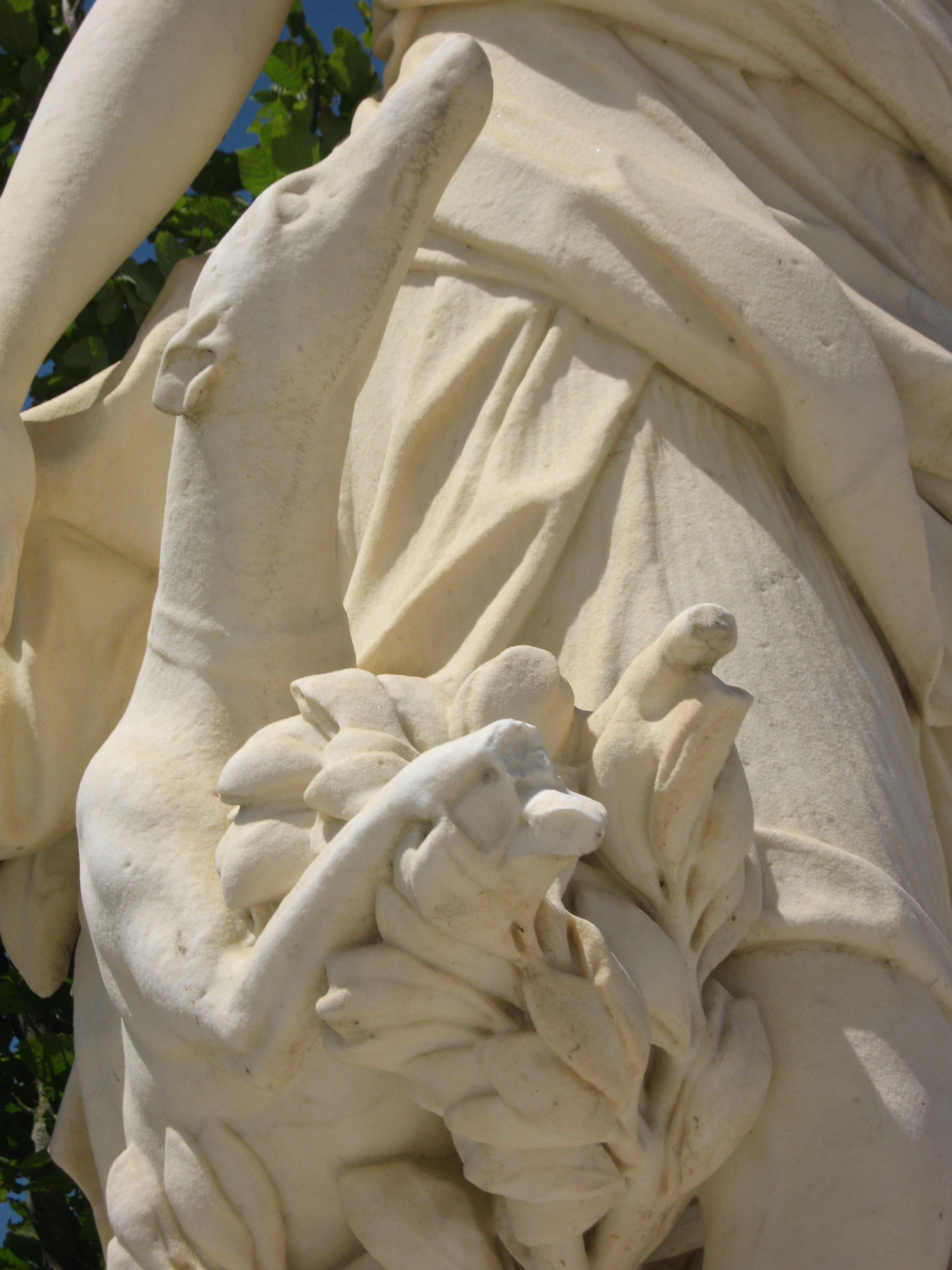
Le lévrier
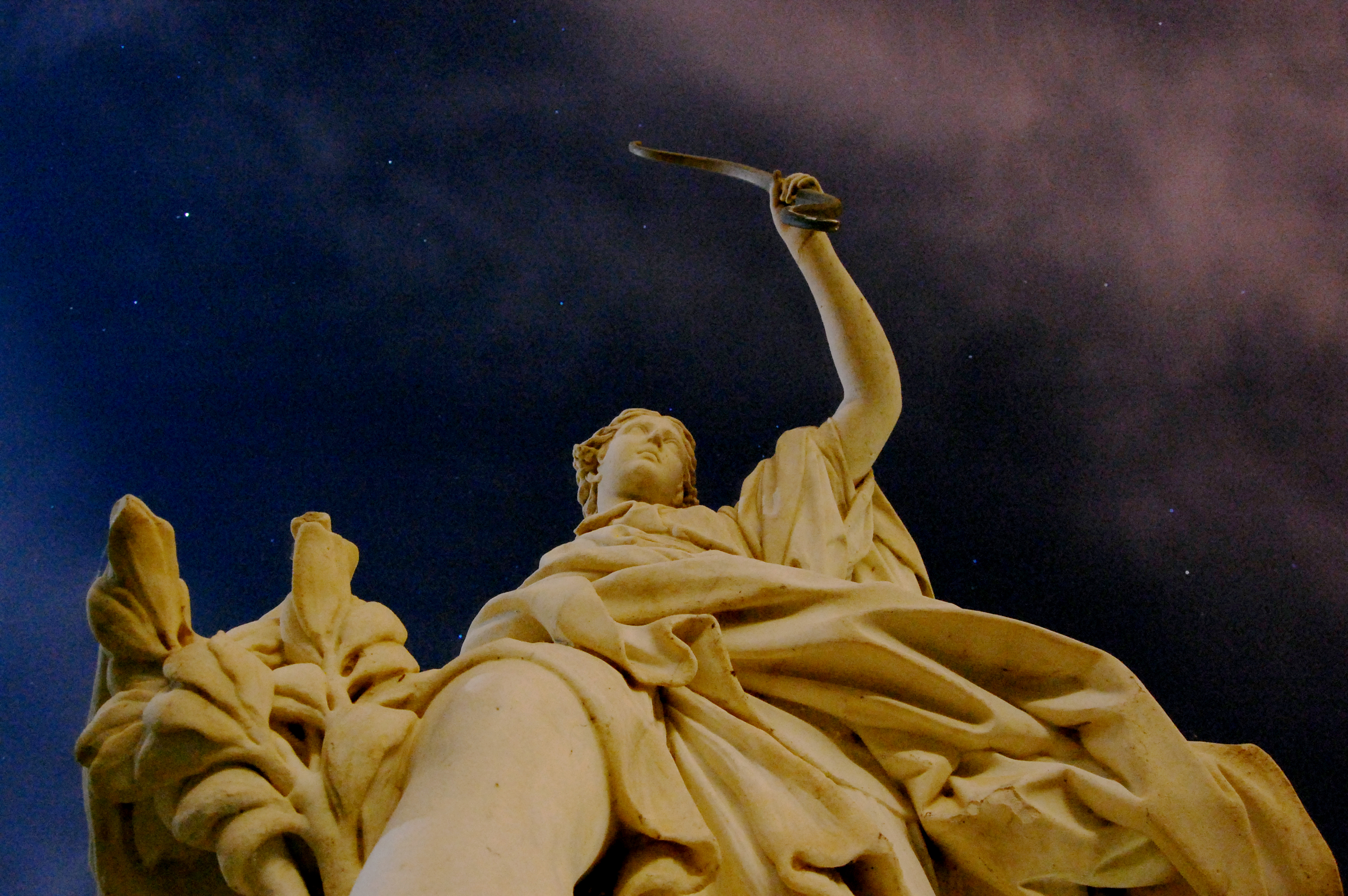
Contreplongée de nuit
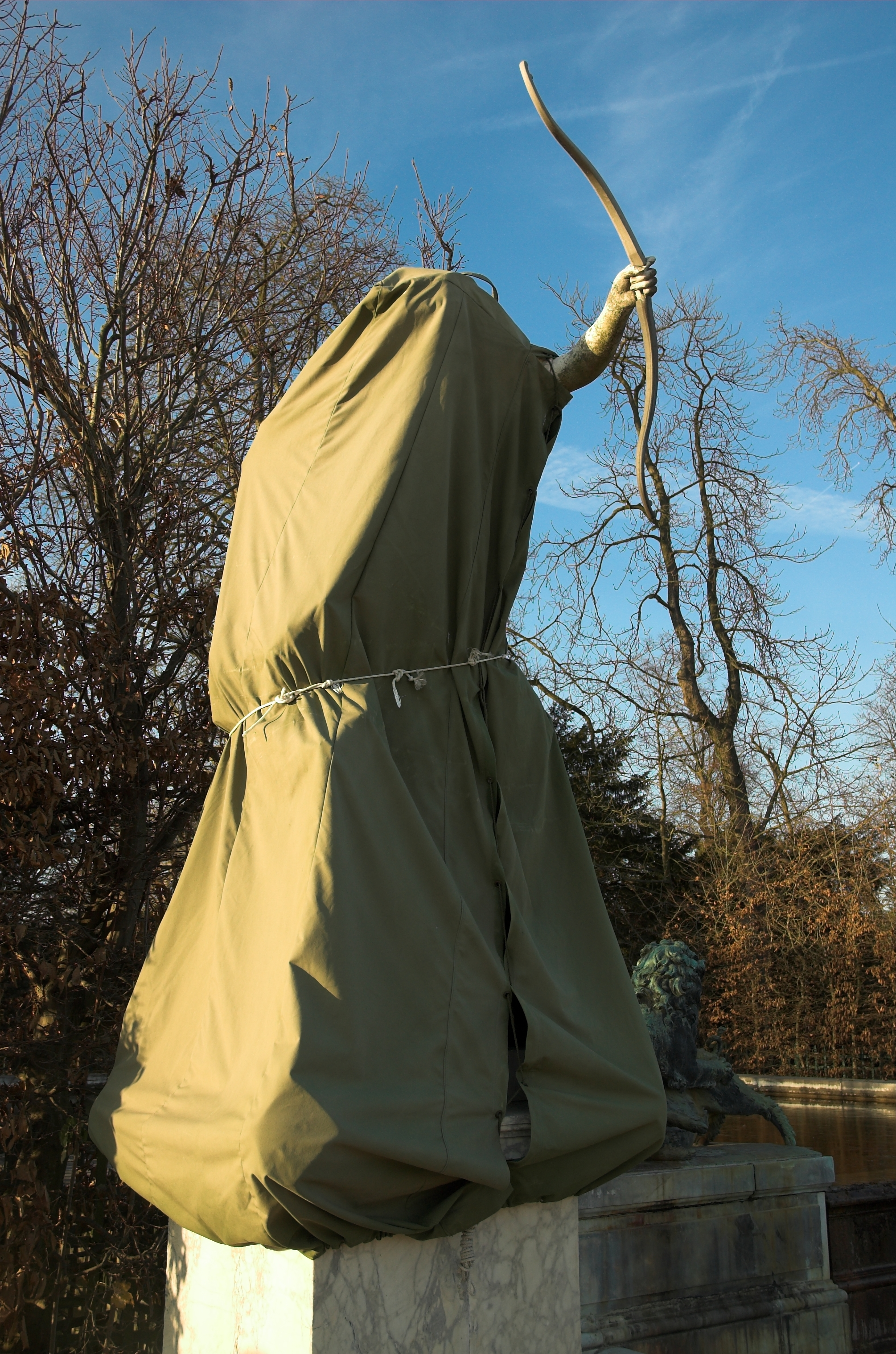
La statue sous sa bâche hivernale

La Nuit
Sculpture de Jean Raon.

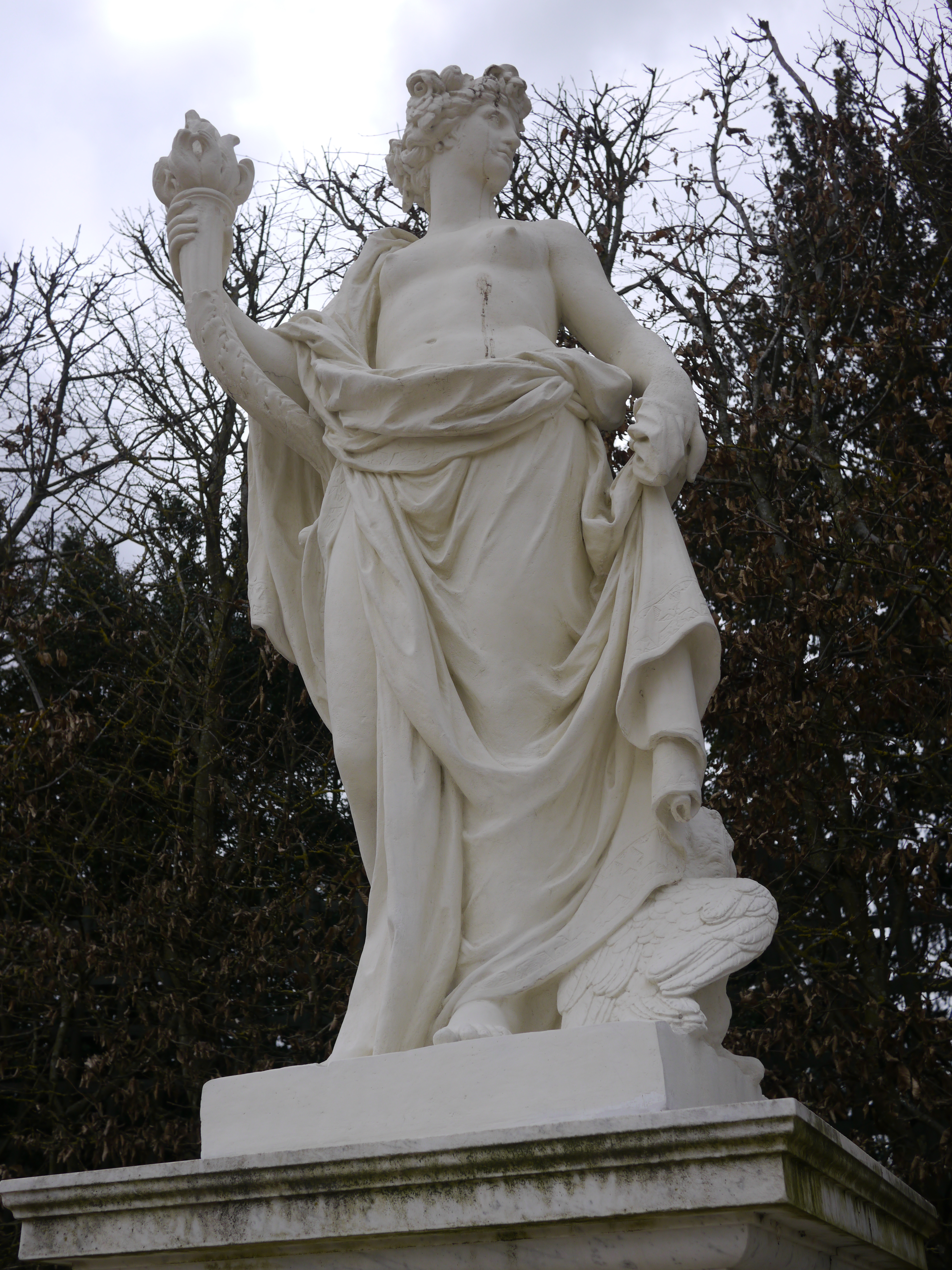
La Nuit de Raon

La Nuit est figurée par Proserpine, reine des Enfers, couronnée de pavots et de quelques fleurs qui rappellent qu'elle est la fille de Cérès. Elle est vêtue d'un manteau brodé d'étoiles et tient une torche pour dissiper les ténèbres. L'original restauré est présenté dans les jardins.

#### Les quatre tempéraments de l’Homme
Les quatre tempéraments sont également présents dans la grande commande.
Le Colérique
Statue de Jacques Houzeau. 

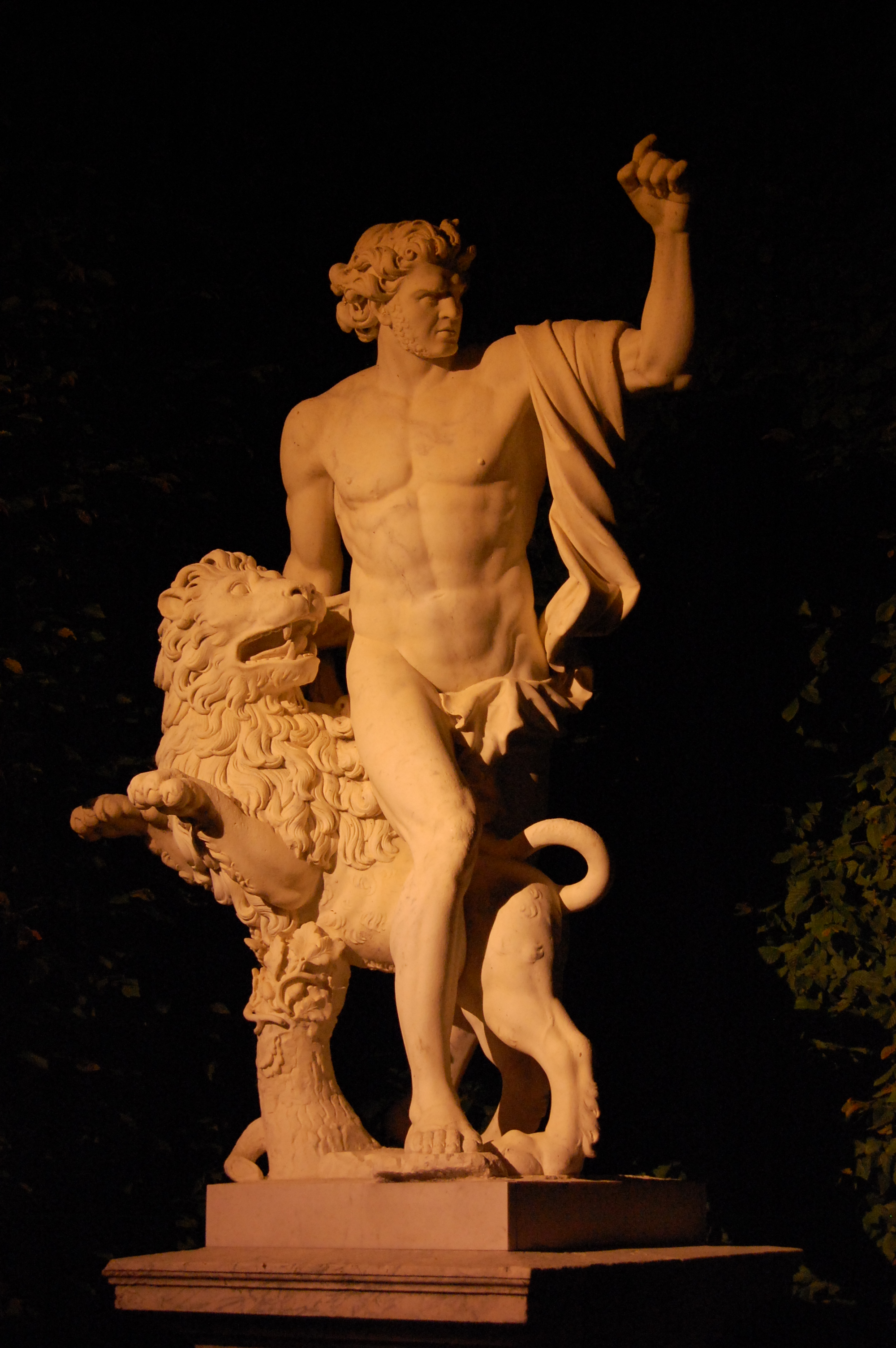
Le Colérique de Houzeau

Ce tempérament est représenté par l'emportement d'un homme, en train de bondir vers l'avant, le bras levé. Derrière lui, un lion est en train de bondir également, les pattes avant levées, soutenu par un tronc d'arbre. La statue originale, restaurée, est présentée dans le jardin.
Le Flegmatique
Statue de Mathieu Lespagnandelle. 

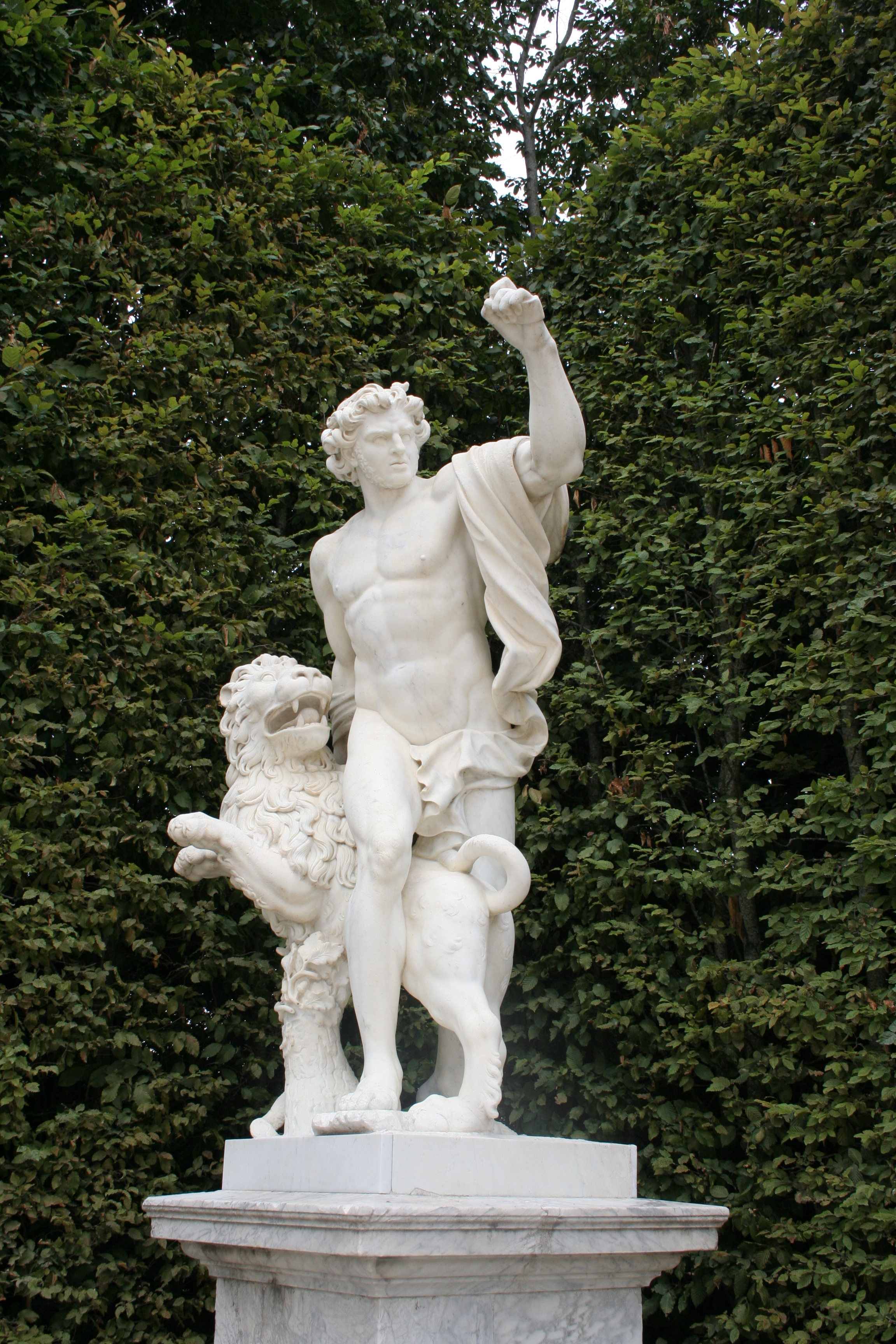

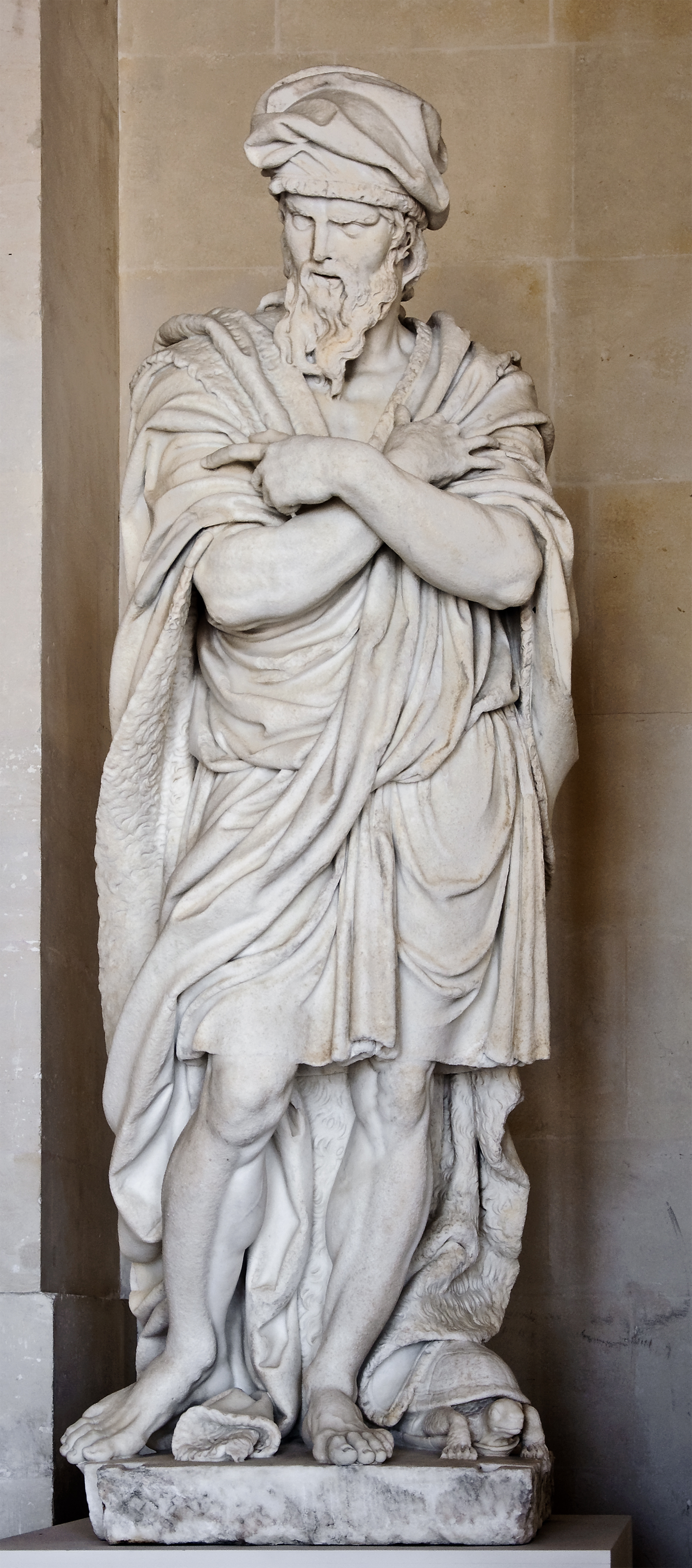
Le Flegmatique de Lespagnandelle - Original, préservé dans la galerie basse du château de Versailles

Le tempérament flegmatique, qui fait preuve d'un caractère froid et lent, est représenté par un vieil homme, les bras replié sur lui-même et dans son manteau. À ses pieds se trouve une tortue, animal calme et lent par excellence.
L'original a été retiré du parc en 2007. Très érodé, il a été mis à l'abri dans la galerie basse du château de Versailles après restauration. Une copie par moulage le remplace au jardin.

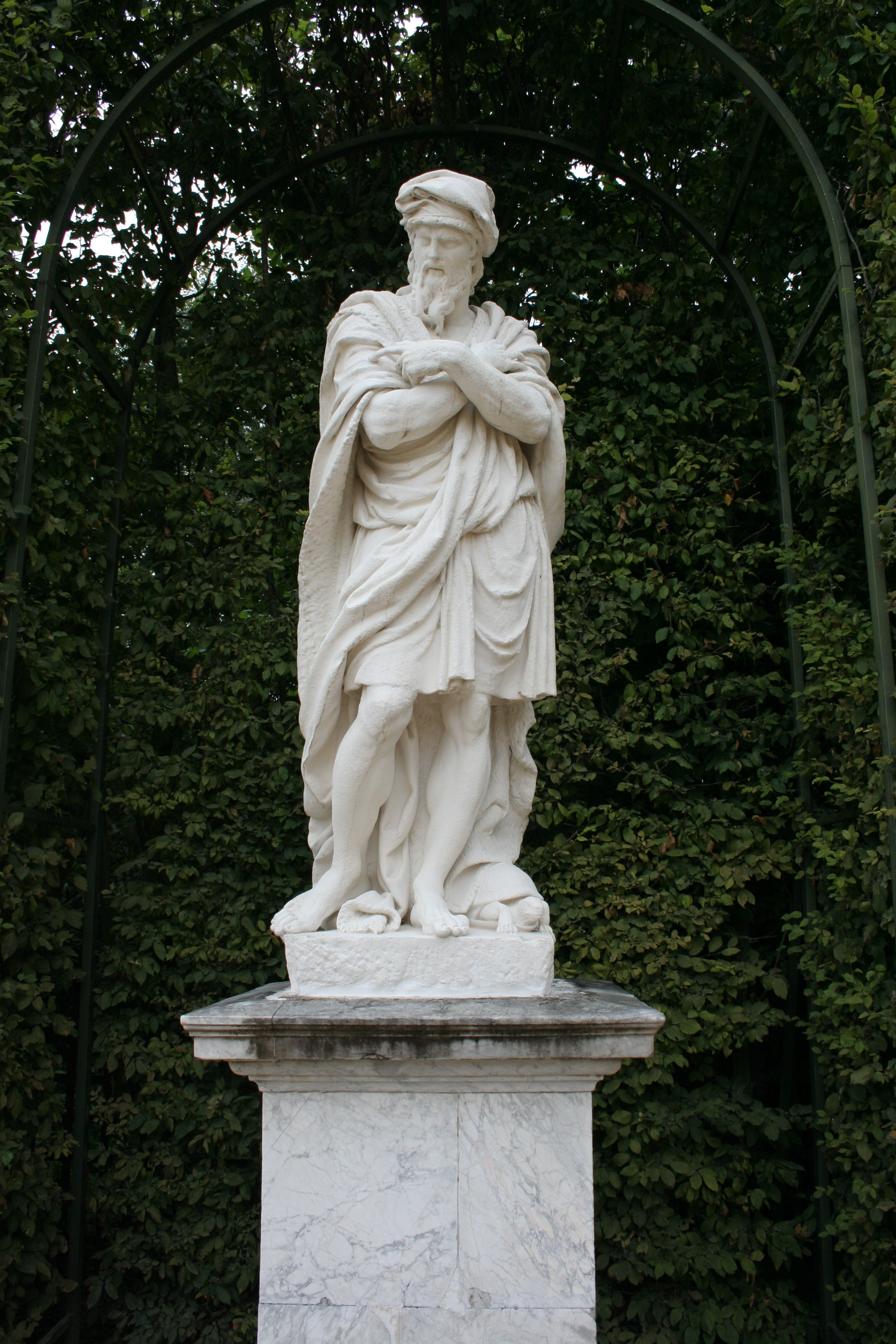
La copie du Flegmatique dans le parc
48° 48′ 23″ N, 2° 07′ 19″ E

Le Sanguin
Statue de Noël Jouvenet.

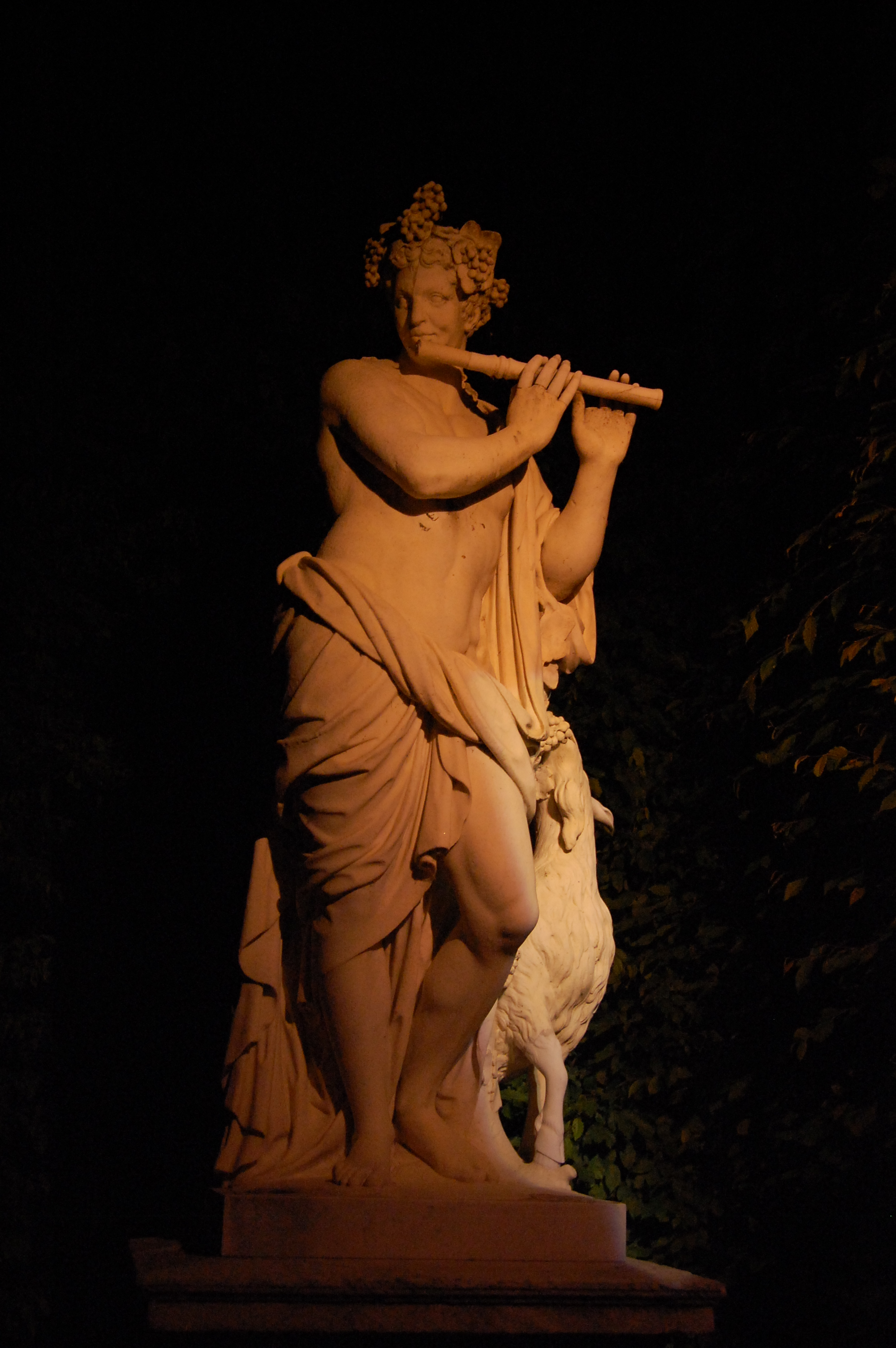
Le Sanguin de Jouvenet

Le Sanguin est figuré par un jeune homme couronné de raisins et jouant de la flûte, attributs de Bacchus. À ses pieds, une chèvre mange des grappes qui pendent sur un tronc d'arbre. Une souscription de la Société des amis de Versailles a été lancée pour effectuer la restauration et la copie de cette statue
Le Mélancolique
Statue de Michel de La Perdrix.

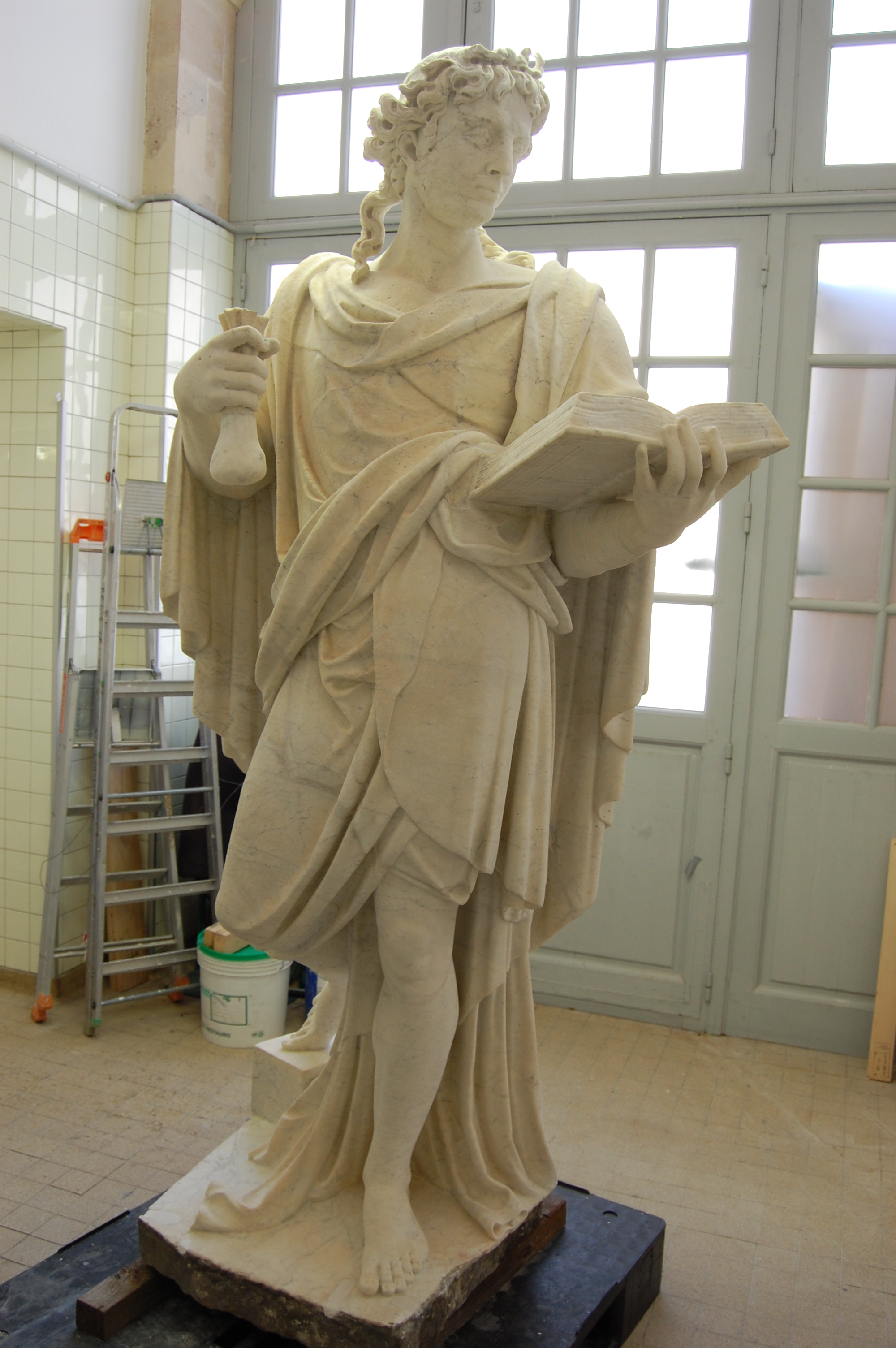
Le Mélancolique de la Perdix, dans l’atelier de restauration.

Le Mélancolique est représenté par un jeune homme avec un bandeau sur la bouche pour signifier qu'il parle peu et préfère s'isoler. Il tient une bourse fermée, représentant l'avarice, et un livre ouvert car il préfère s'adonner à la lecture. La statue a été restaurée.

#### Les quatre genres poétiques
Le Poème héroïque
Sculpture de Jean de Rouilly.

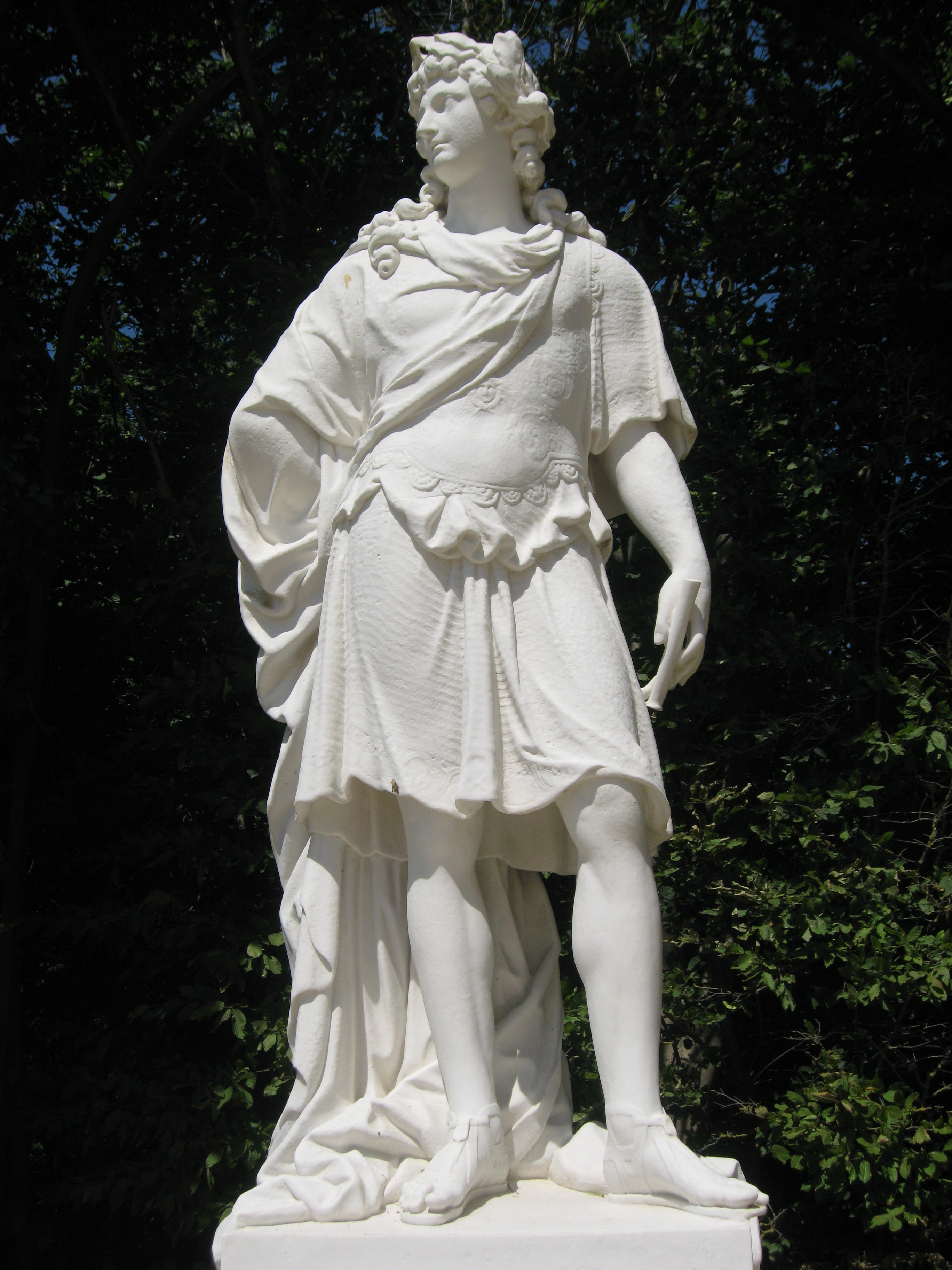
Le Poème héroïque de Jean de Rouilly

Le Poème héroïque est représenté sous les traits de Louis XIV vêtu à l'antique, couronné de lauriers et tenant une trompette à la main. Les hauts faits du roi sont ainsi mis en valeur à travers une représentation qu'on retrouve très fréquemment, notamment sur la voûte de la Galerie des Glaces. Cette statue a été restaurée et est présentée dans le jardin.

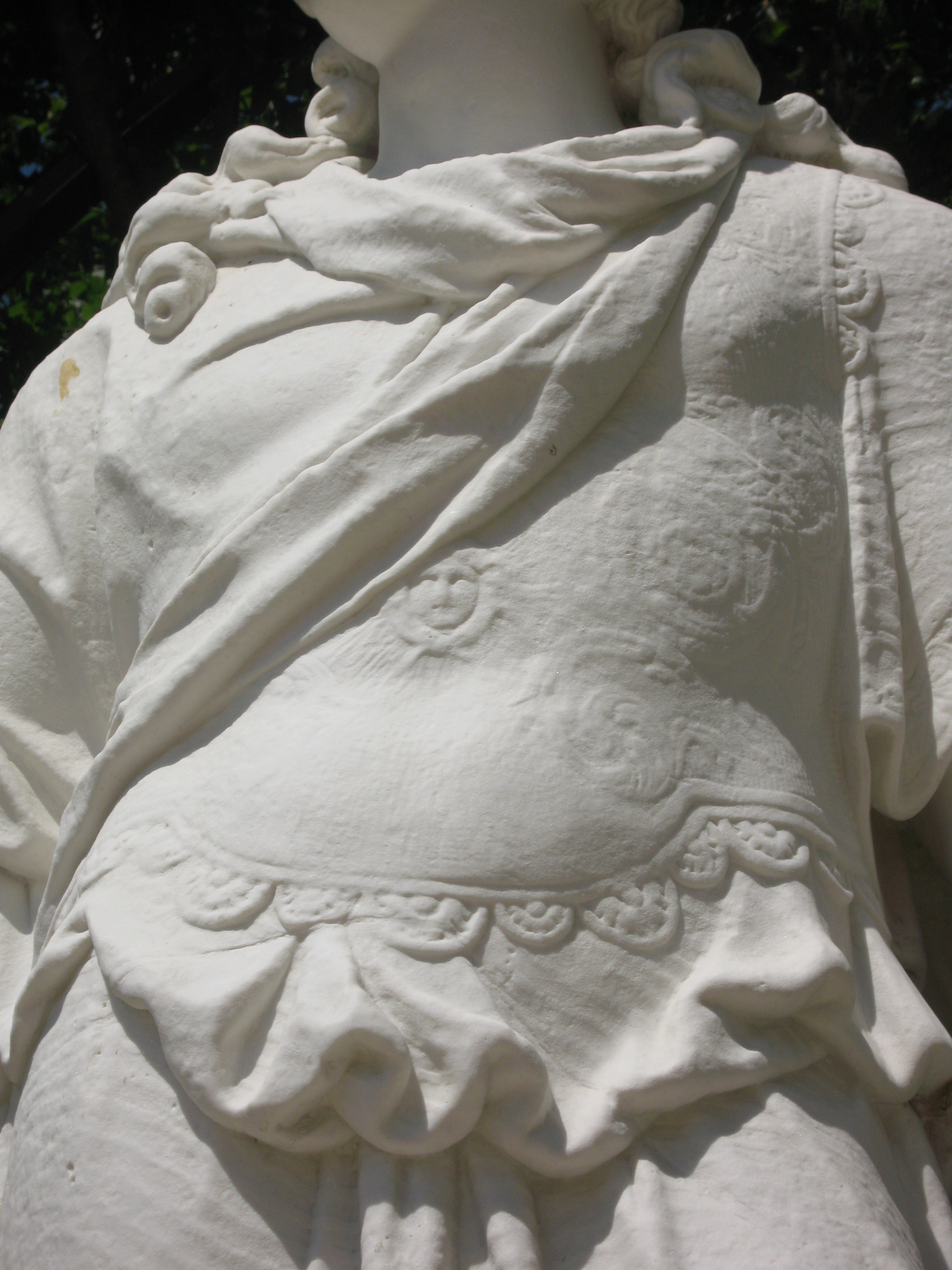
Soleil d’Apollon sur la cuirasse.
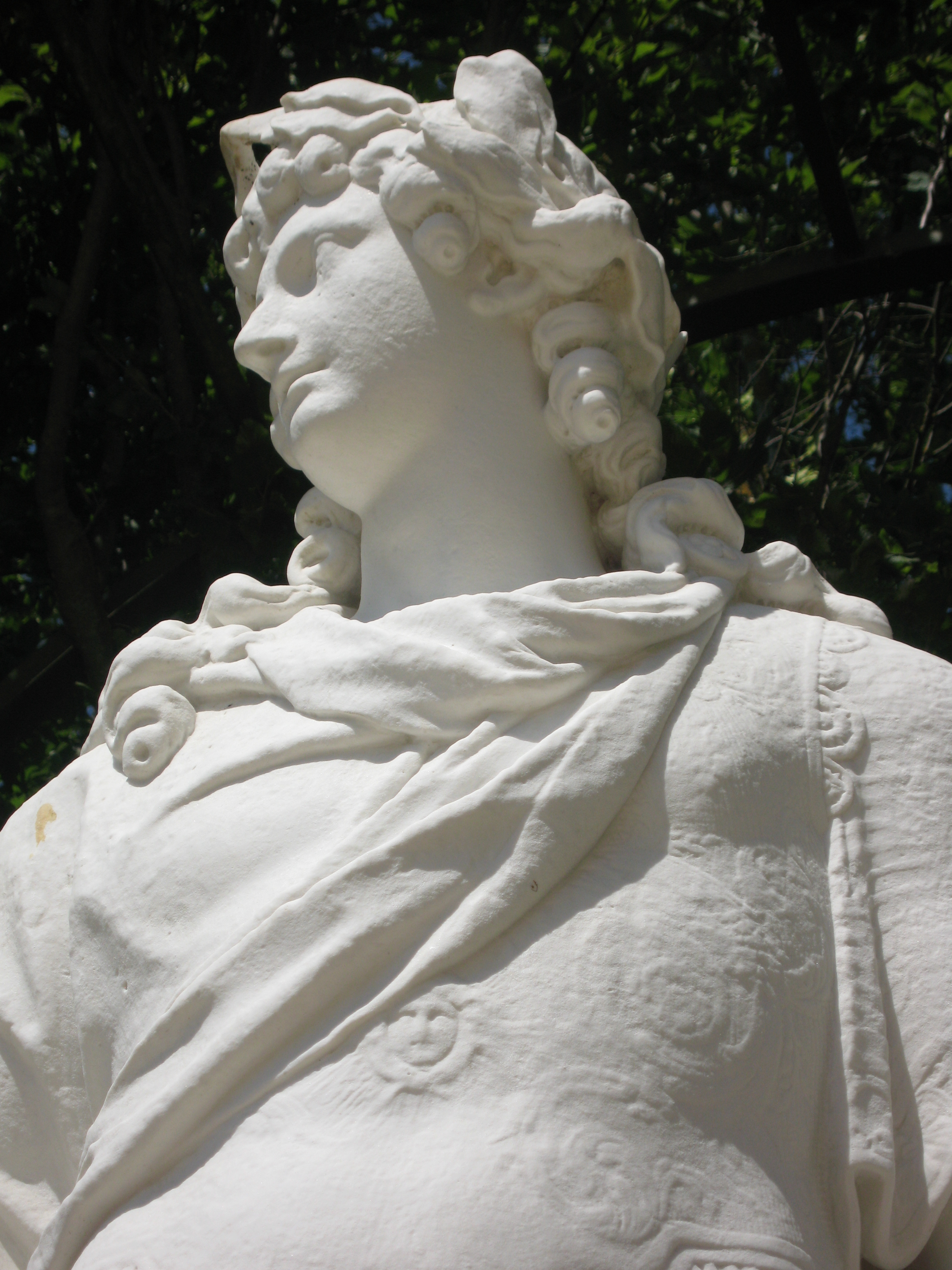
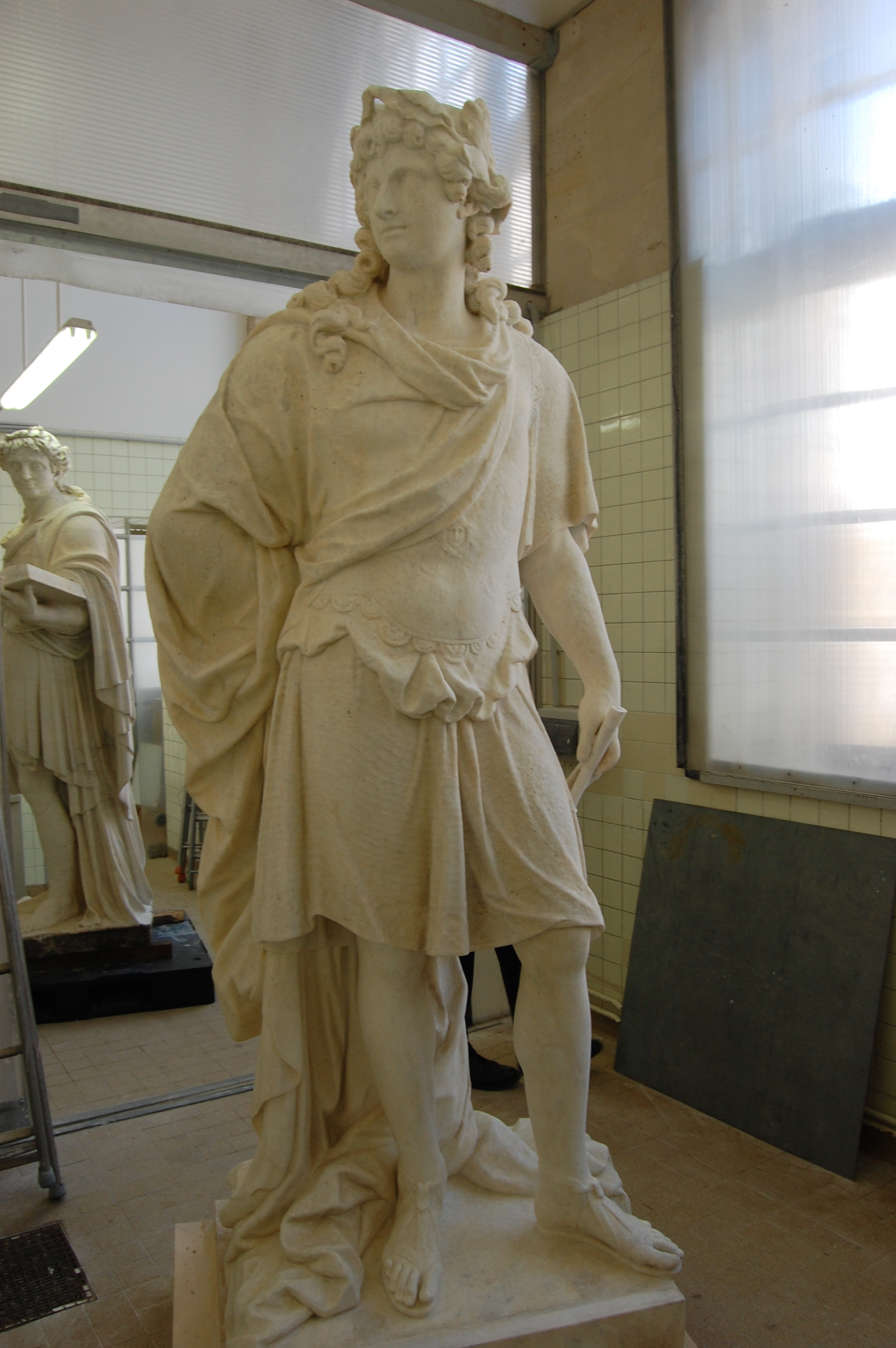
L'original de la sculpture, dans les ateliers de restauration du centre de recherche et de restauration des musées de France, Petite Écurie.

Le Poème lyrique
Sculpture de Jean-Baptiste Tuby.

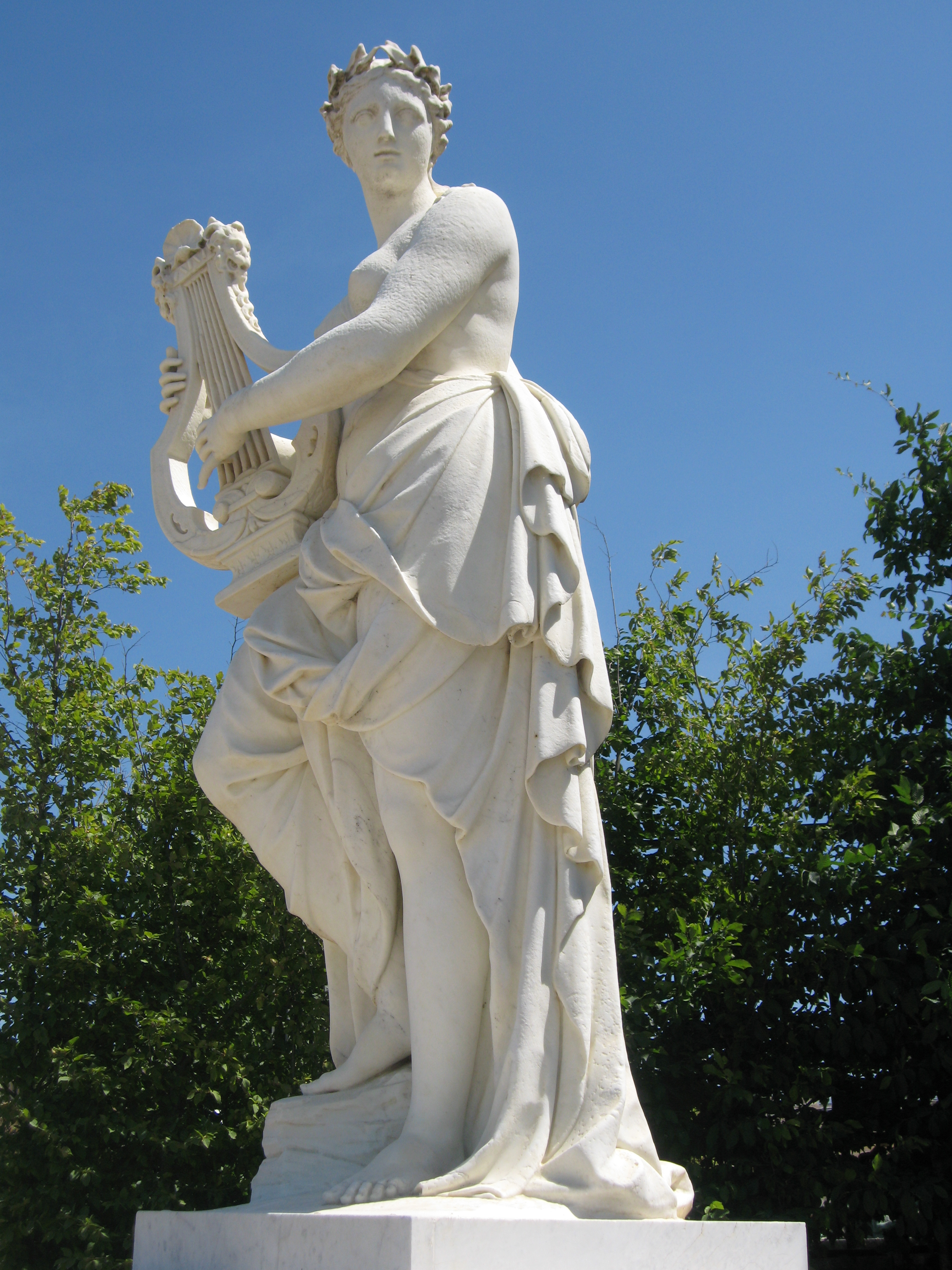
Le Poème lyrique de Tuby

Le poème lyrique est représenté par Erato, muse de la poésie lyrique et érotique. Elle est couronnée de roses, de myrtes et de lauriers et porte une lyre à la main. Cette statue a été restaurée et est présentée dans le jardin.
Le Poème satyrique

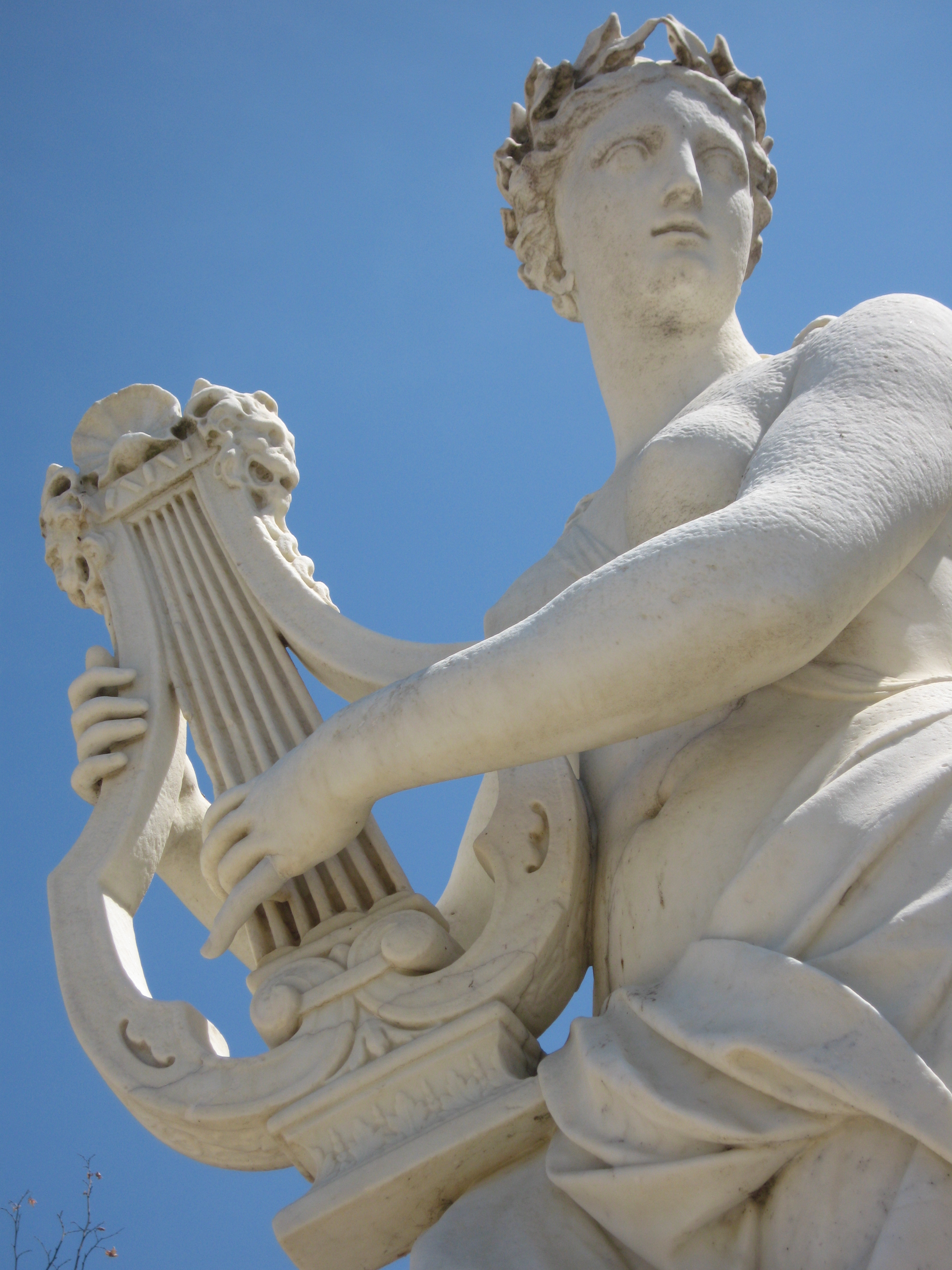

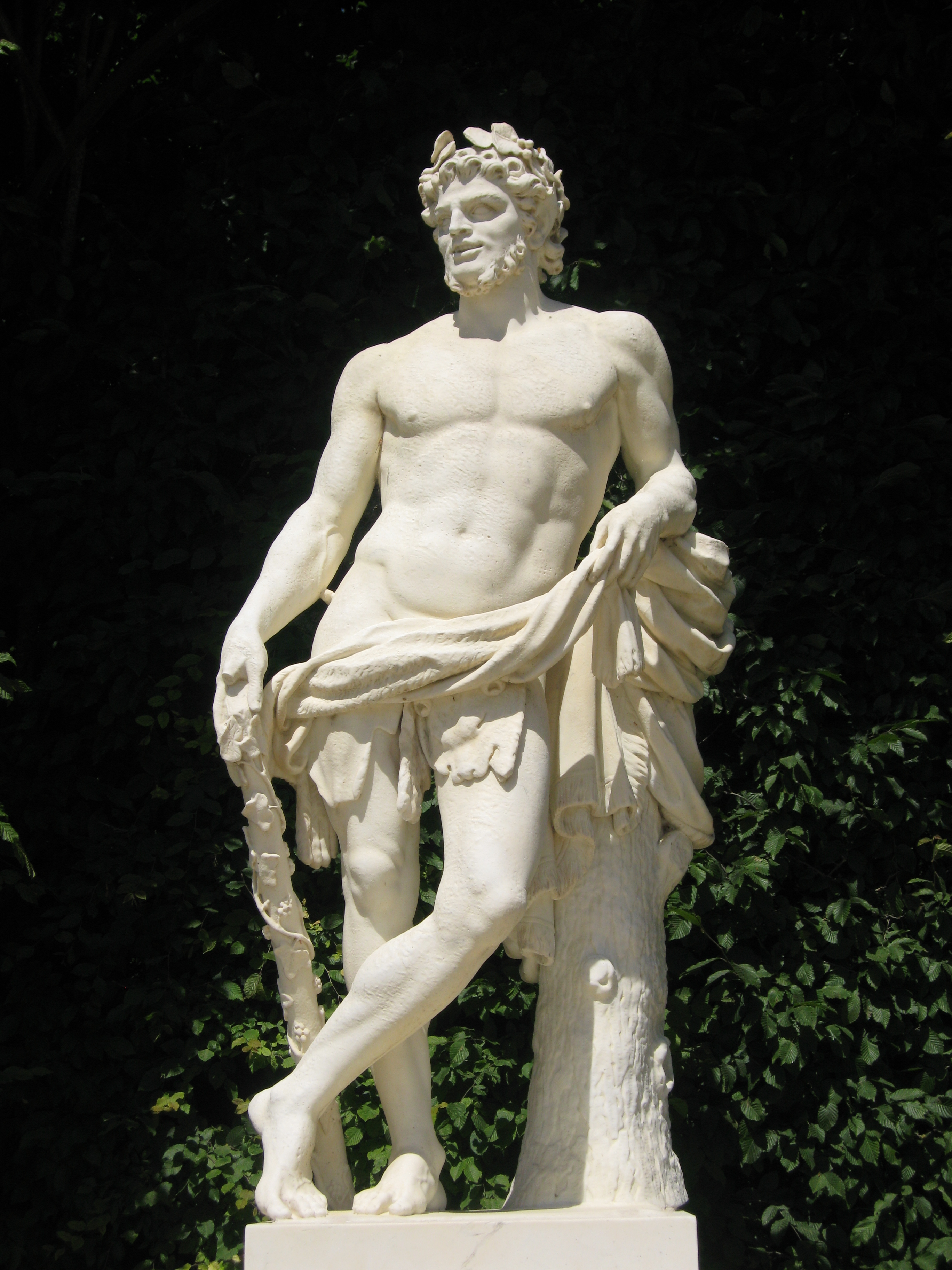
Le Poème satyrique de Buyster

Sculpture de Philippe Buyster, sculptée de 1674 à 1679
Le poème satyrique est représenté par un satyre offrant un sourire moqueur. Il s'appuie nonchalamment sur un tronc et tient dans la main un bâton où s'enroule de la vigne. Cette statue a été restaurée et est présentée dans le jardin.
Le Poème pastoral

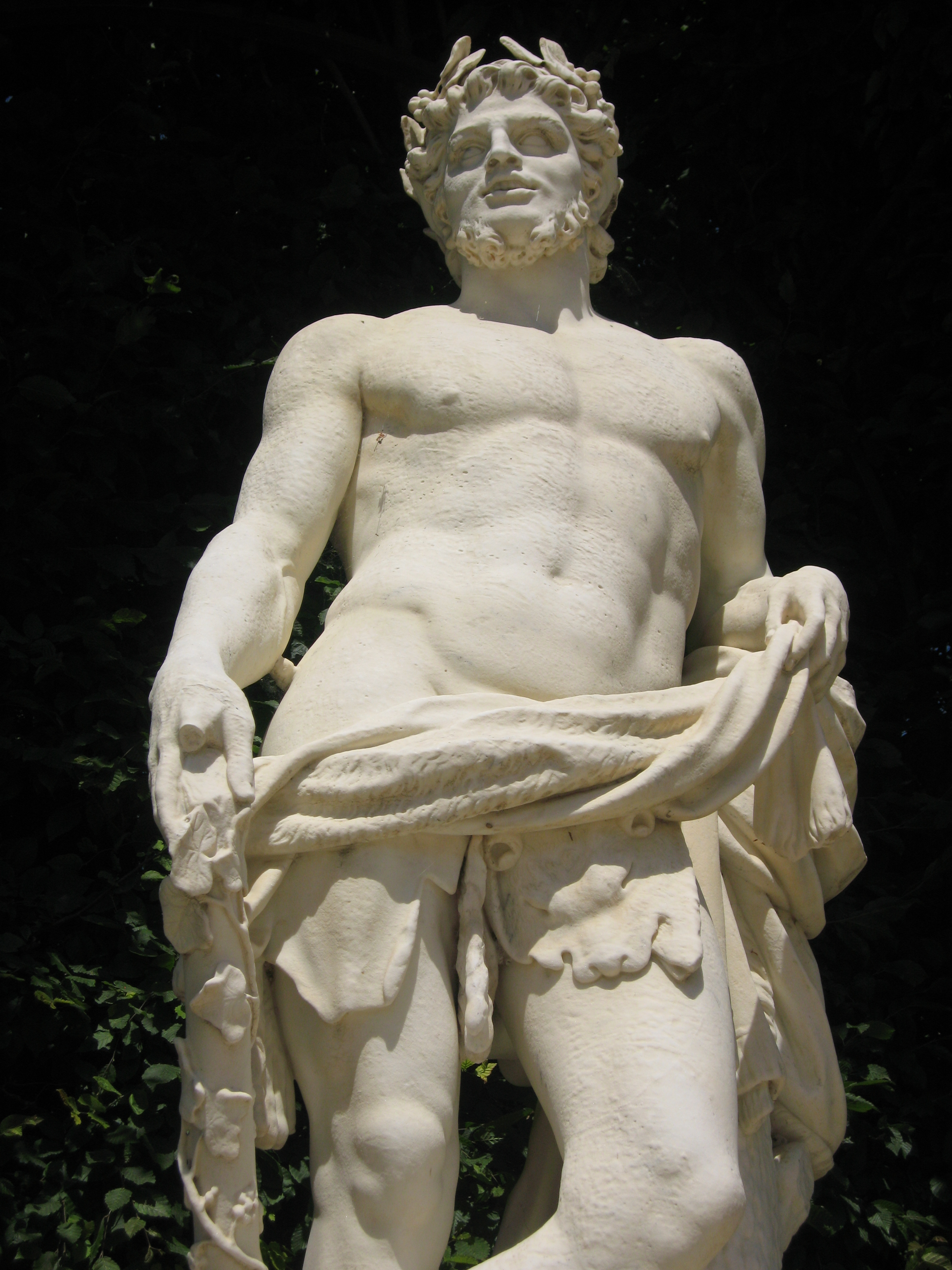
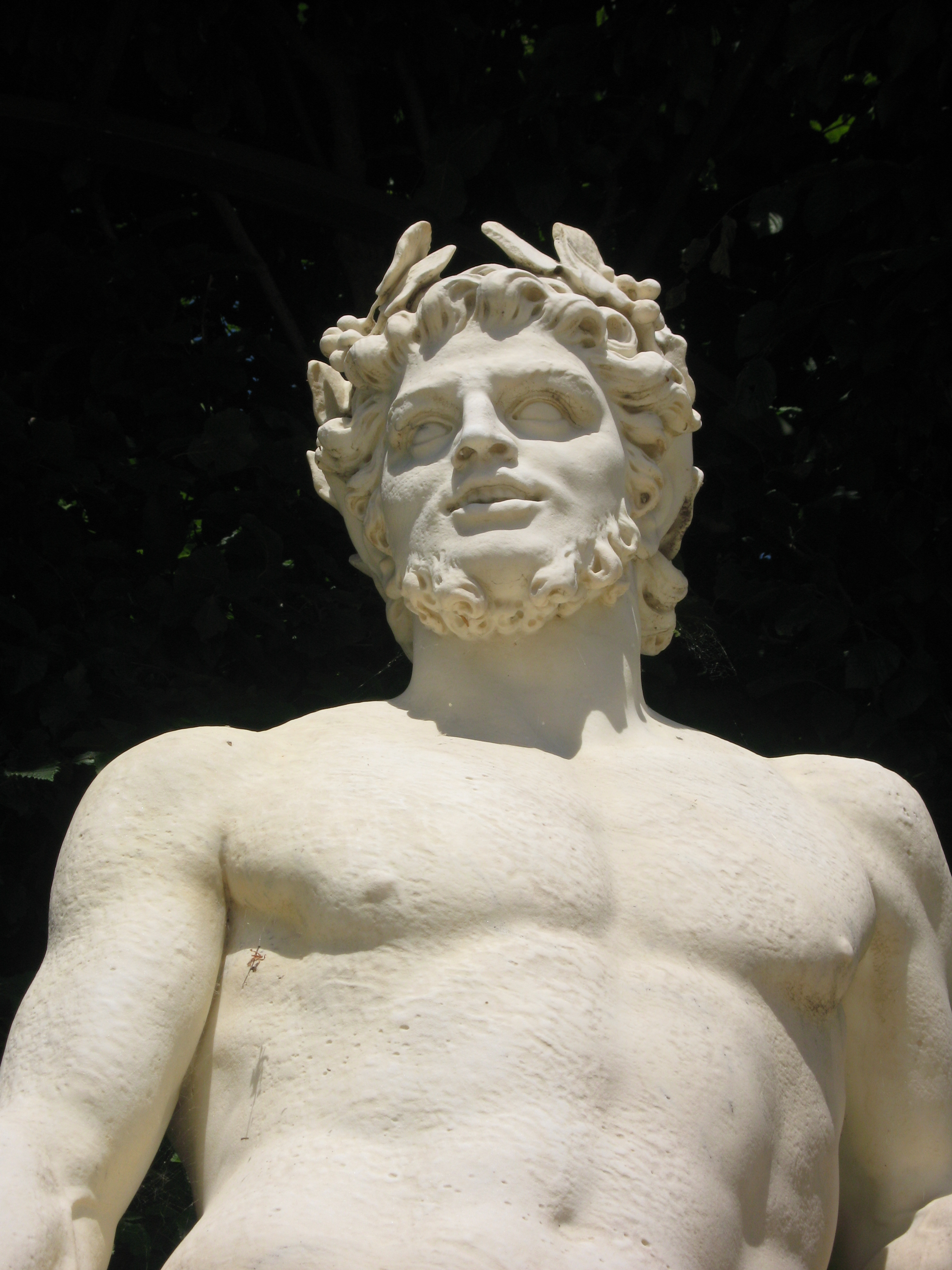
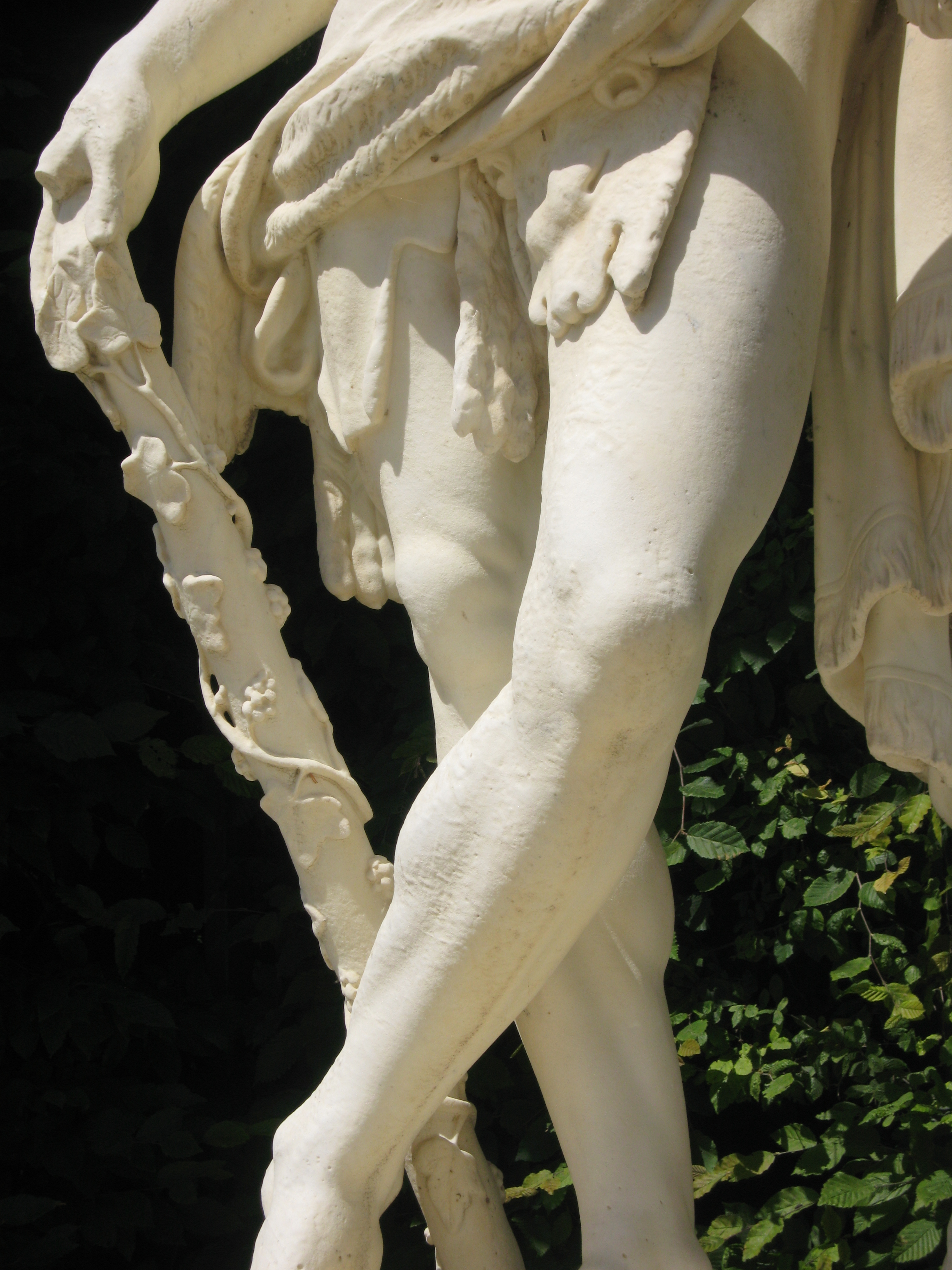
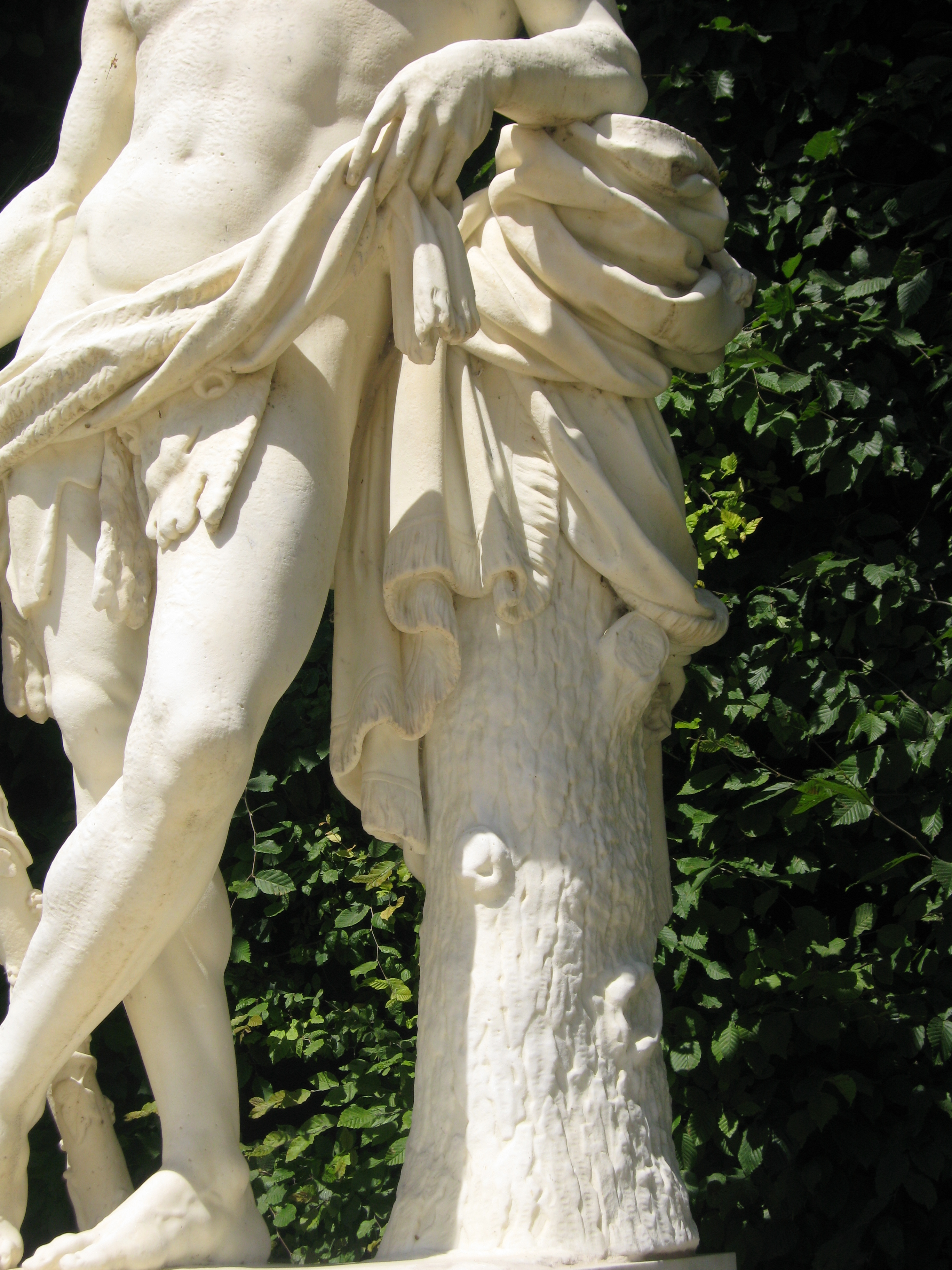

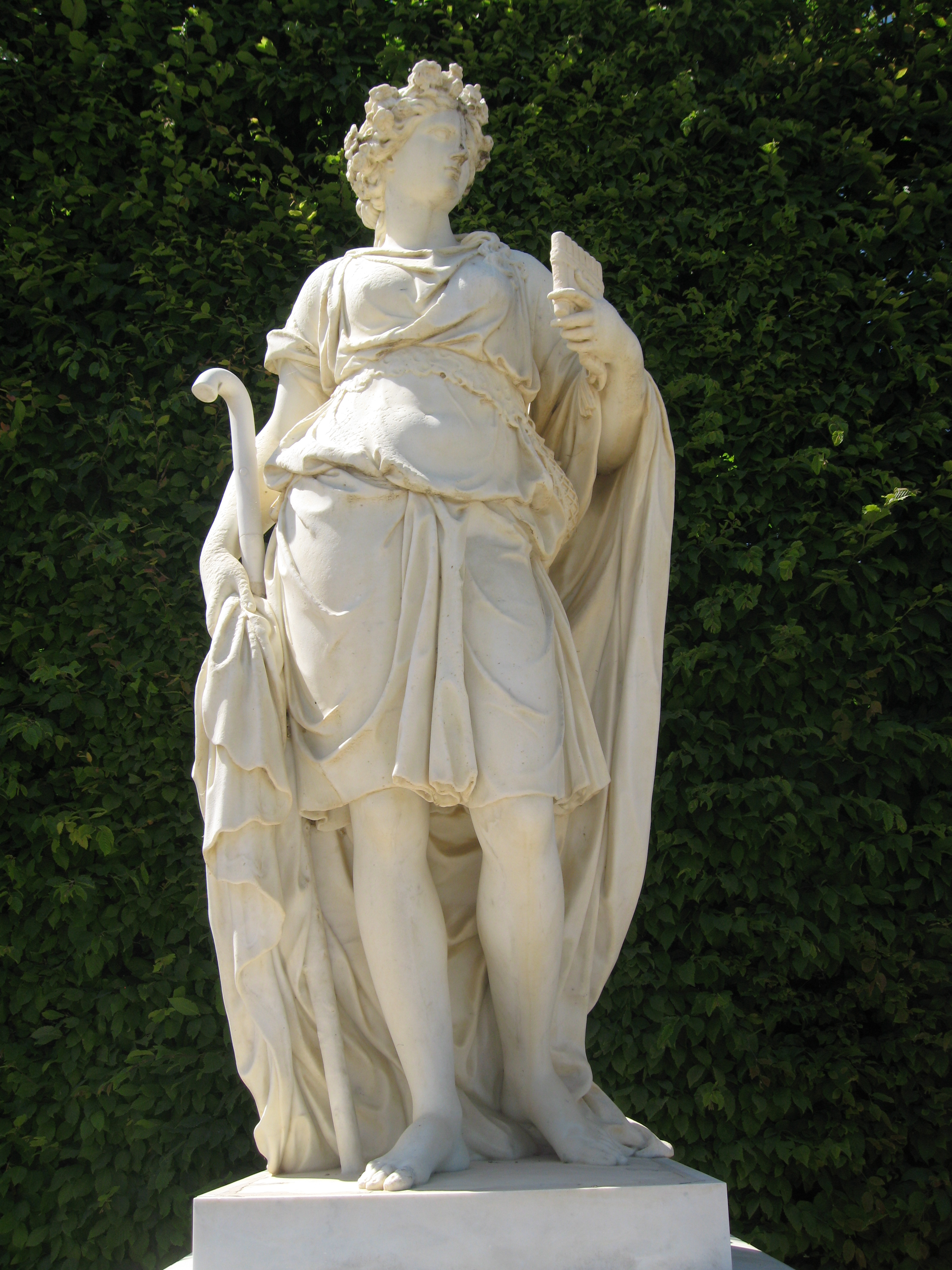
Le Poème pastoral de Hérard et Granier

Sculpture Gérard-Léonard Hérard et Pierre Granier, sculptée de 1675 à 1680.
Le poème pastoral est figuré sous les traits d'un berger couronné de fleurs, tenant un bâton dans sa main droite et de l'autre une flûte de Pan. La restauration de la statue est programmée.

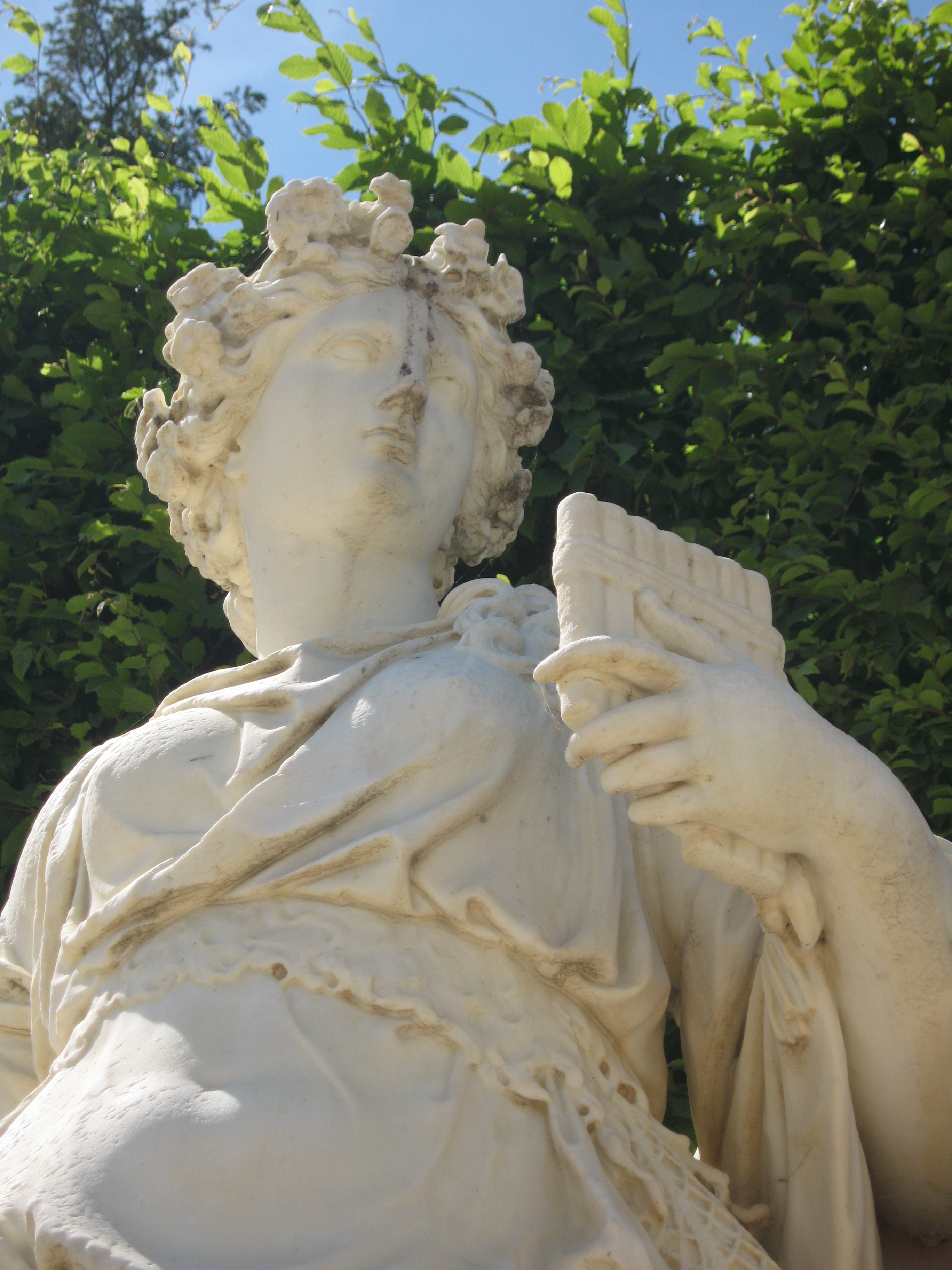
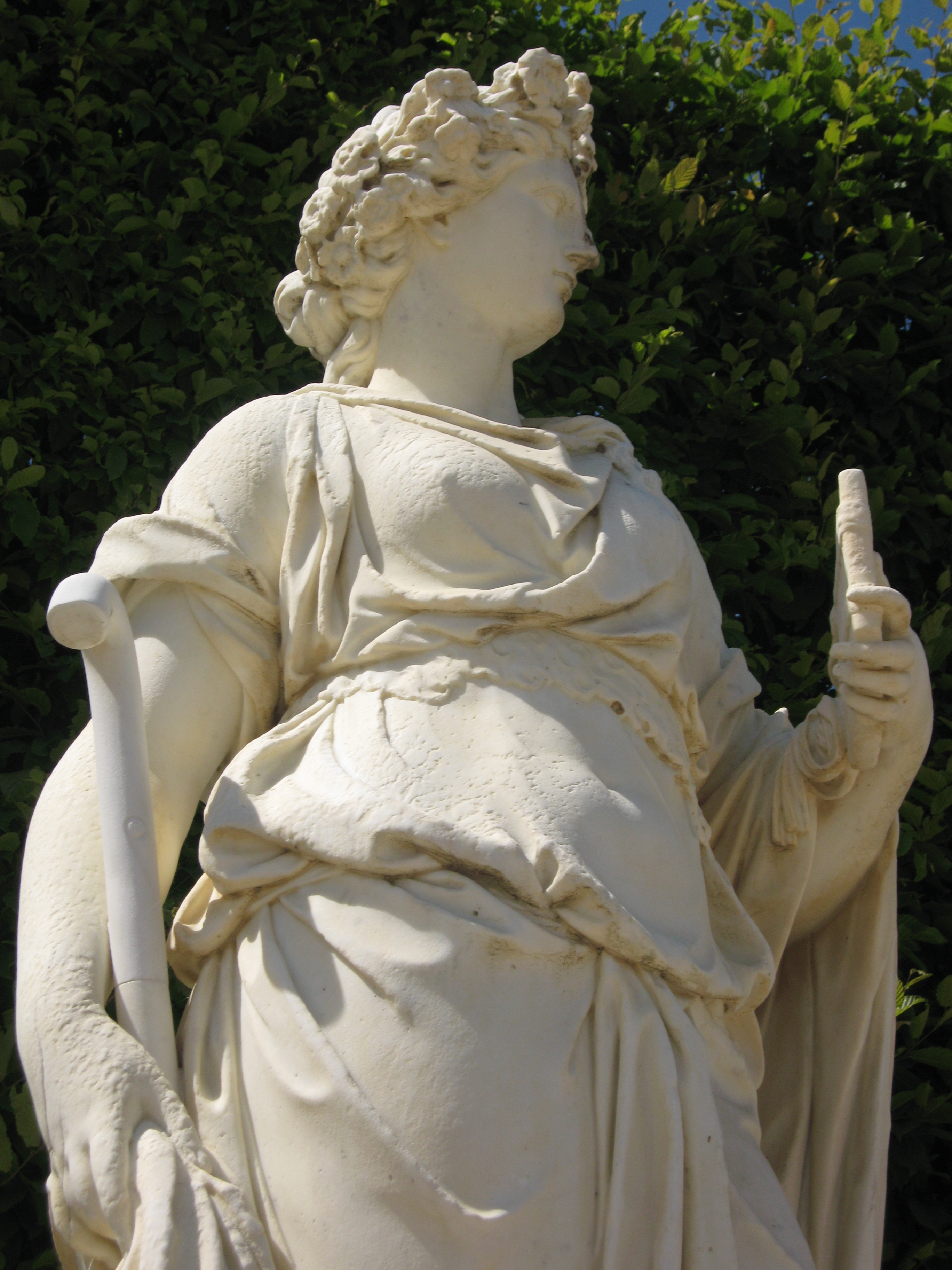

### Les Enlèvements
Un immense Parnasse central devait être entouré des allégories des quatre Éléments. Les huit groupes d’Enlèvements prévus devaient signifier les continuelles mutations de ces Éléments. Mais tous ne furent pas achevés : seuls ceux de Thomas Regnaudin (Enlèvement de Cybèle par Saturne, allégorie de la Terre), de Gaspard Marsy et Anselme Flamen (Enlèvement d’Orithye par Borée, allégorie de l’Air) et de François Girardon (Enlèvement de Proserpine par Pluton, allégorie du Feu) aboutirent ; les cinq autres et le Parnasse restèrent à l’état de projet. 
L’enlèvement de Cybèle par Saturne

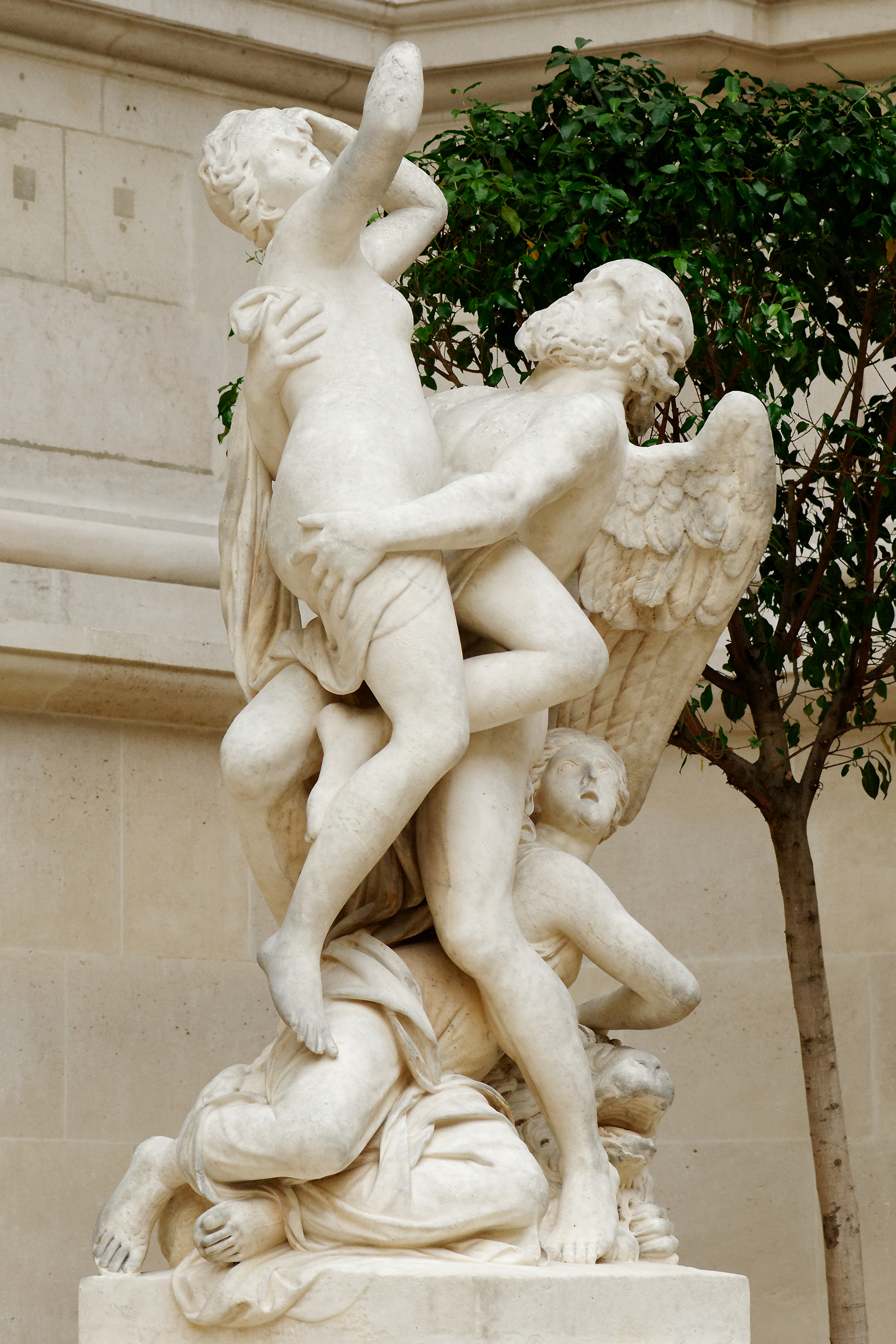
L’enlèvement de Cybèle par Saturne de Regnaudin

Sculpture de Thomas Regnaudin, allégorie de la Terre. Placée originellement à l’orangerie du château de Versailles, elle fut ensuite déplacée au jardin des Tuileries, puis dans la Cour Puget du Musée du Louvre où elle est actuellement conservée. 
L'enlèvement d'Orithye par Borée

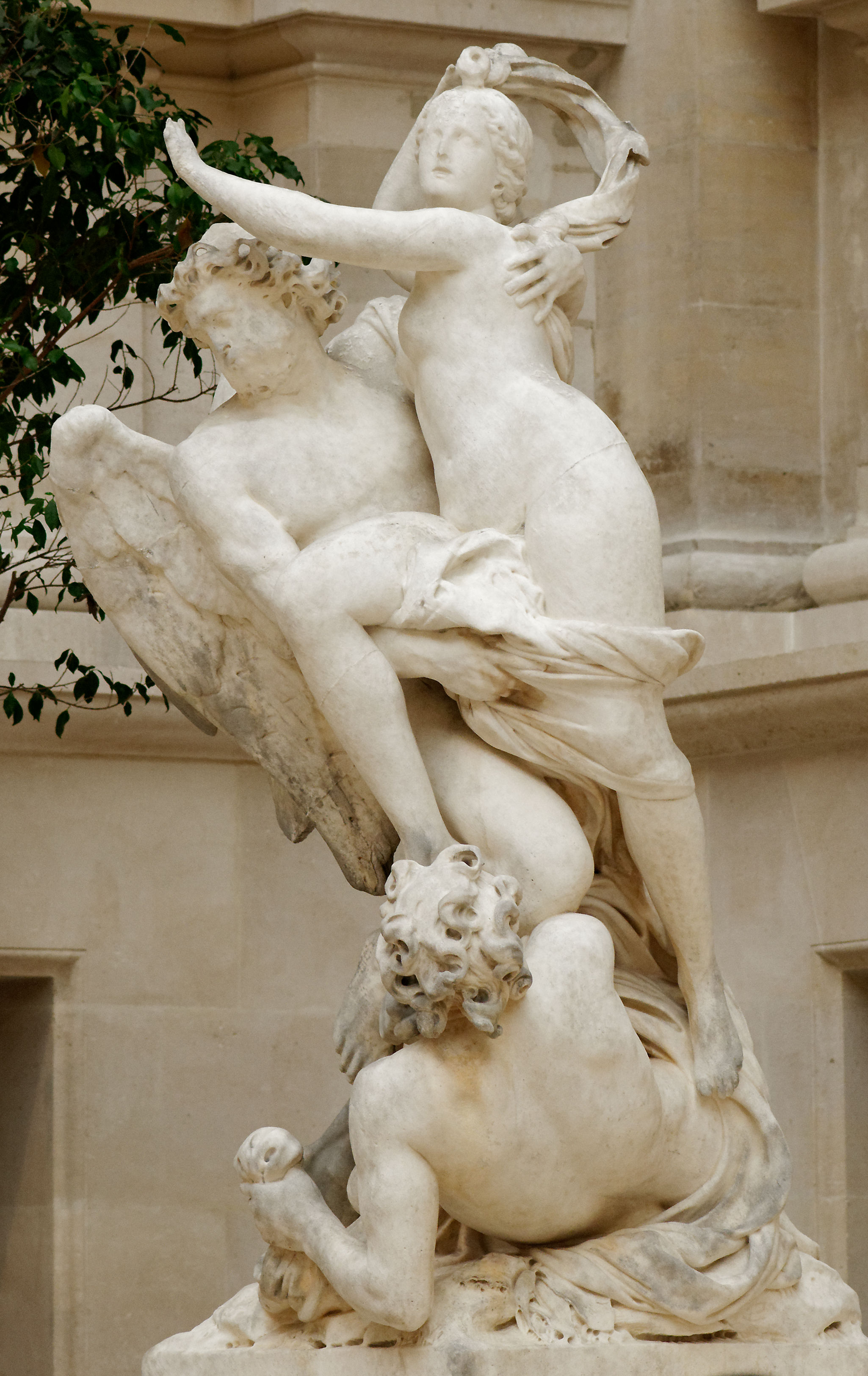
L'enlèvement d'Orithye par Borée de Marsy et Flamen

Sculpture de Gaspard Marsy et Anselme Flamen, allégorie de l'Air. Placée originellement à l’orangerie du château de Versailles, elle fut ensuite déplacée au jardin des Tuileries, puis dans la Cour Puget du Musée du Louvre où elle est actuellement conservée. 

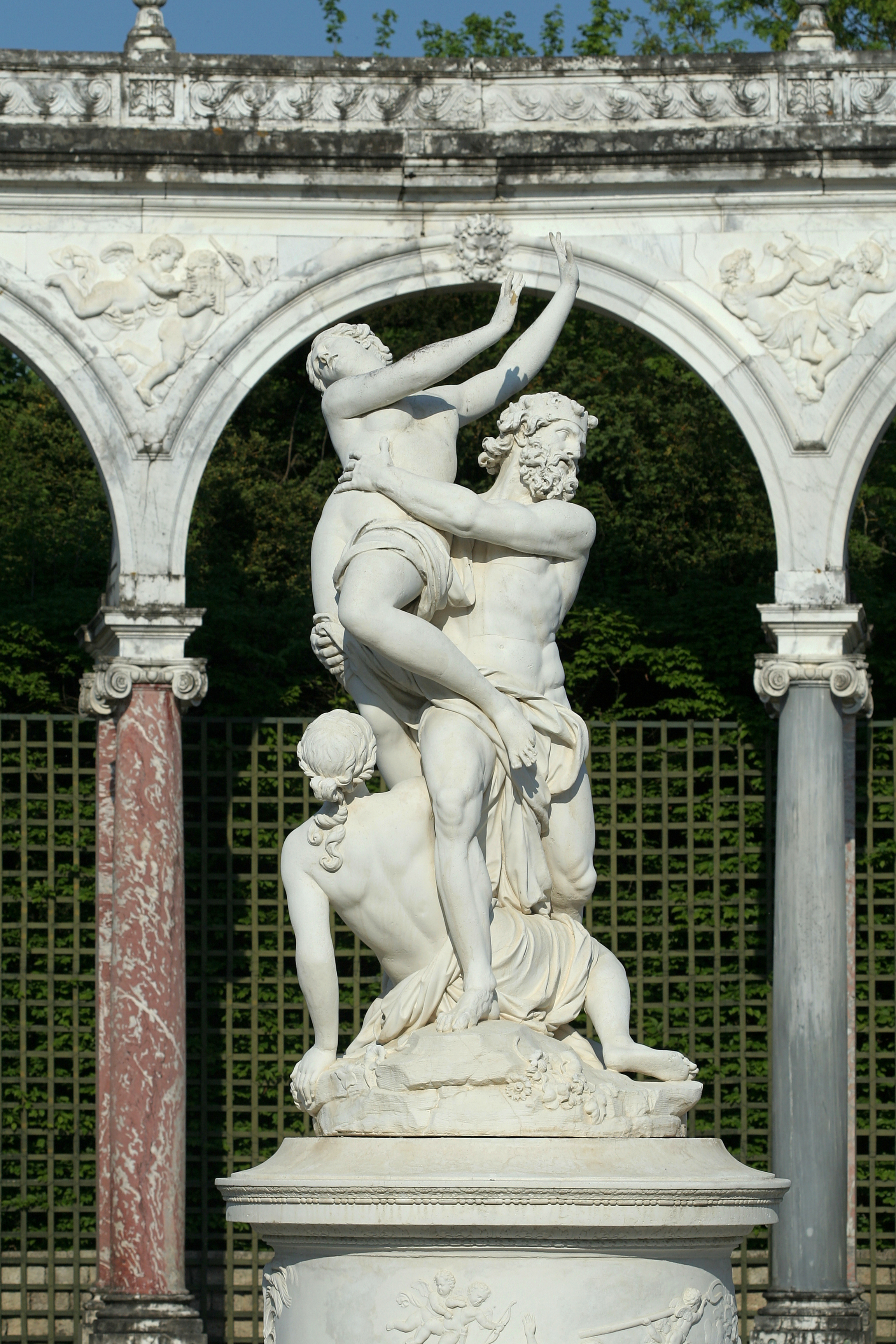
L’Enlèvement de Proserpine par Pluton de Girardon

Enlèvement de Proserpine par Pluton
Cette sculpture de François Girardon, allégorie du Feu, est placée au centre du bosquet de la Colonnade, dans le parc du château de Versailles, à présent remplacée par une copie. L'original est à présent conservé dans l’orangerie du château de Versailles.

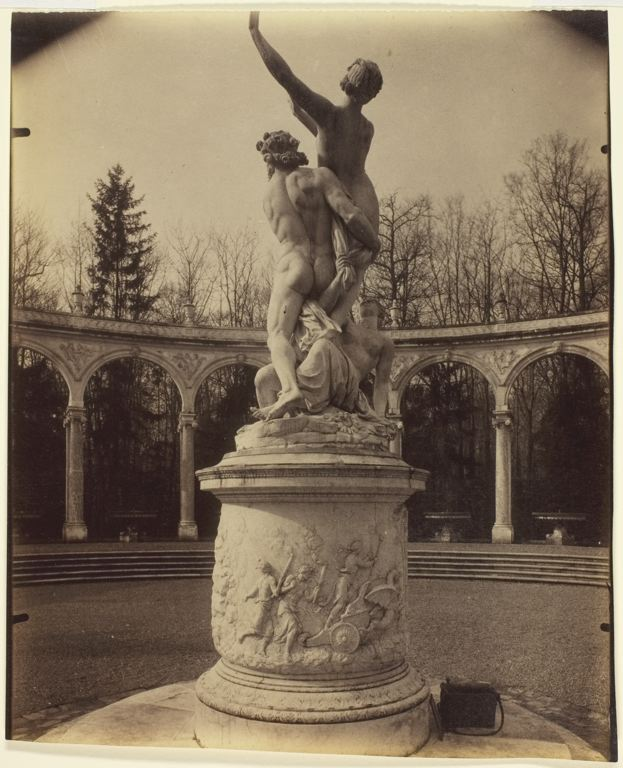
Vue au début du XXe siècle
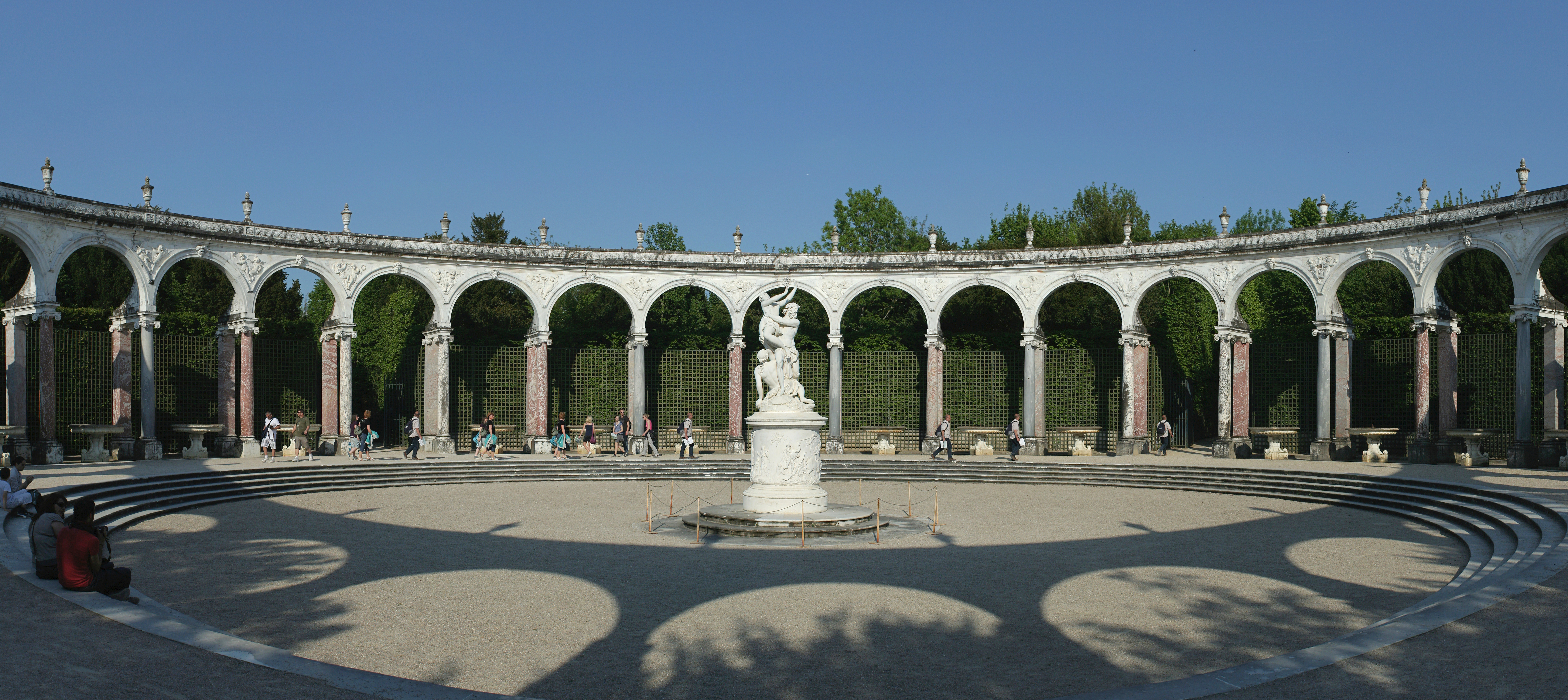
Au centre du bosquet de la Colonnade
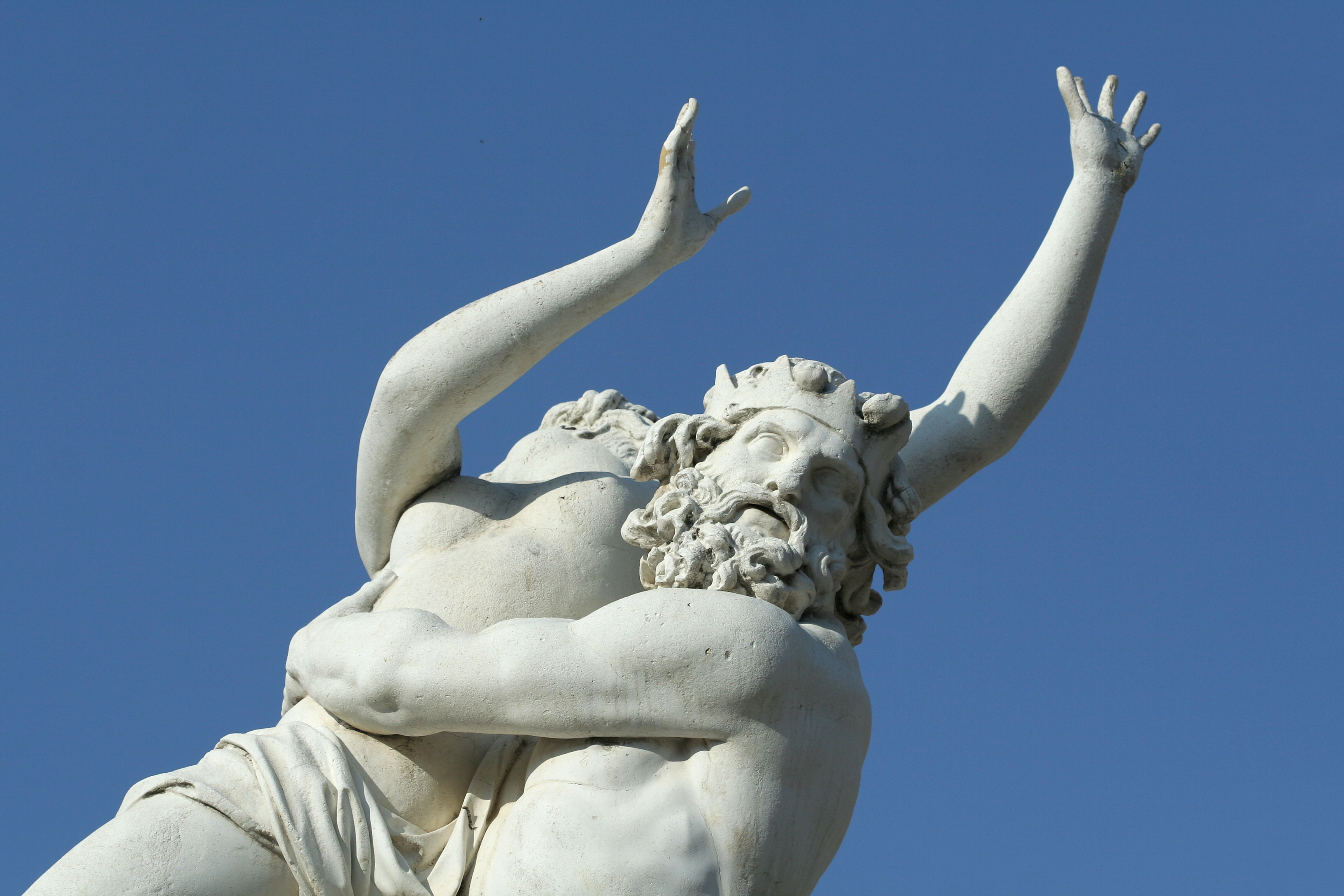
Visage de Pluton
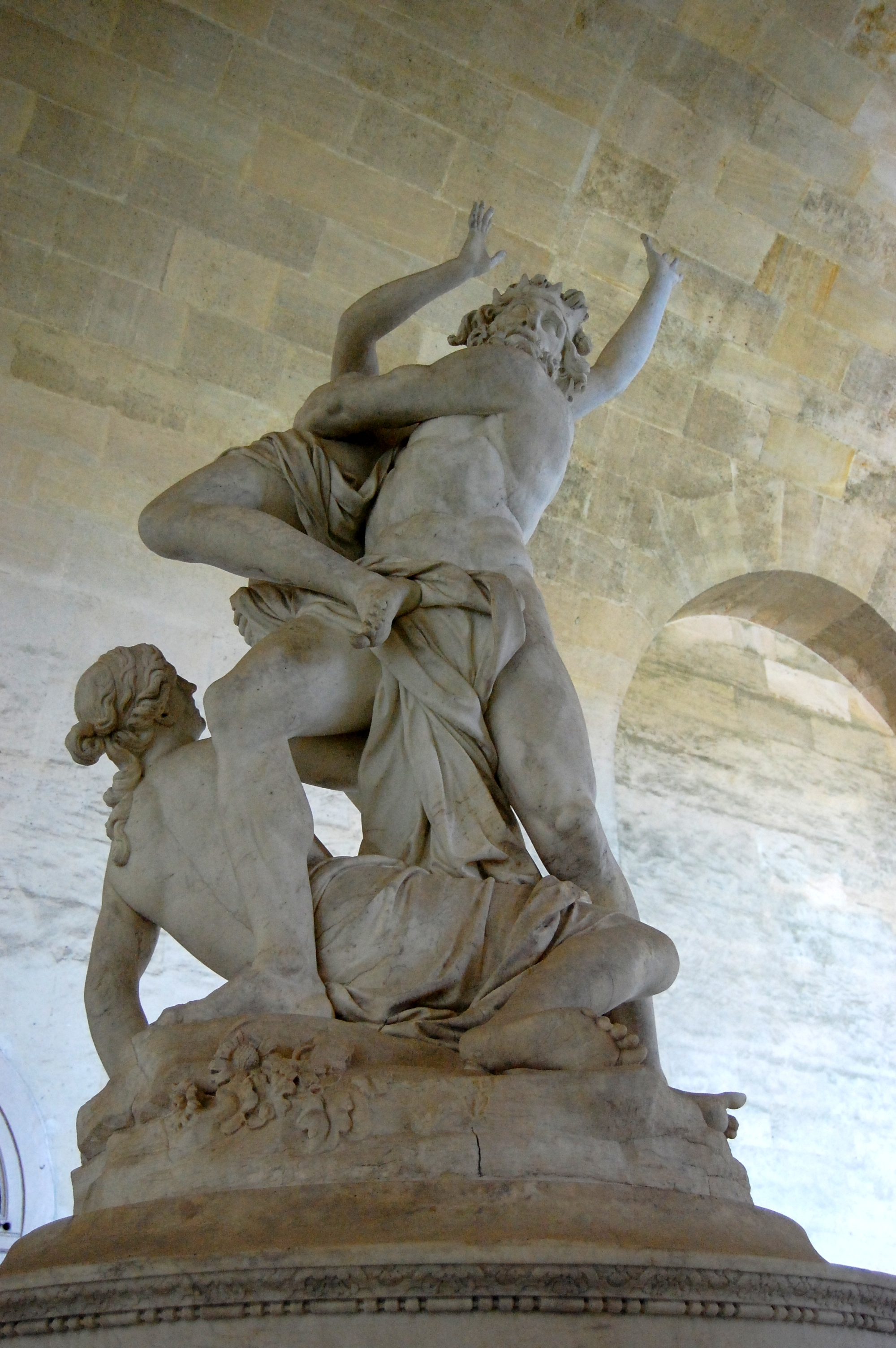
Statue originale
48° 48′ 14″ N, 2° 07′ 14″ E

## Restaurations

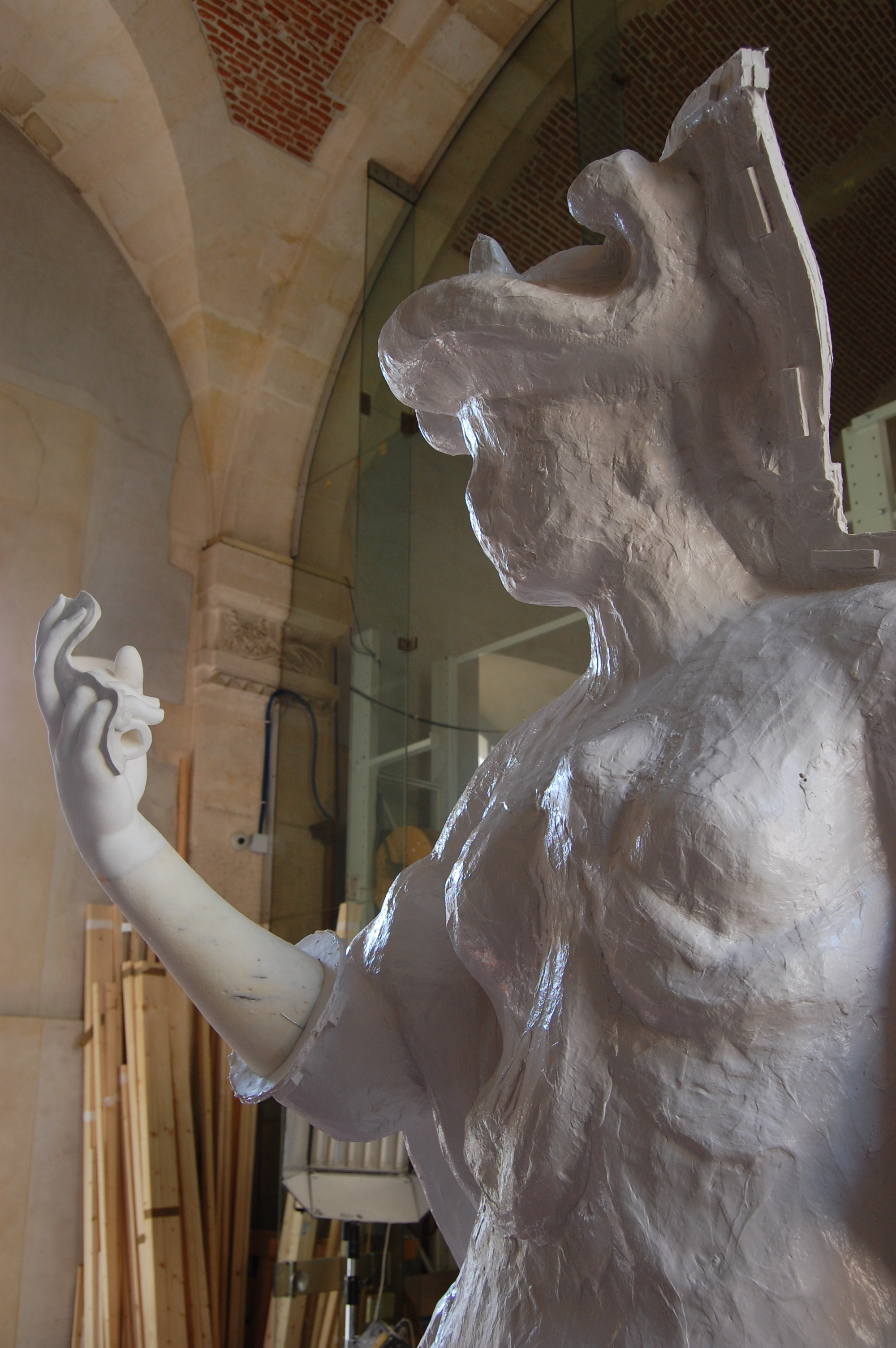
Moulage de l'Afrique dans l'atelier de restauration des statues du château de Versailles.

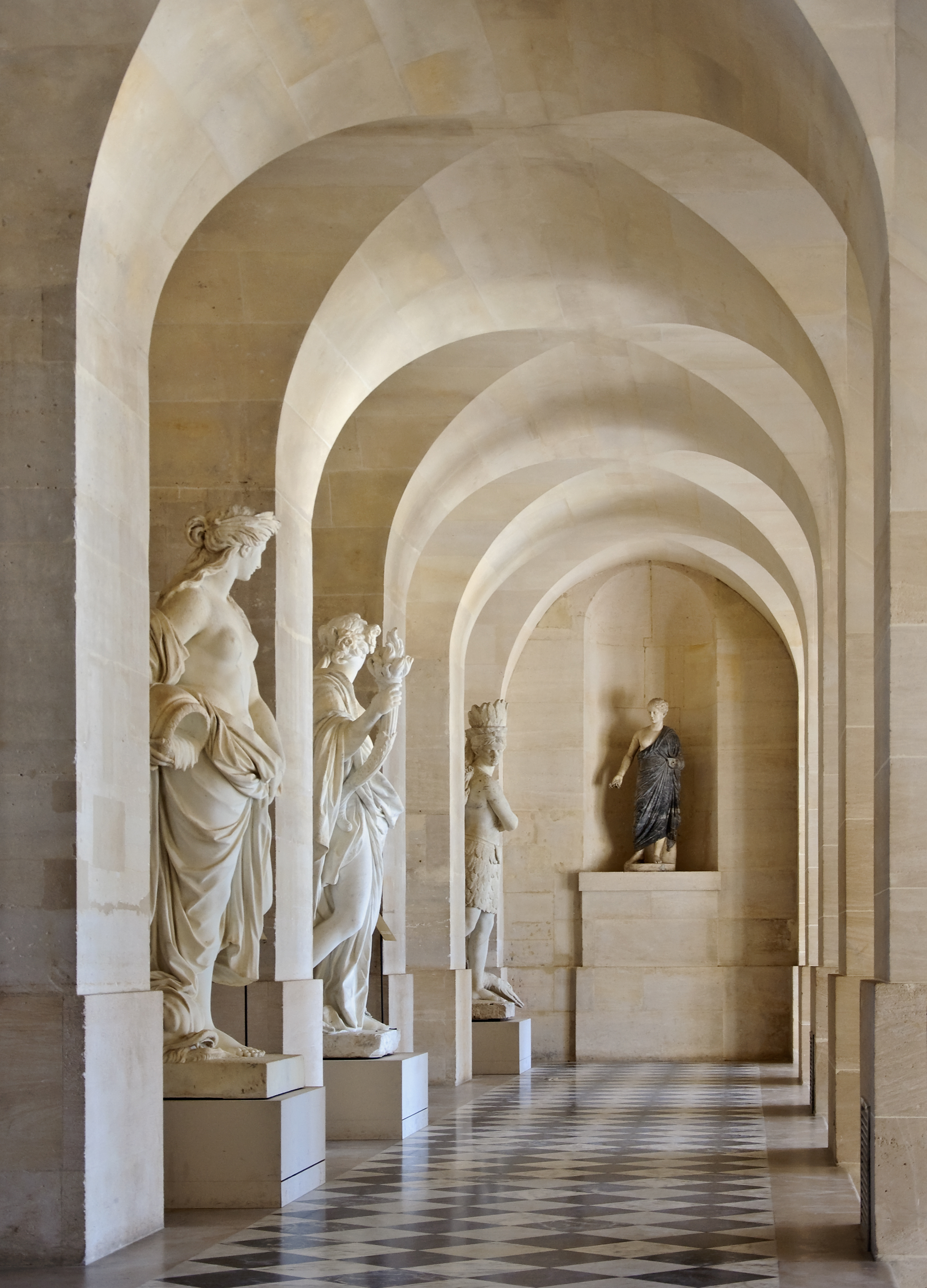
L'Eau, de Pierre Ier Legros, La Nuit, de Jean Raon, L'Amérique, de Gilles Guérin, dans la galerie basse du château.

Une campagne de restauration a été lancée afin de préserver les statues. En grande partie financée par le mécénat, elle consiste en un moulage en résine et poudre de marbre des statues. Les originaux sont ensuite mis à l'abri dans le château, en particulier dans la galerie basse, au rez-de-chaussée du château. D'autres, comme L’Enlèvement de Proserpine par Pluton, ont été placées dans l'orangerie du château de Versailles.